# Église Saint-Martin de Haux
Pour les articles homonymes, voir Église Saint-Martin.
L'église Saint-Martin est une église catholique située dans la commune de Haux, dans le département de la Gironde, en France.

## Localisation
L'église est située au cœur du bourg ancien, entre les routes départementales D20 (Créon au nord et Langoiran au sud) et D239 (La Sauve au nord-est et Langoiran au sud-ouest).

## Historique
L'église Saint-Martin est un édifice composite malgré la simplicité du plan. La nef rectangulaire, la partie la plus ancienne du bâtiment, conserve des murs construits en petits moellons irréguliers, renforcés de contreforts plats, typiques du XIe siècle. Ces murs étaient percés de fenêtres étroites et hautes.
Au XIIe siècle, le chevet est reconstruit. Le chœur est voûté en berceau et l'abside en cul-de-four. La fenêtre de l'axe est la seule à avoir conservé son aspect roman.
Le portail comportait, à l'origine, deux fausses portes latérales encadrant la baie centrale, et vers le haut, de chaque côté, une paire d'arcs aveugles.
Un clocher-mur érigé à la fin du XVe siècle s'appuie sur deux épais contreforts qui masquent une partie de la façade romane, en particulier, les fausses portes.
Le bas-côté nord de l'église fut édifié à la fin du XVIIe siècle.

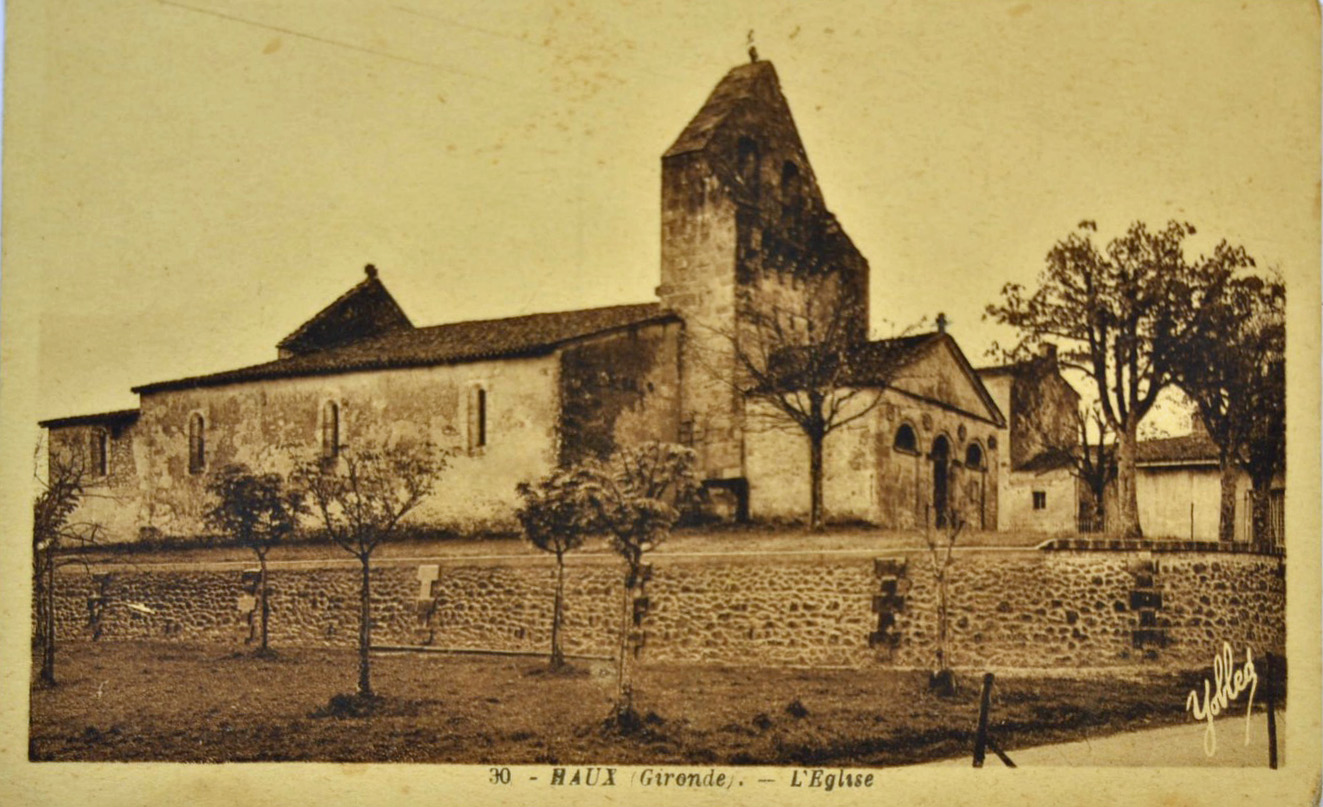
L'église vers 1920
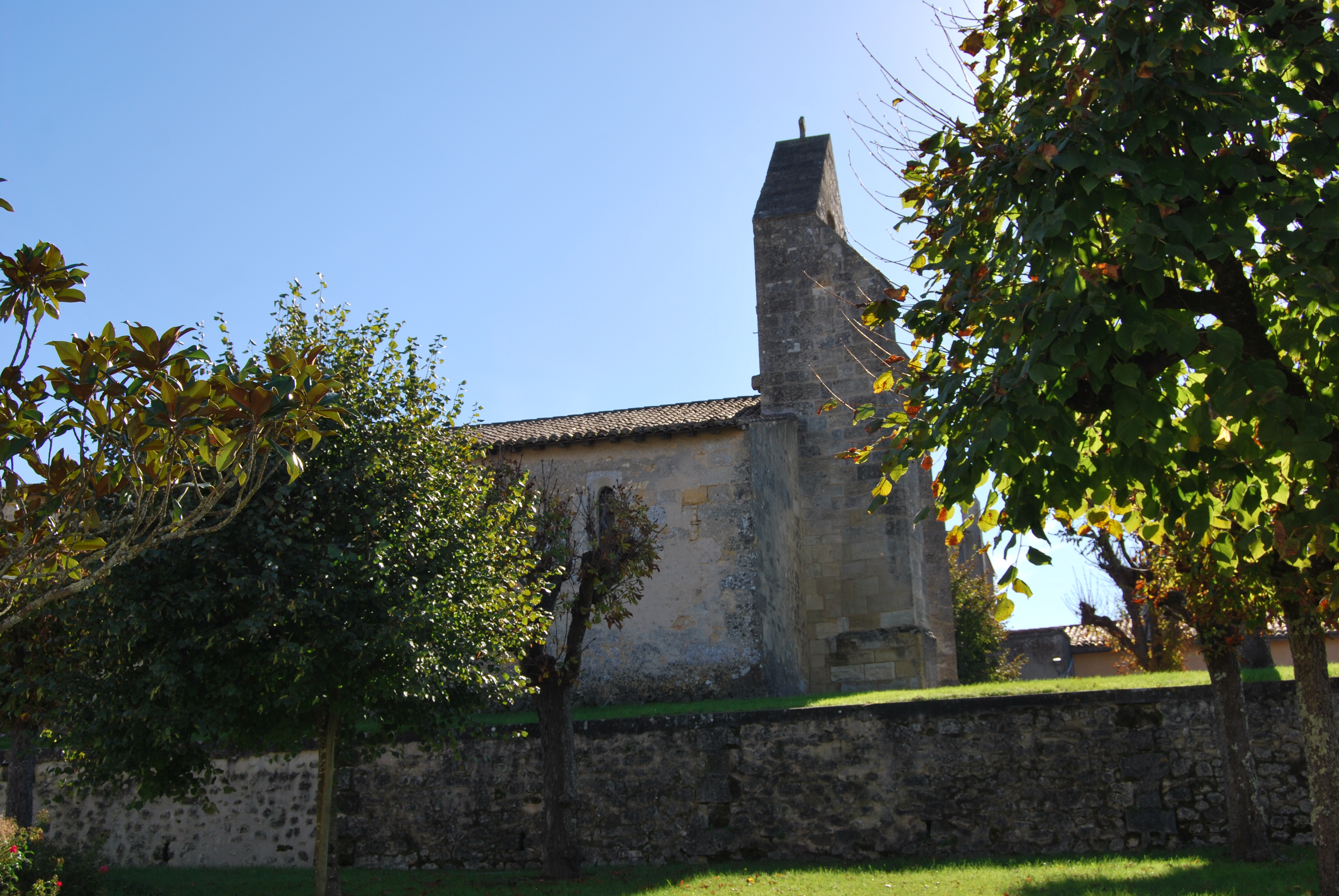
Façade nord
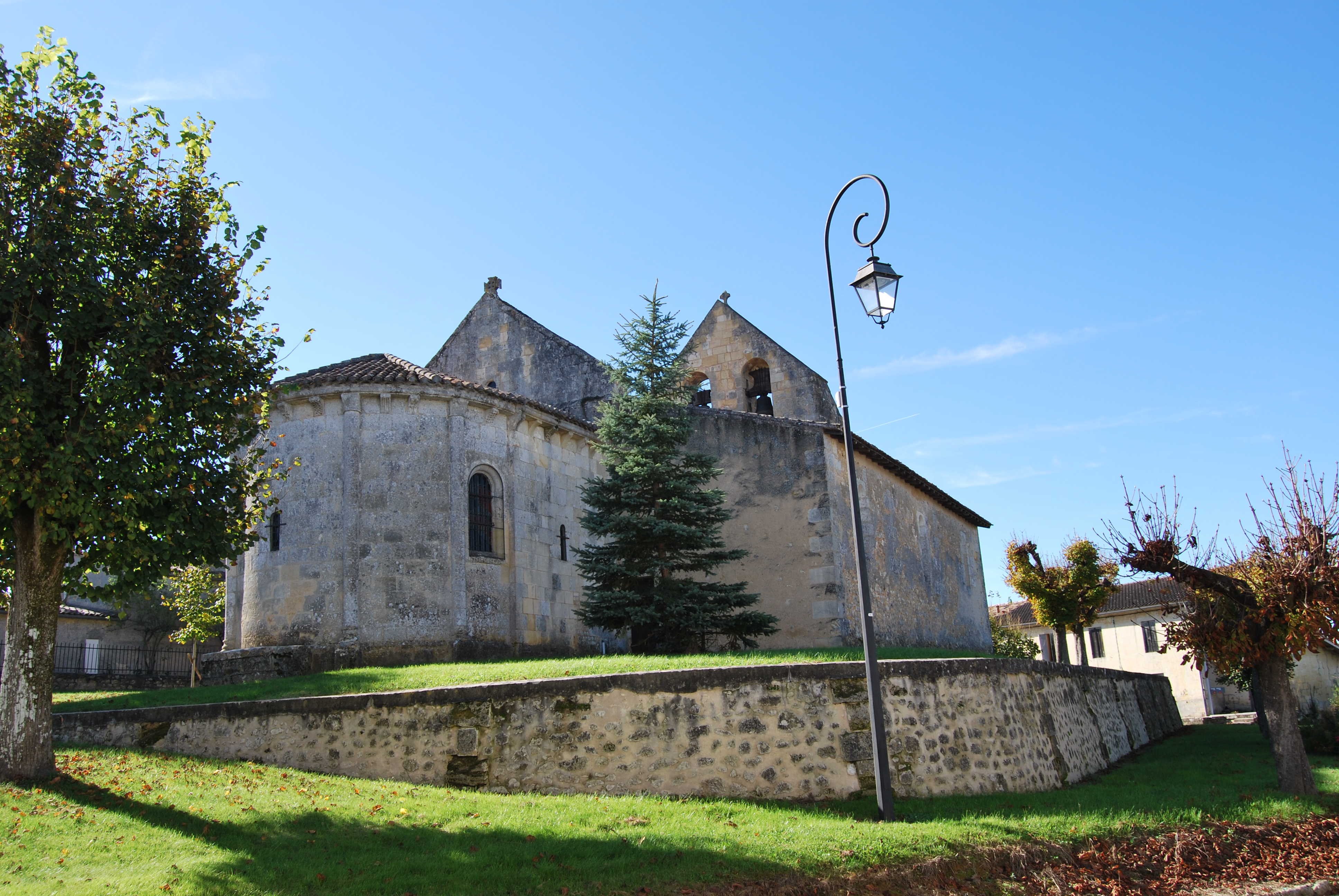
Vue nord-est
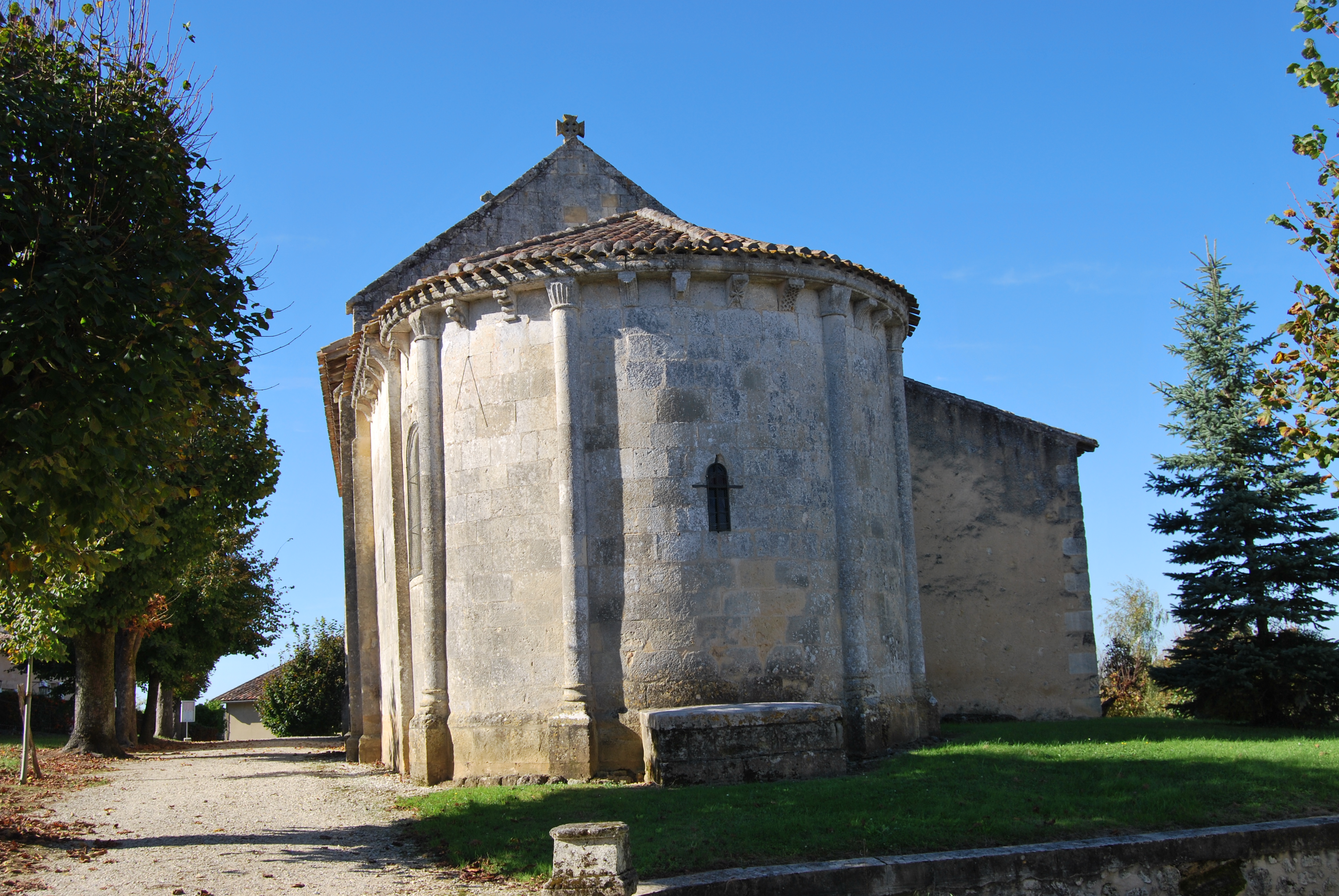
Le chevet

L'église, à l'exclusion des parties classées a été inscrite au titre des monuments historique en 1925.
Le portail et l'ensemble de la façade occidentale ont été classés au titre des monuments historique en 1953.

## Description
La Façade occidentale

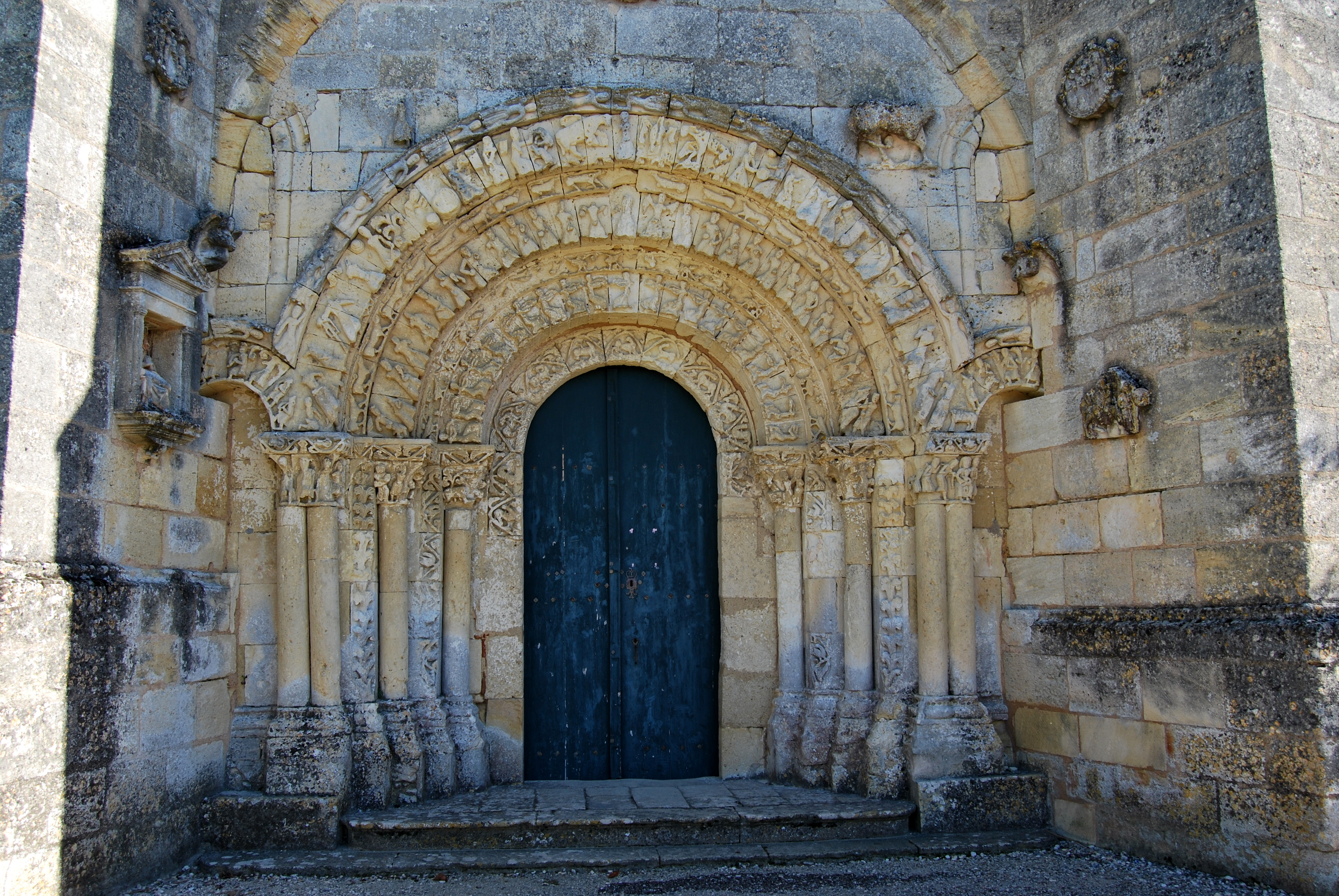
Façade ouest

De tous les portails historiés des églises romanes de la Gironde, celui de Saint-Martin de Haux est l'un des plus accomplis. Le programme figuré était très ambitieux (plus de 150 sujets différents rien que pour les voussures !). La façade romane a été réalisée d'un seul jet, tous les éléments romans du décor sont contemporains. L'iconographie est très semblable à celle de l'abbatiale Sainte-Croix de Bordeaux. Le portail et les deux fausses portes d'origine était une imitation, en miniature de la façade de l'abbatiale.
Les lourds contreforts, ajoutés au XVIe ou XVIe siècle[Quoi ?], ont caché les fausses portes et détruit l'harmonie de la façade.
Au XVIIIe siècle un certain nombre de pièces, en partie en provenance des ruines de l'abbaye de La Sauve-Majeure, ont été incrustées dans les contreforts et la façade.

### Les chapiteaux du portail
Il y a six chapiteaux historiés, dont quatre sont parfaitement identifiables. Au côté nord, on trouve des épisodes de la vie terrestre de Jésus, côté sud on trouve des épisodes illustrant sa divinité.
En commençant par l'extérieur, au nord, nous voyons :
- Le roi Hérode, averti par les rois Mages de la naissance d'un grand roi, cherche à garder son trône.
- Hérode ordonne le massacre de tous les enfants de moins de deux ans, espérant ainsi à se débarrasser du futur rival.
- Une scène non-identifiable.

Au sud, la séquence est :
- L'Adoration des rois Mages.
- Une scène non-identifiable.
- La résurrection de Jésus.

#### Ébrasement nord
Chapiteau N3 : La colère d'Hérode
Hérode est prévenu par les Mages de la naissance d'un futur grand roi à Bethléem (récit de saint Matthieu, ch II). Il est furieux et cherche à sauvegarder son trône.
- Au centre de la face principale, le roi Hérode est installé sur son trône. Entourant le roi, trois hommes se tiennent debout ; ils sont vêtus d'un simple bliaud. On voit les vestiges d'un oiseau qui picore l'oreille gauche du roi, pour y installer des idées maléfiques. Après la visite des Mages, Hérode a décidé de l'extermination de tous les enfants ayant moins de deux ans[Notes 1].
- Ce projet, fomenté par la peur d'Hérode, a été symbolisé sur le tailloir du chapiteau : on voit trois corps sans tête qui gisent entre les rinceaux. Le chapiteau suivant est la réalisation du massacre.

Chapiteau N2 : Le massacre des innocents
Hérode passe à l'acte et ses soldats tuent les enfants.
- Dans l'angle de la corbeille, se trouvent deux mères avec leurs enfants, qui sont menacées par deux soldats (aujourd'hui très mutilés).
- Sur la droite de la corbeille, un soldat tient un enfant afin que l'autre soldat le décapite. La tête de l'enfant tombe au sol.

Chapiteau N1 : Homme et lions ?
- La corbeille est très dégradée. On voit les restes de deux animaux, à queue empanachée, et un décor végétal. Peut-être, autrefois, un homme s'interposait-il entre eux, mais il n'a laissé aucune trace. Certains guides ont catalogué la corbeille, par commodité, « Daniel entre les lions », sans la moindre justification. On ne discerne aucune trace des symboles généralement associés à des scènes de Daniel entre les lions. Les quatre scènes identifiables sont tous des épisodes de la vie de Jésus et il est probable que les deux chapiteaux très érodés et non-identifiables le sont également.

Ébrasure nord
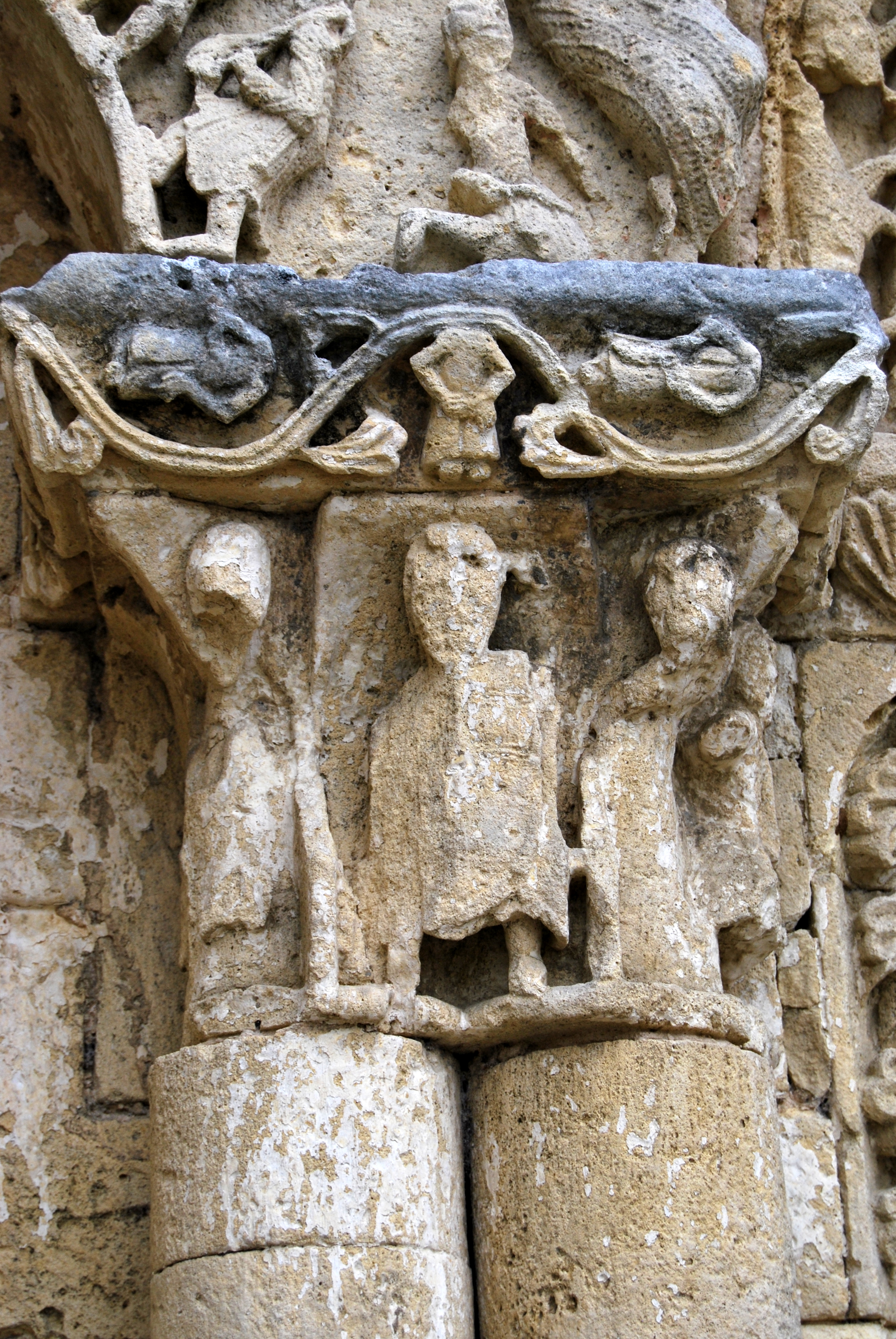
N3 (a)
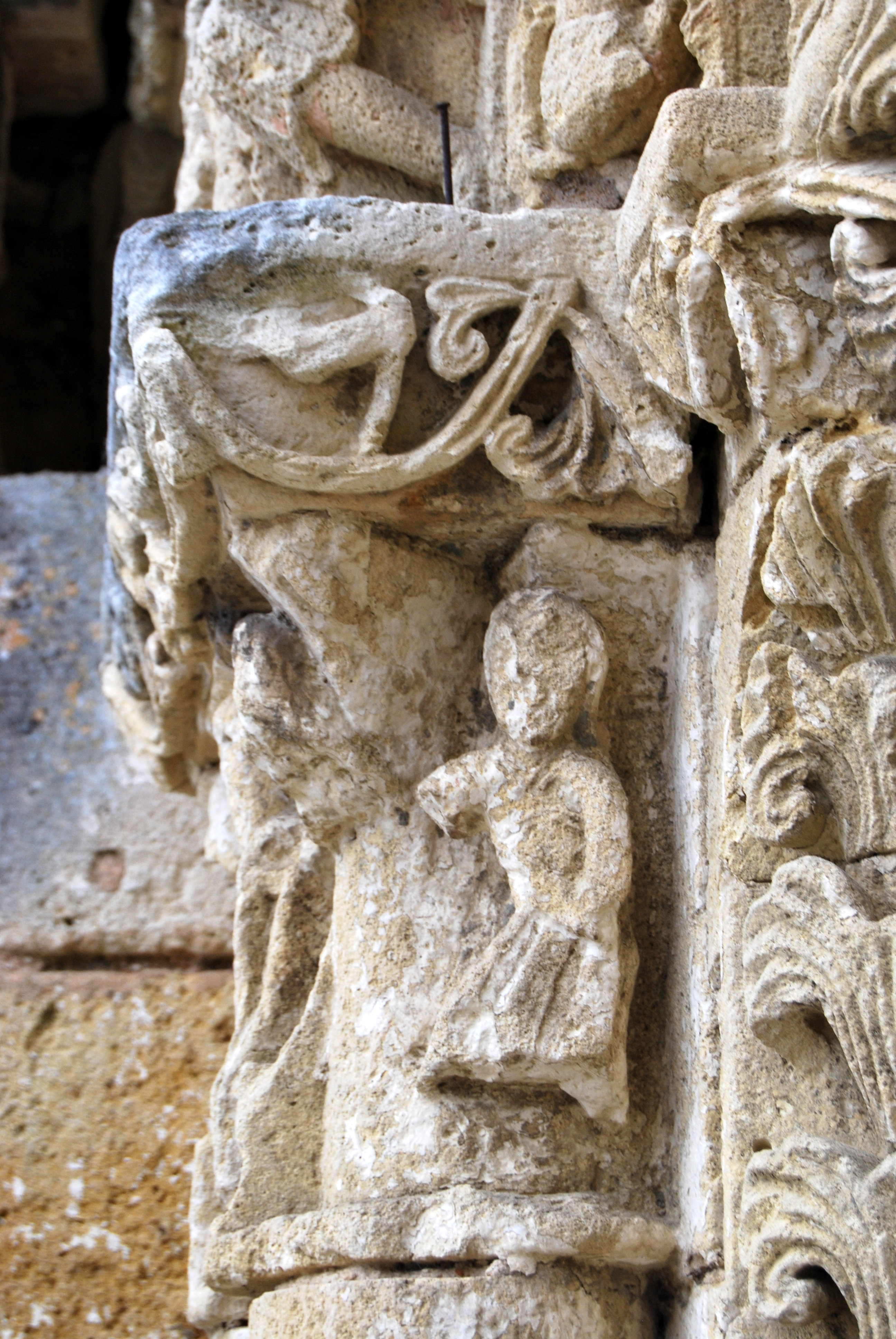
N3 (b)
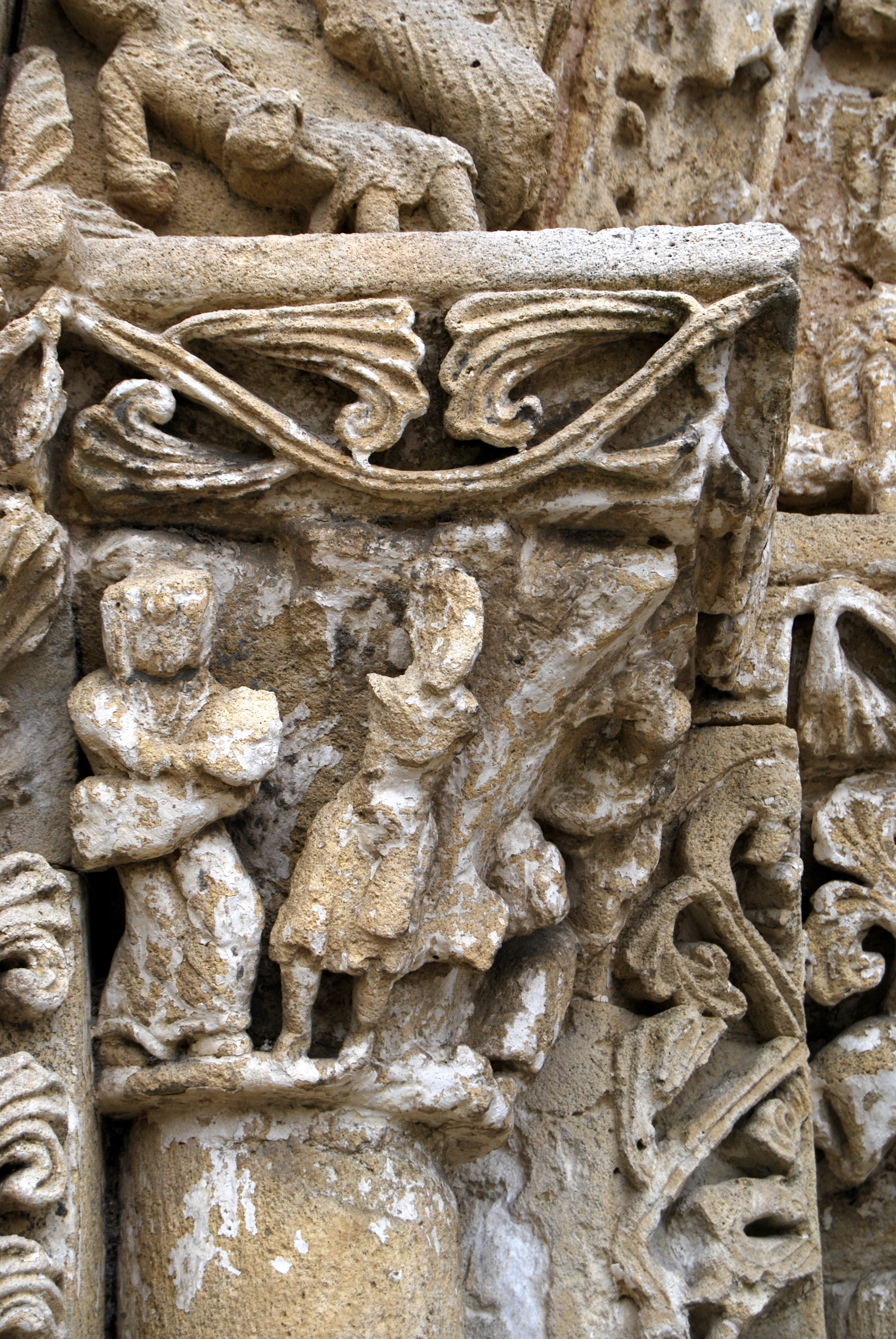
N2 (a)
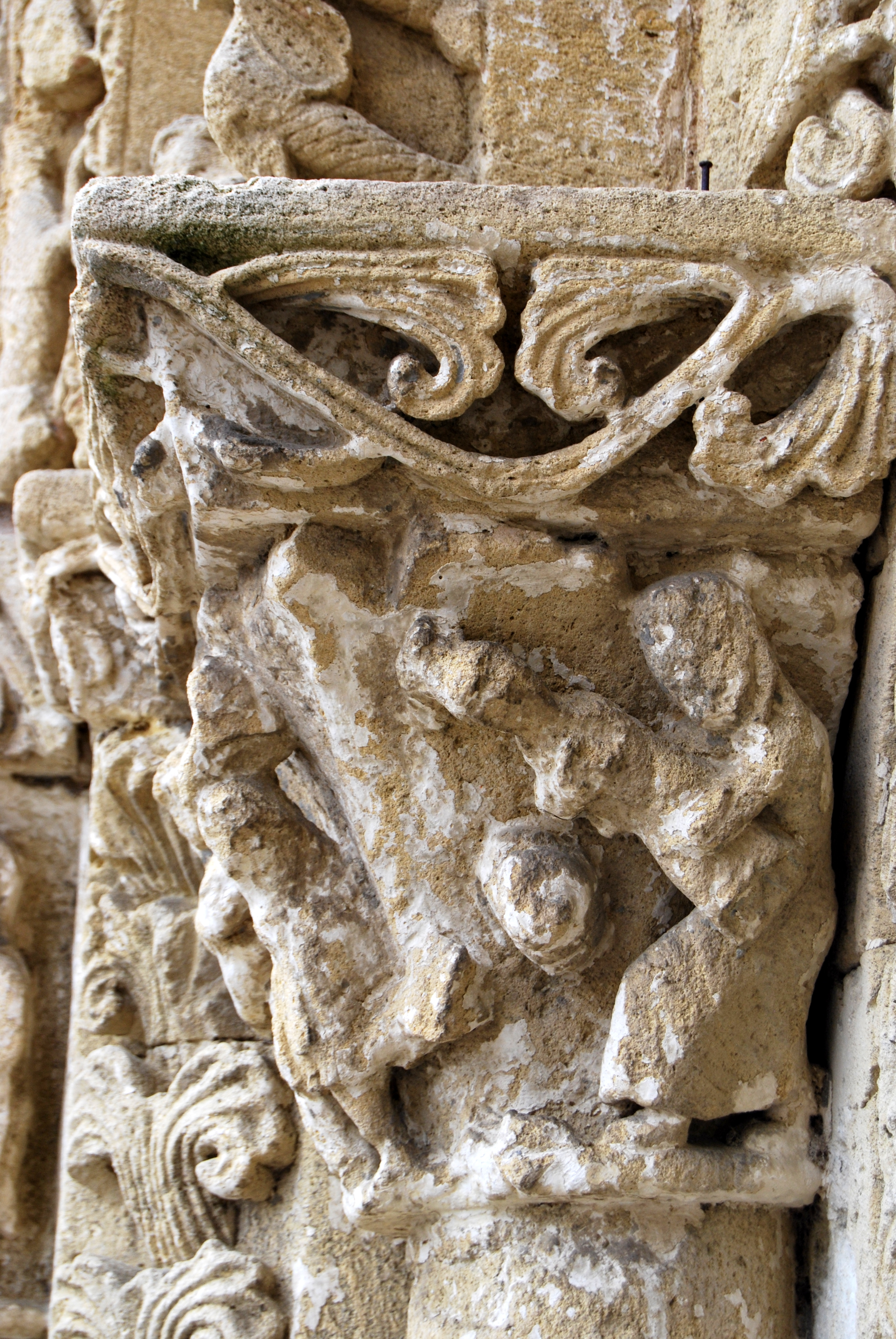
N2 (b)
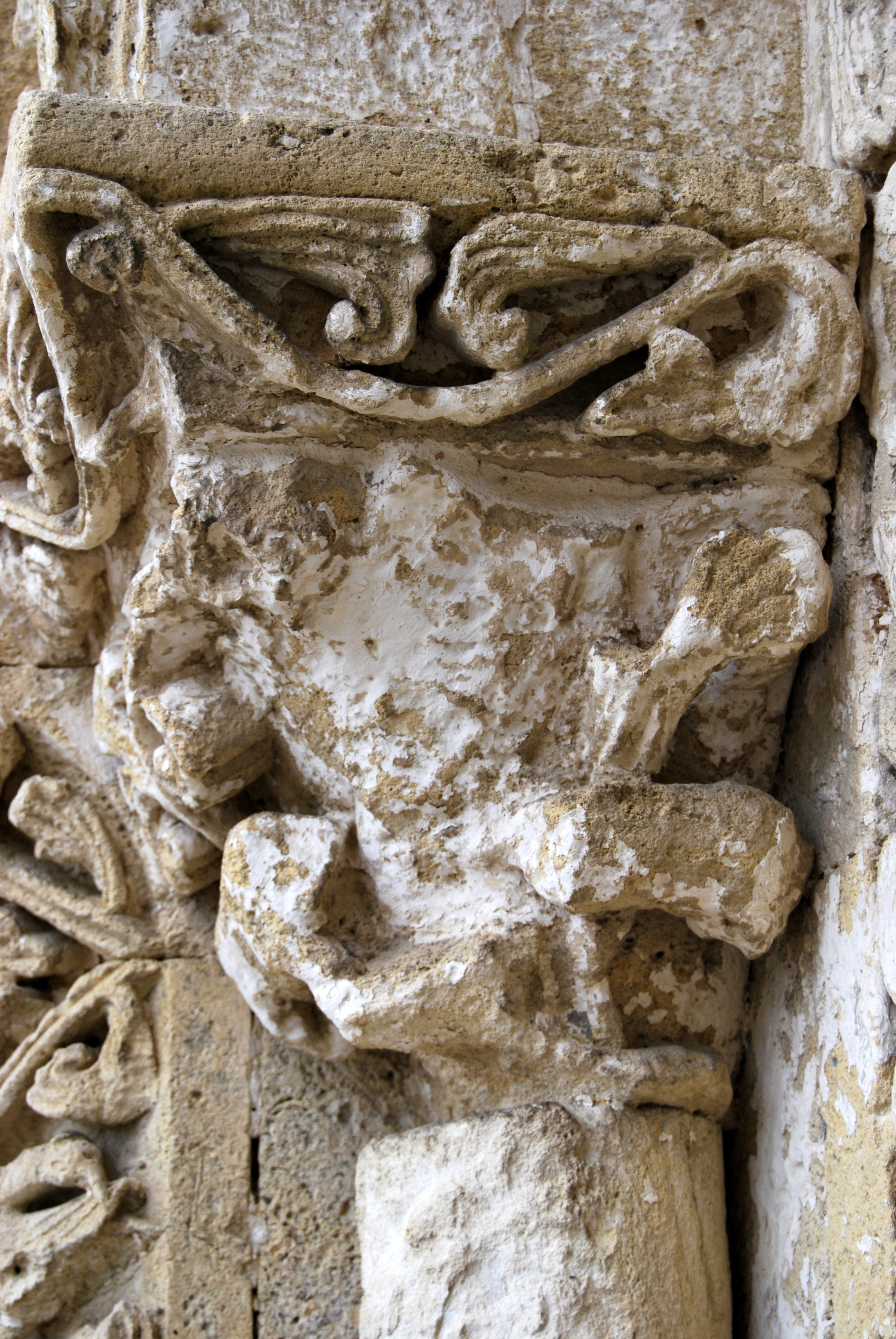
N1 (a)
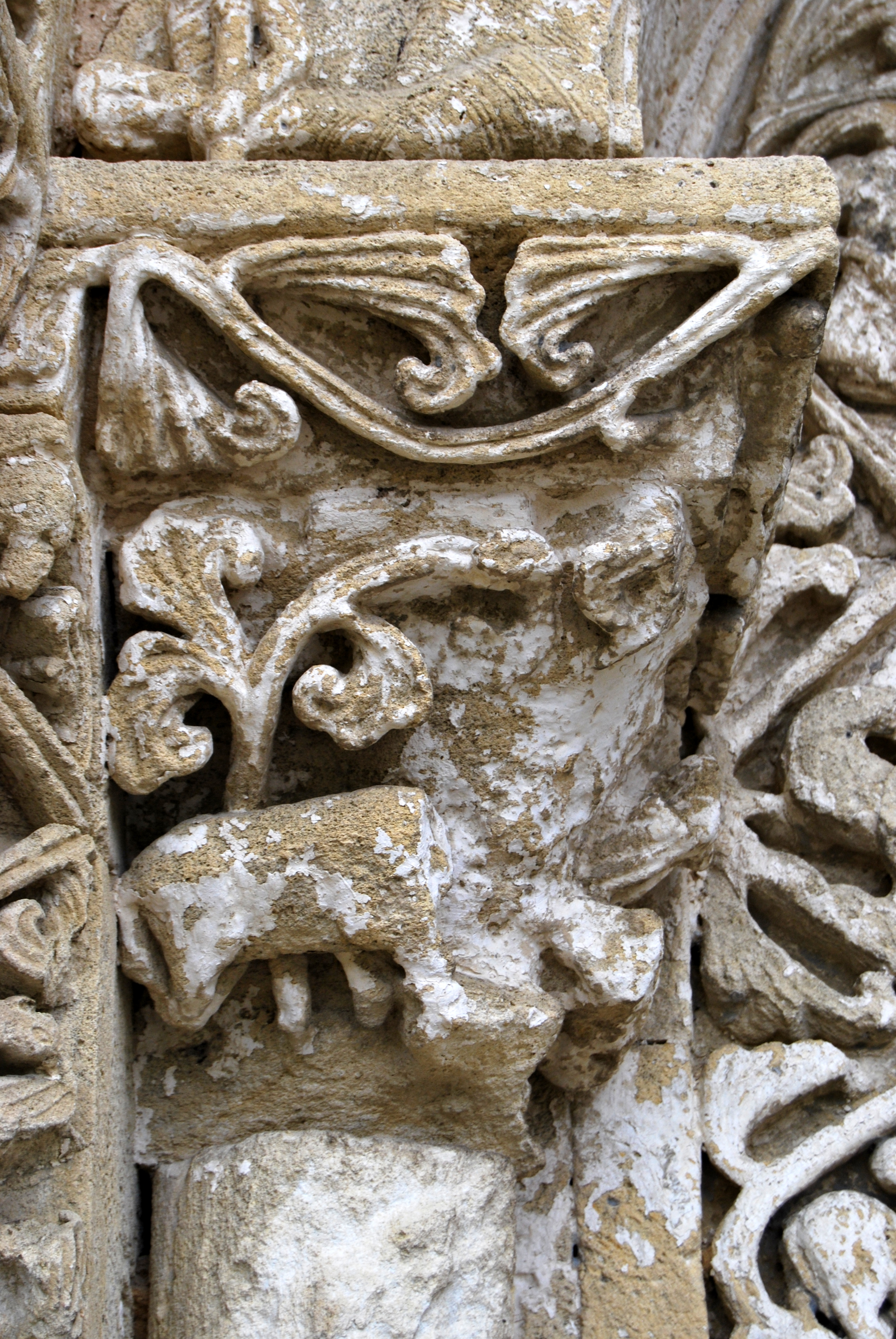
N1 (b)

#### Ébrasement sud
Chapiteau S3 : Adoration des Mages
- Ce double chapiteau est le mieux conservé du portail. Sur la face principale, trône Marie en majesté. Elle serre l'enfant Jésus, assis sur ses genoux, entre ses bras. Jésus, qui a environ deux ou trois ans[Notes 2], bénit l'assistance avec sa main droite.
- Dans le dos de Marie, Joseph se tient debout. Au premier plan, se présente trois visiteurs coiffés d'une toque, qui s'inclinent devant l'enfant.
- Sur le tailloir, au-dessus de la tête de Jésus, brille l'étoile qui avait guidé les Mages. On voit également, parmi les rinceaux, deux autres spectateurs, un homme et une femme.

Chapiteau S2 : Scène non-identifiable
- La corbeille est trop dégradée pour en interpréter la scène.

Chapiteau S1 Deux Myrrhophores au tombeau
- Le corbeille est érodée, mais l'identification de la scène est aisée. Une sarcophage de type médiéval, orné de cinq arcs est bien visible. Suspendue au-dessus le couvercle, un lampe à huile suggère la sainteté du sépulcre. Un ange, aux ailes déployées, indique le tombeau vide aux deux femmes. Elles sont les Saintes Femmes ou Myrrhophores, qui viennent au tombeau de Jésus pour embaumer son corps de myrrhe et d'aloès.

Ébrasure sud
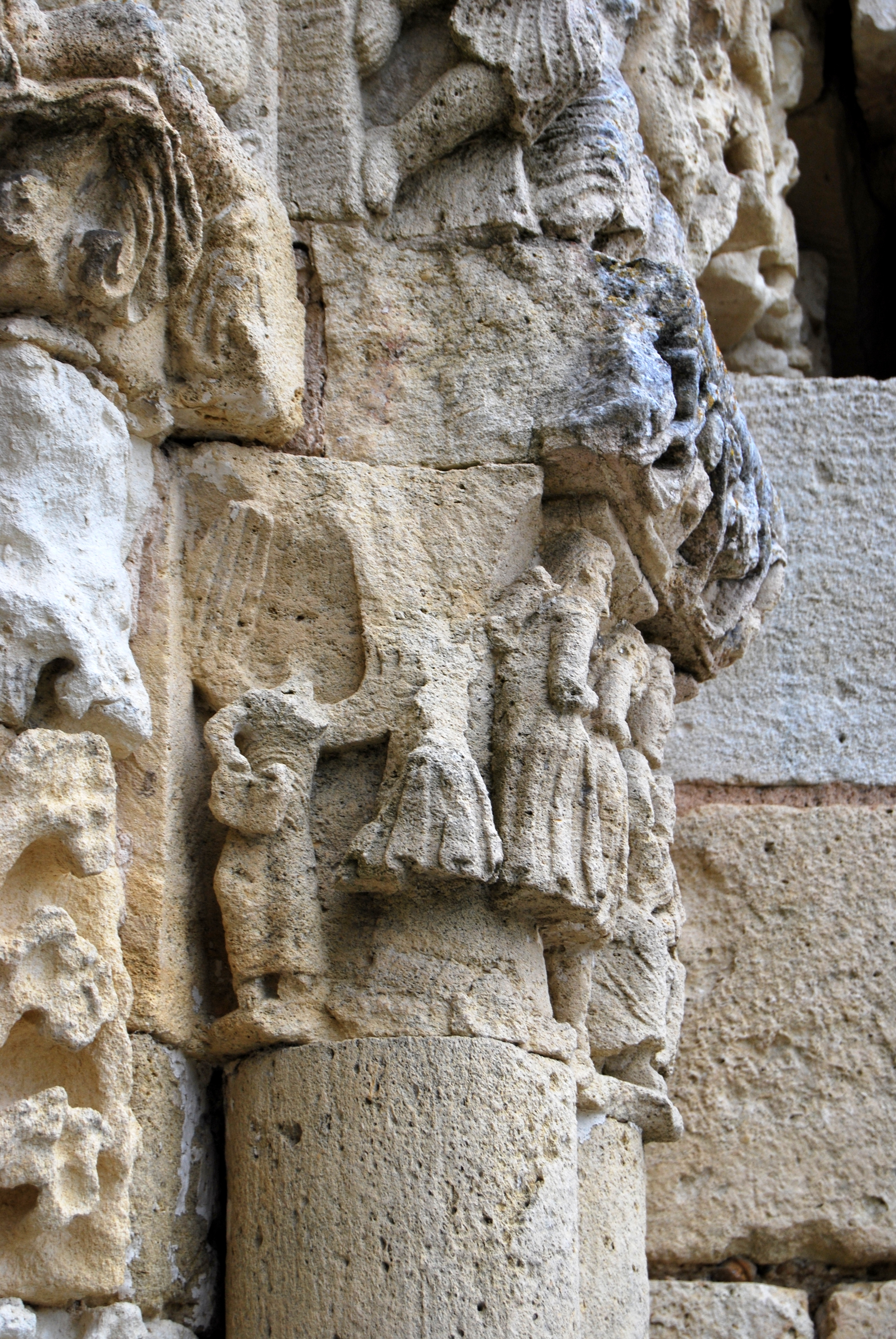
S3 (a)
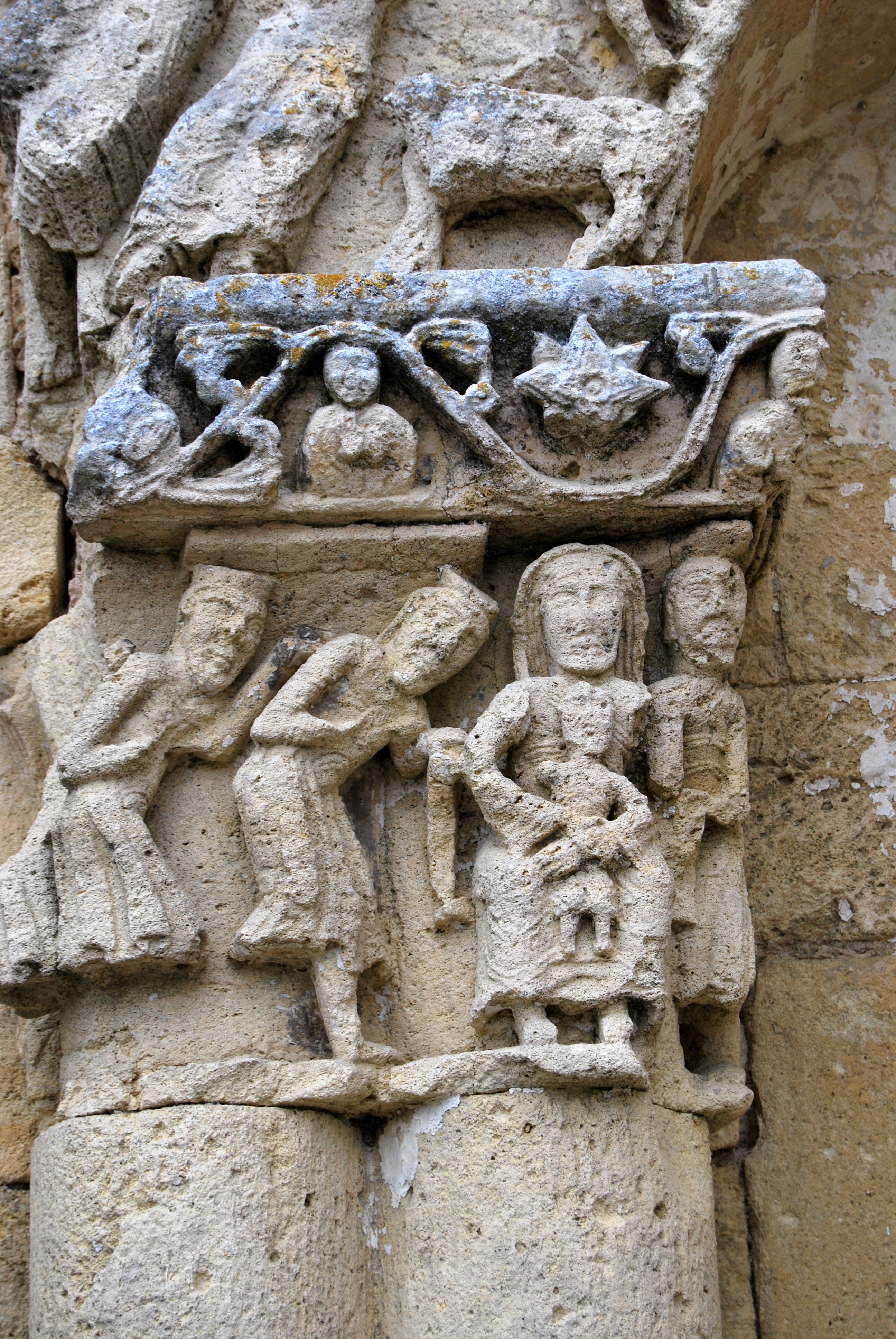
S3 (b)
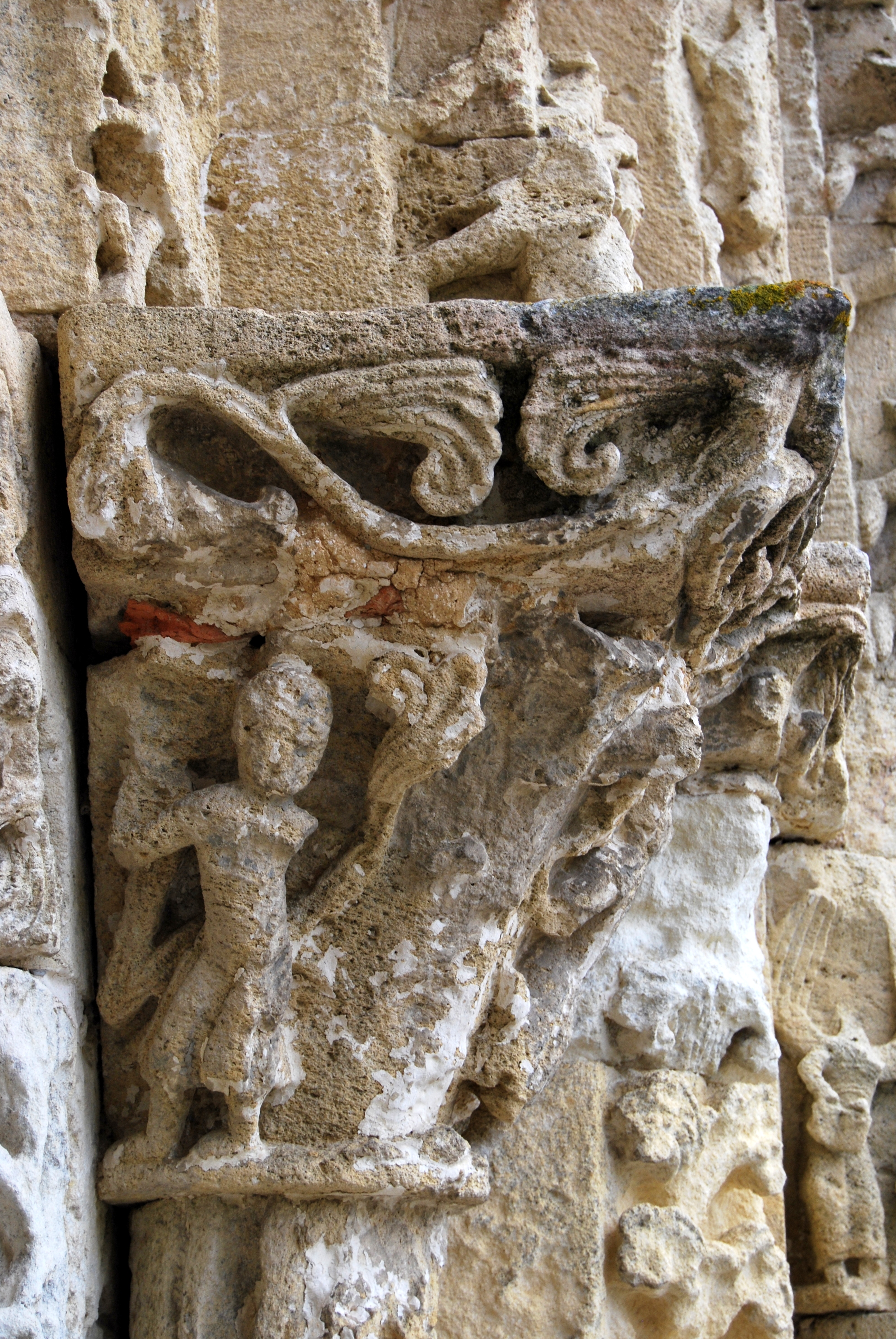
S2 (a)
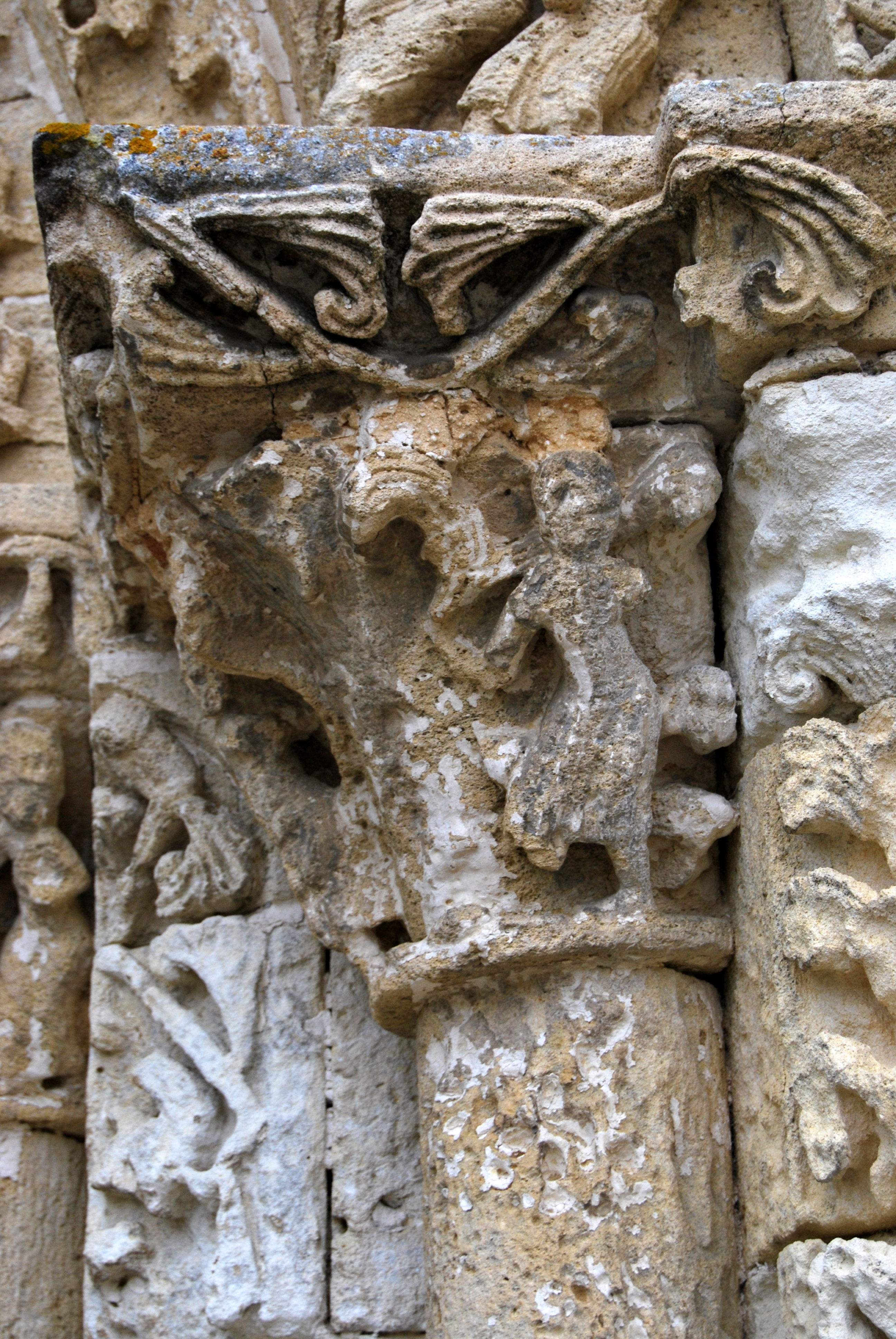
S2 (b)
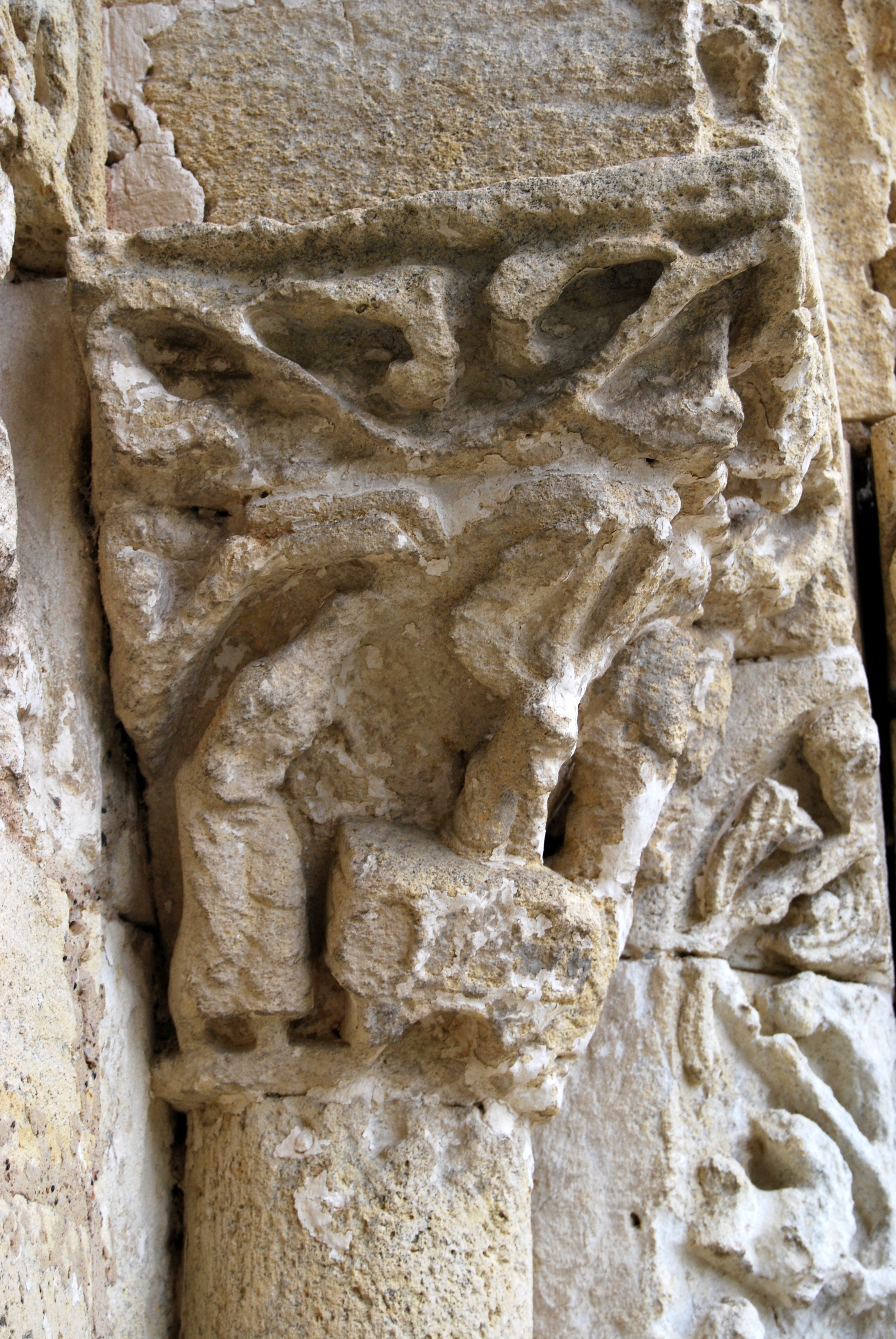
S1 (a)
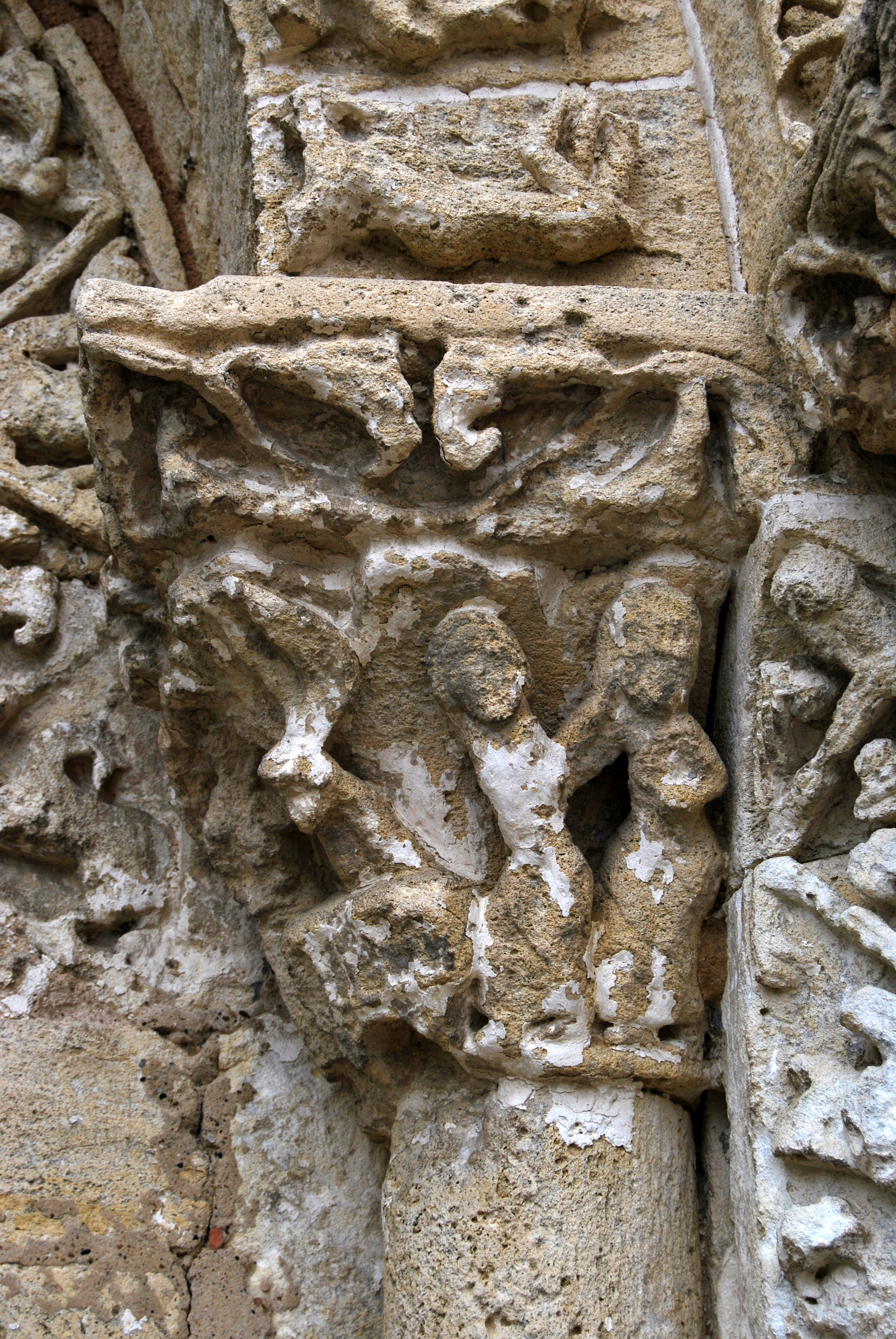
S1 (b)

### Les voussures du portail

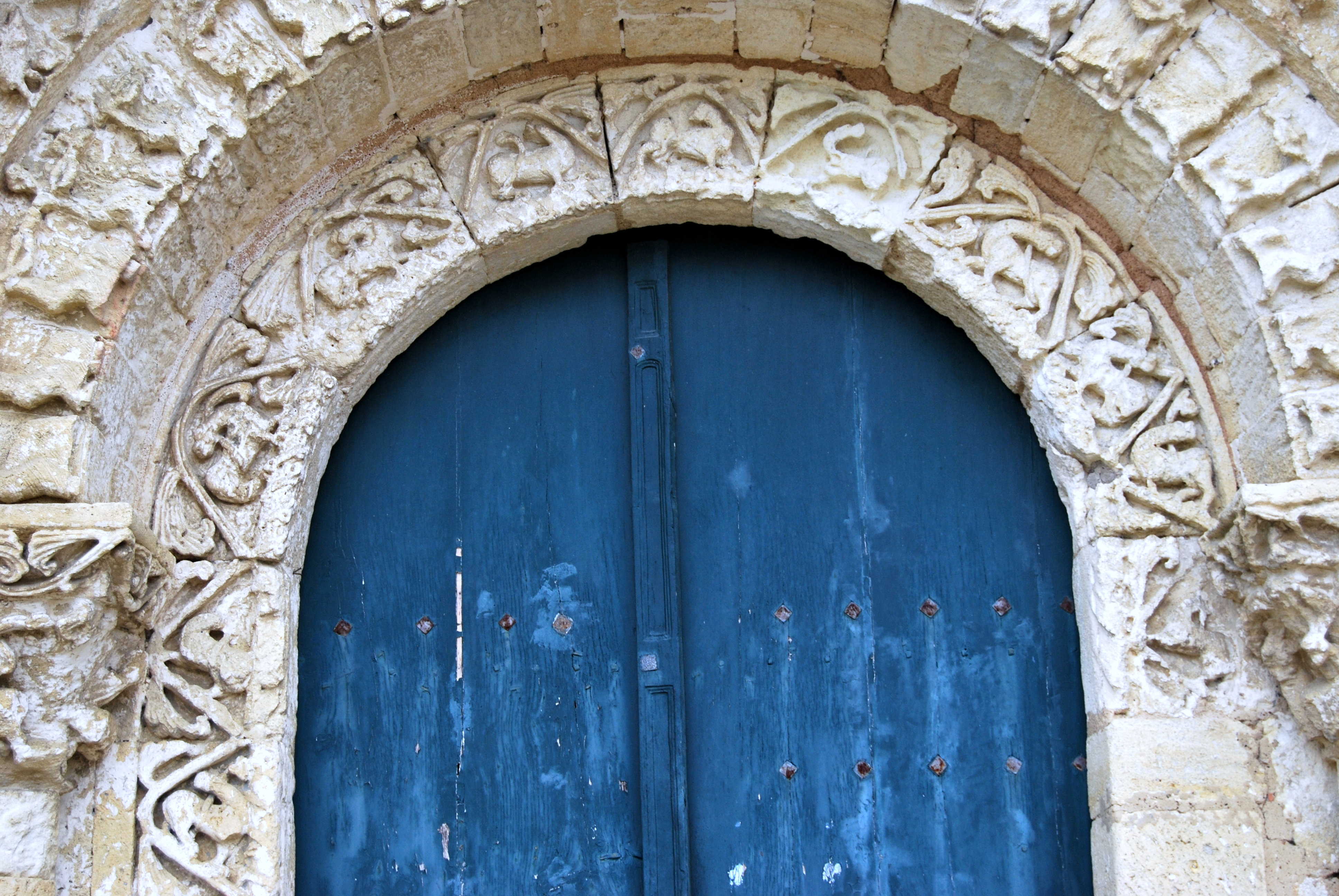
La voussure I

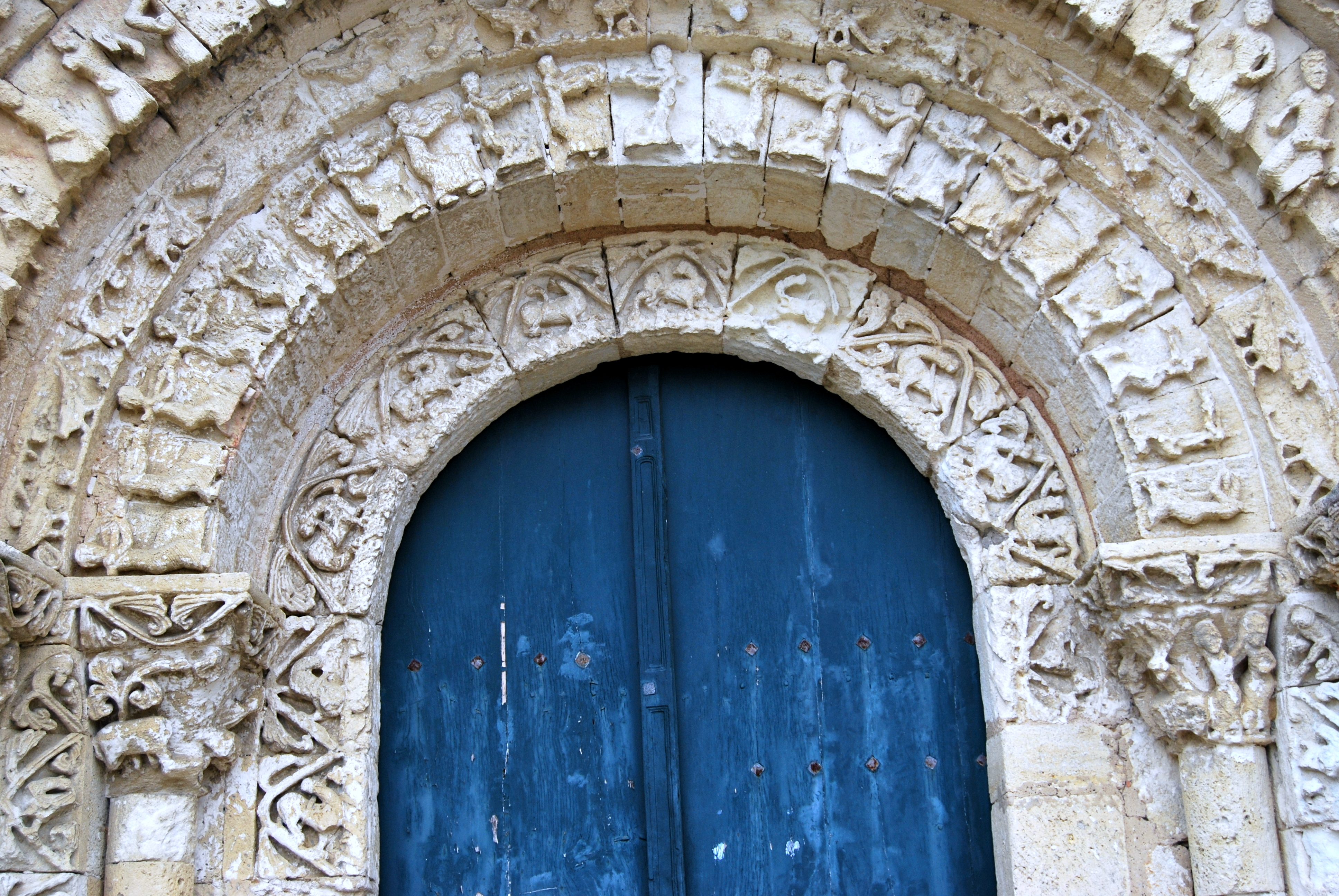
La voussures I et II

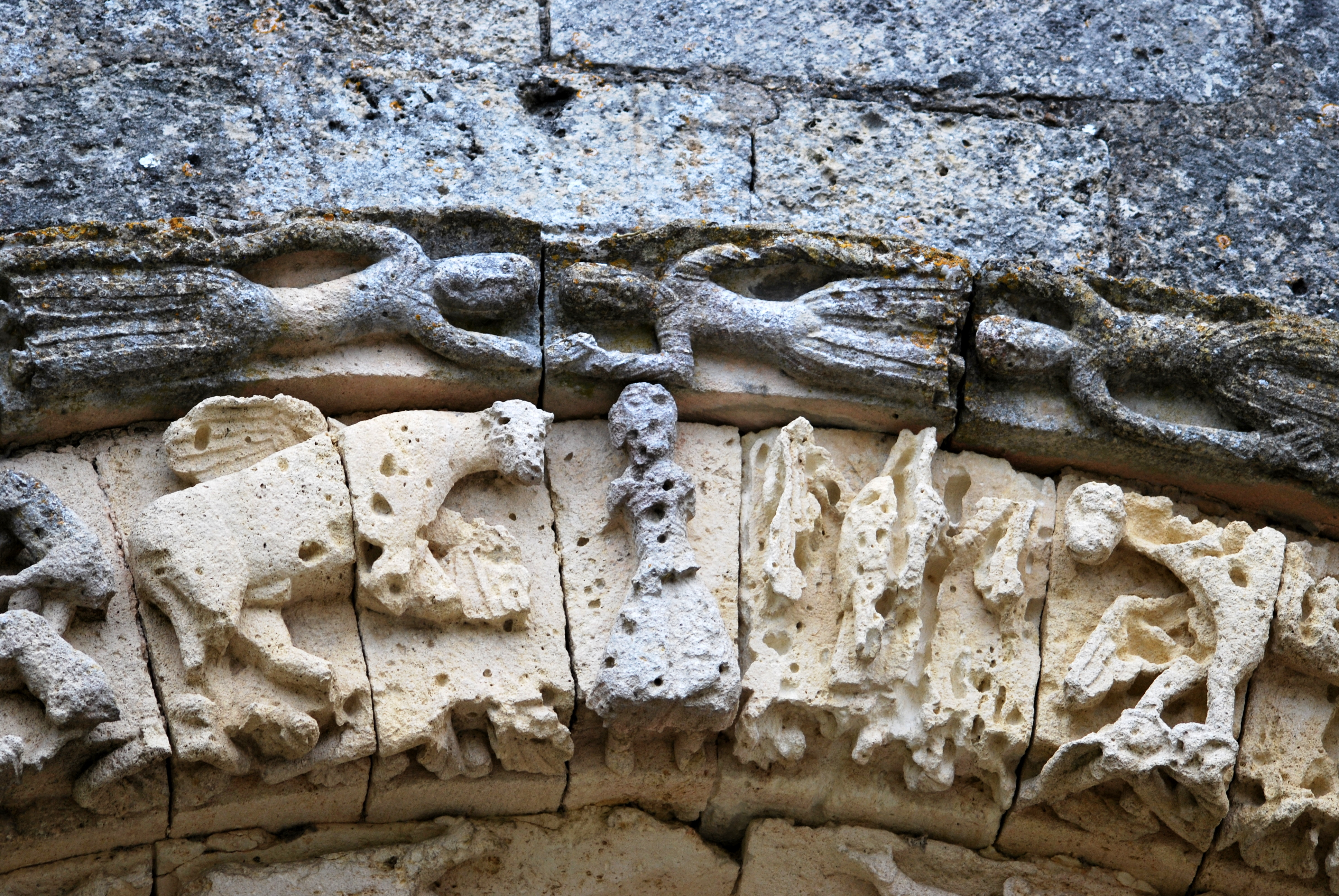
Le Tétramorphe

Voussure I : Frise animalière : Le motif de la voussure interne est simple : un quadrupède à queue empanachée détourne sa tête, comme pour mordre le rinceau qui le retient prisonnier. La sculpture, en relief méplat, est répétée onze fois sur les sept claveaux de l'arc, puis, au nord, est prolongé sur trois éléments des piédroits.
Voussure II : Les tireurs de corde : Sur cette voussure, s'opposent 21 tireurs de corde, répartis en deux équipes de 10 et 11 hommes, selon le même schéma qu'à l'église Notre-Dame de Castelviel. L'équipe nord, de 11 hommes, a réussi à entraîner l'équipe sud au-delà du point médian.

Cordon d'interface entre les voussures II et III
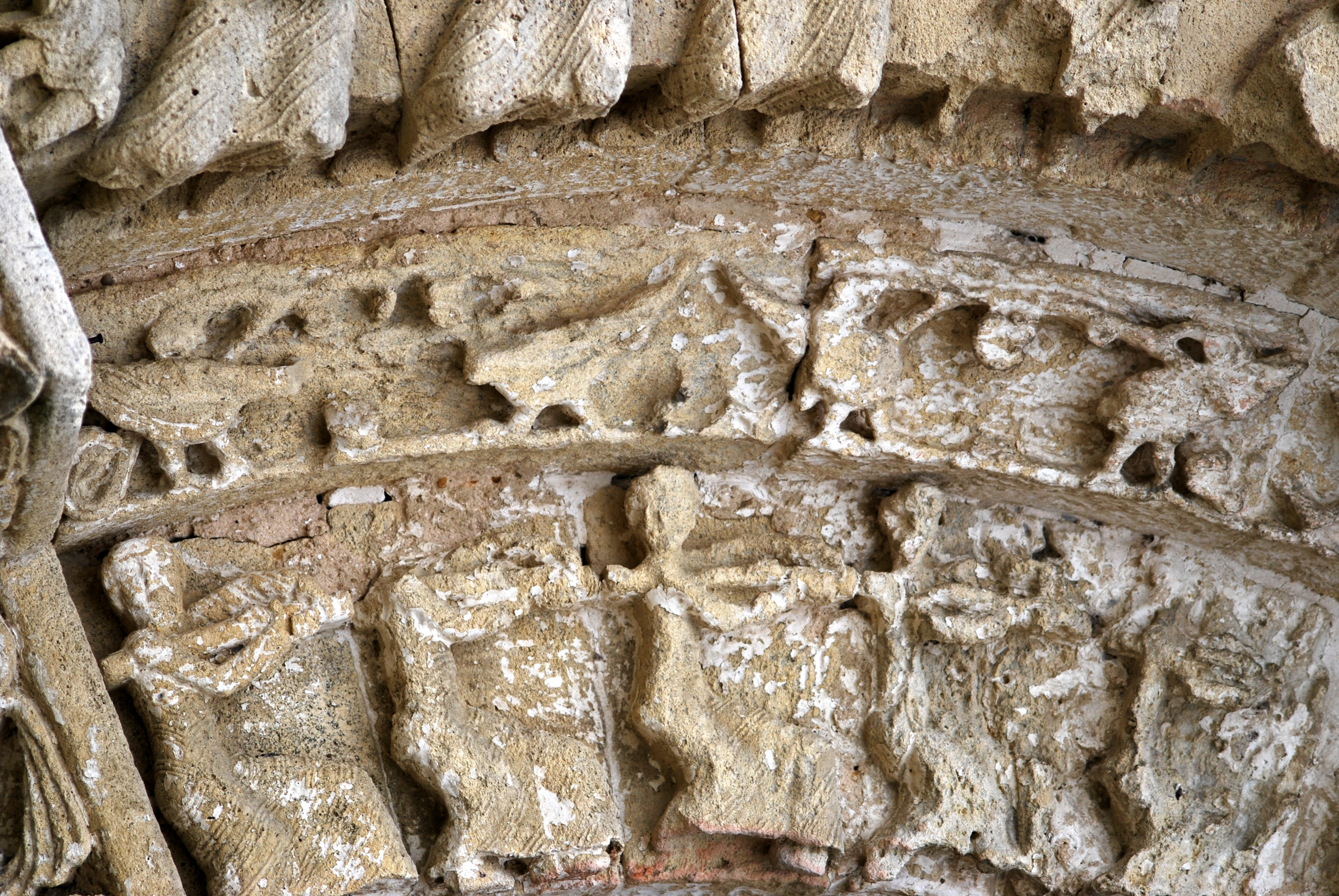
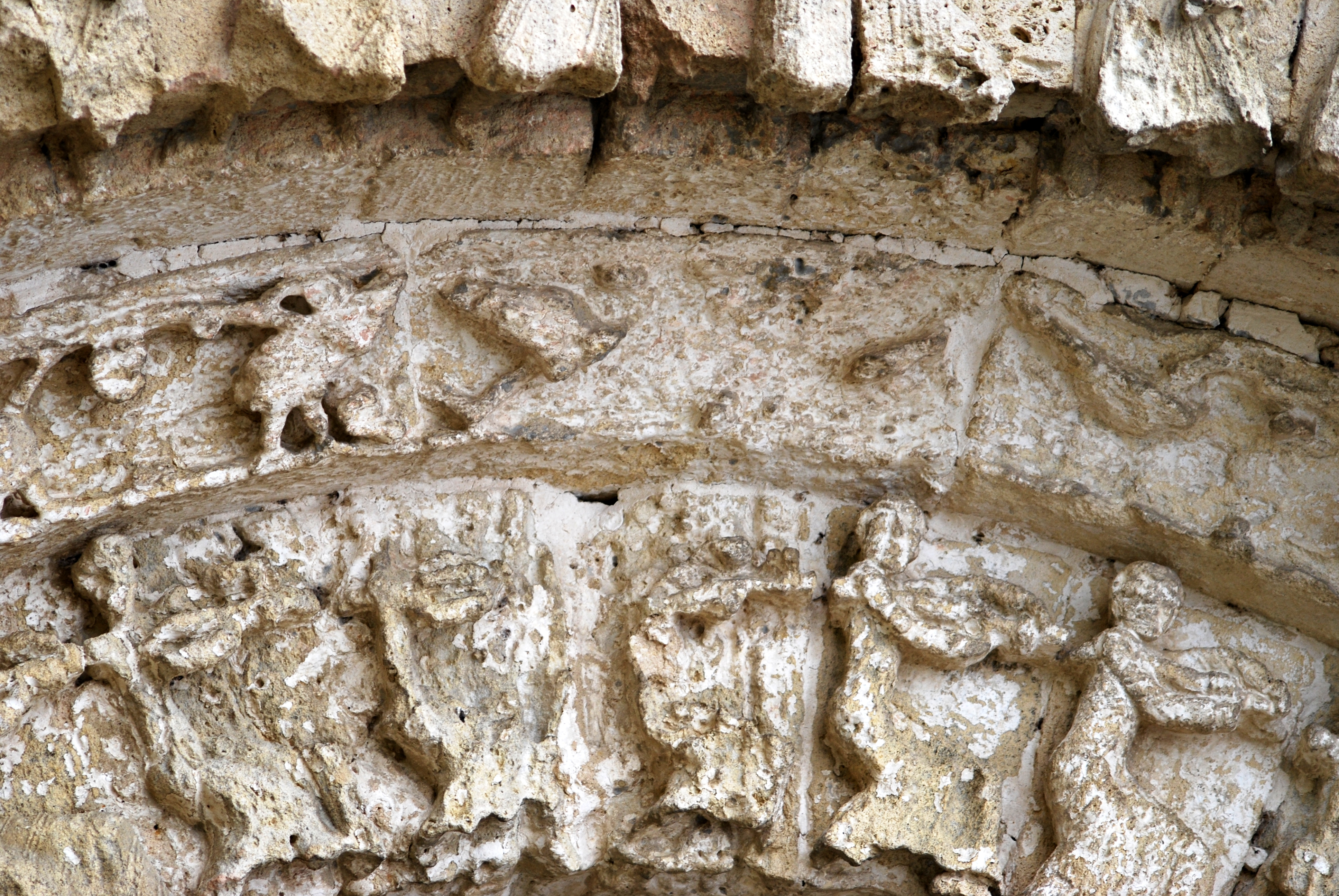
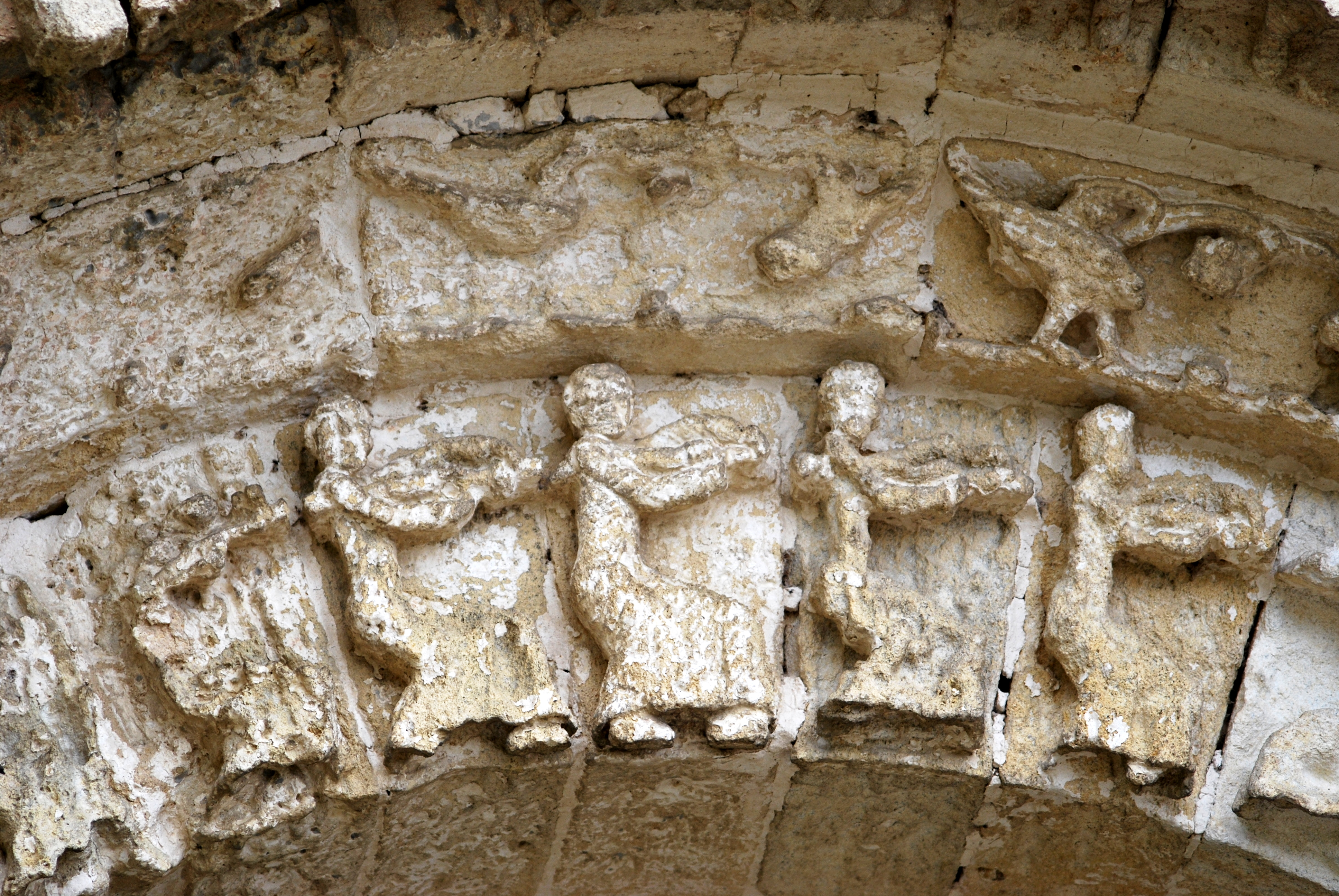
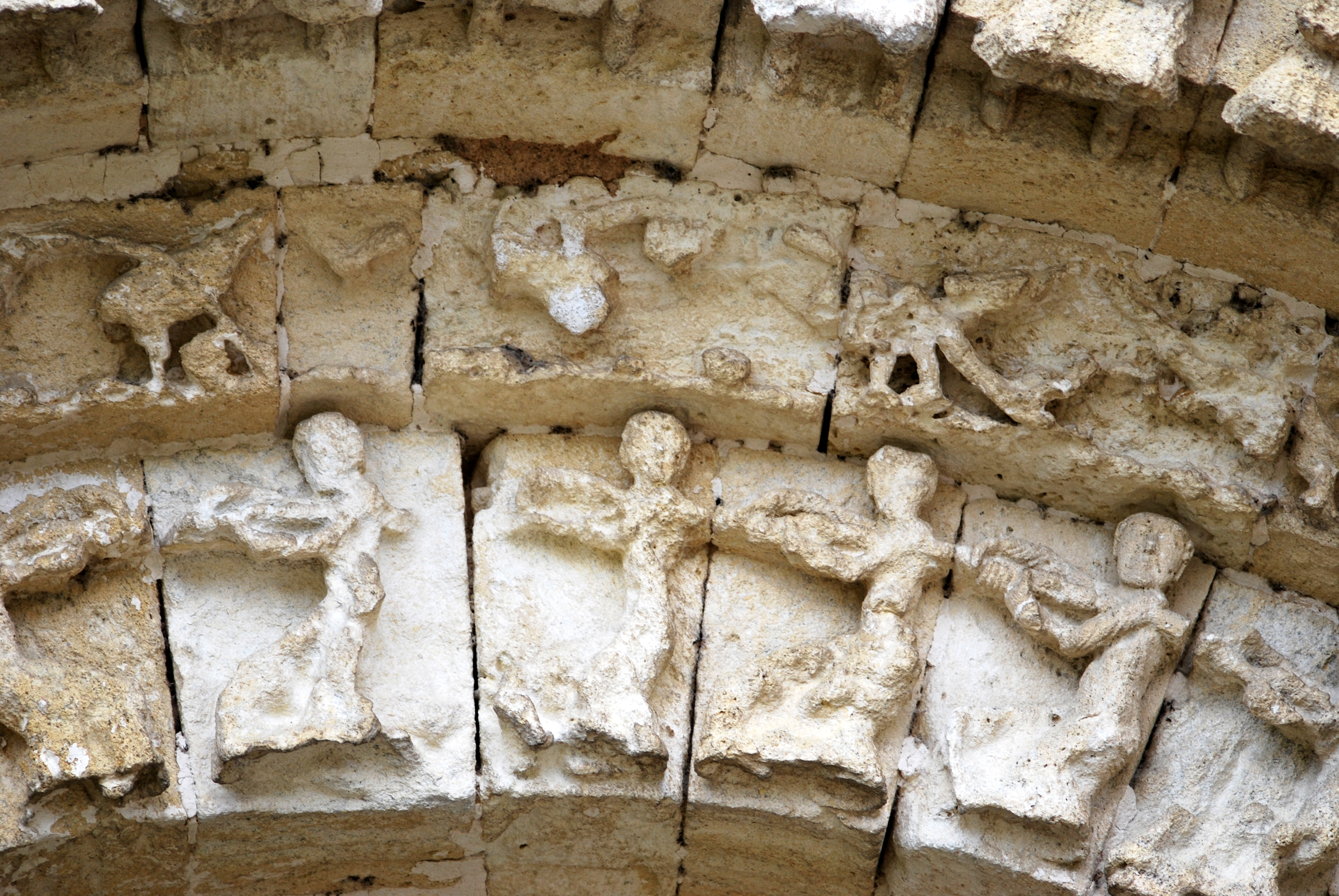
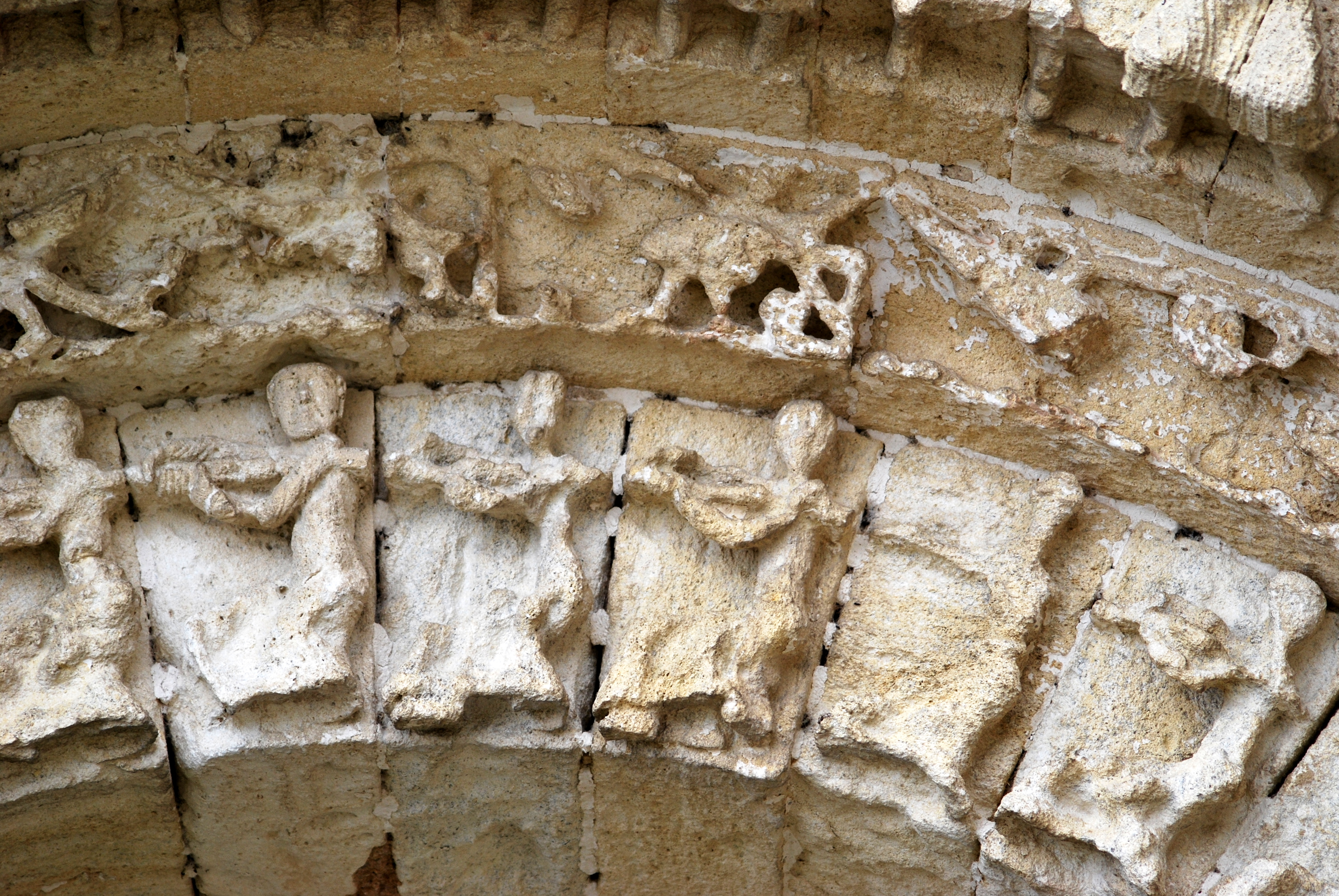
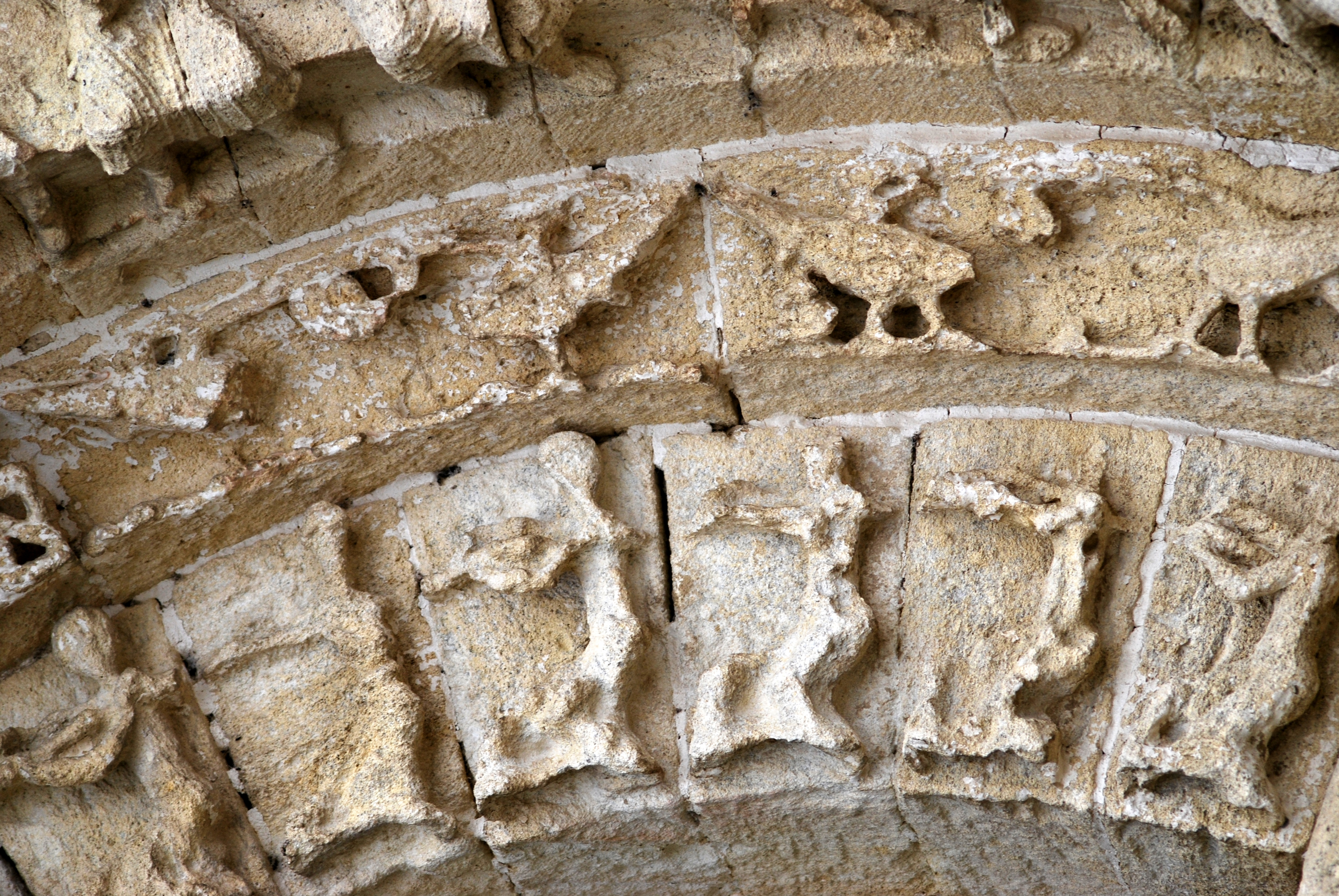

Au-dessus des tireurs de corde, un étroit cordon séparé par une moulure, abrite une série d'oiseaux (il en reste 21), qui jouent dans les feuillages et lissent leurs plumes de leur bec.
La voussure III : Les vingt-quatre vieillards de l'apocalypse'
On trouve 27 personnages représentés sur cette voussure : deux séries de 12 rois couronnés ; Jésus-Christ (fort mutilé) qui siège sur une clef centrale et qui est encadré par deux anges. Nous savons par le témoignage de Brutails que le Christ se tenait là et, au-dessus de sa tête, dans la niche circulaire se trouvait un nimbe crucifère.
Aucun des 24 rois n'est intact mais ils ont des traits communs : une visage grave, une couronne et une barbe (ils sont vieux); ils portent des vêtements luxueux. Chacun tient à la main une coupe et un luth, conformément au texte de l'Apocalypse de saint Jean ch. 5, v. 8. Pour plus de détails sur ce thème voir le livre de Bougoux.
L'archivolte d'interface : le cordon des loups
Le cordon qui ceinture la voussure III est peuplé par deux meutes de molosses, ou de loups. Les deux files convergent vers la clef de l'arc, qui contenait le nimbe crucifère de Jésus. Ces animaux ne sont pas serviles avec la queue rentrée entre les jambes, mais au contraire, ils la portent bien dressée au-dessus du dos.

Les 24 vieillards de l’Apocalypse et le cordon des loups
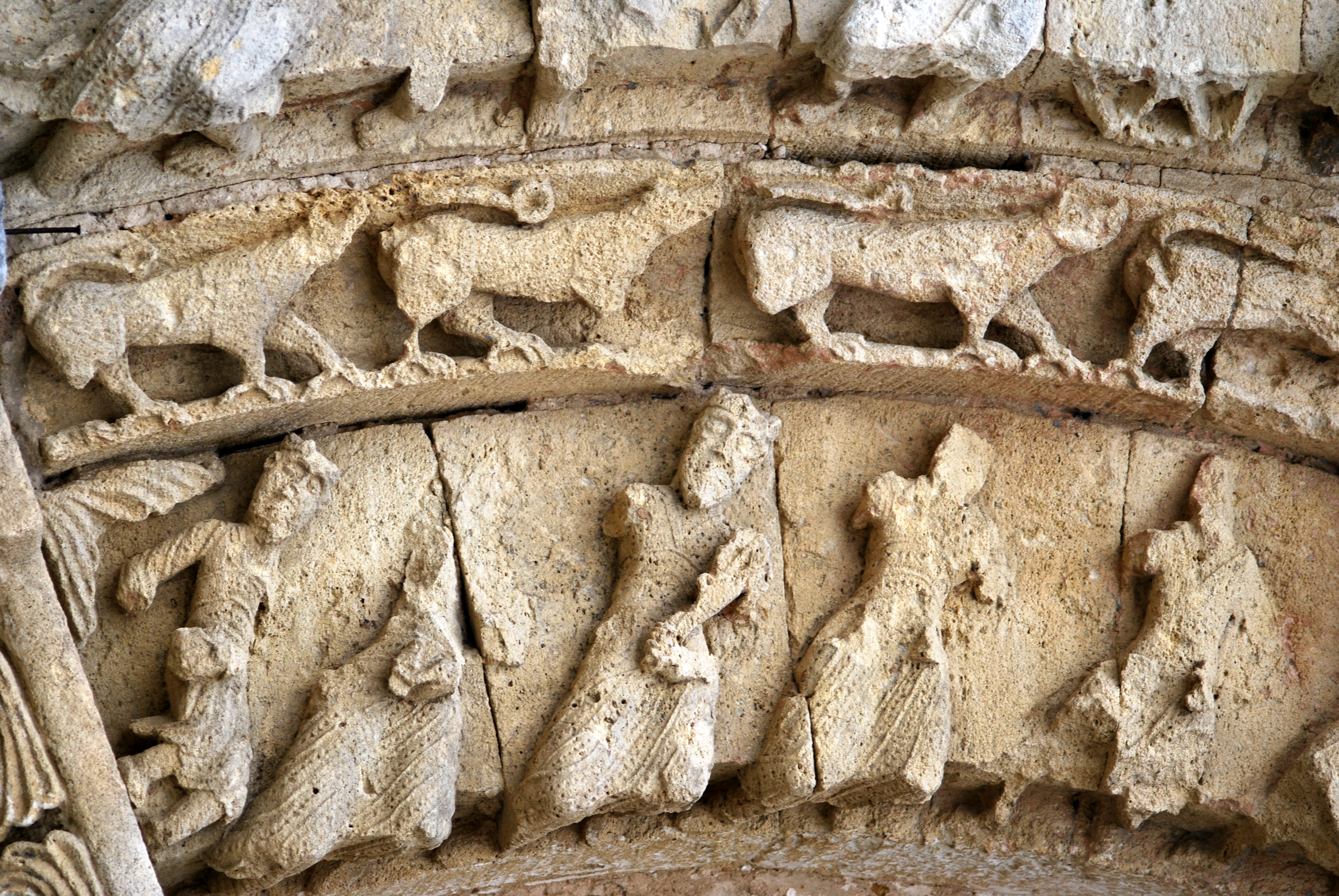
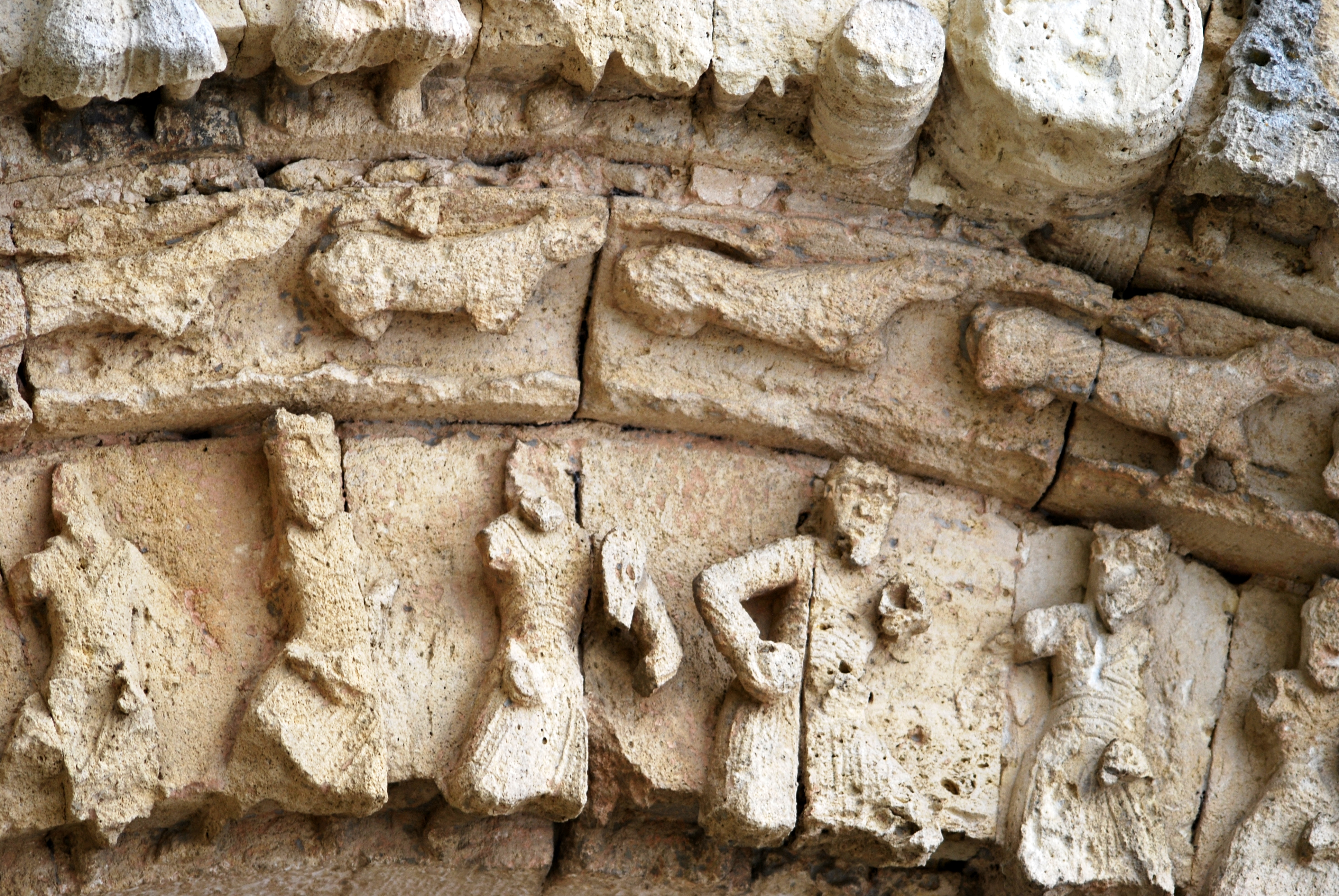
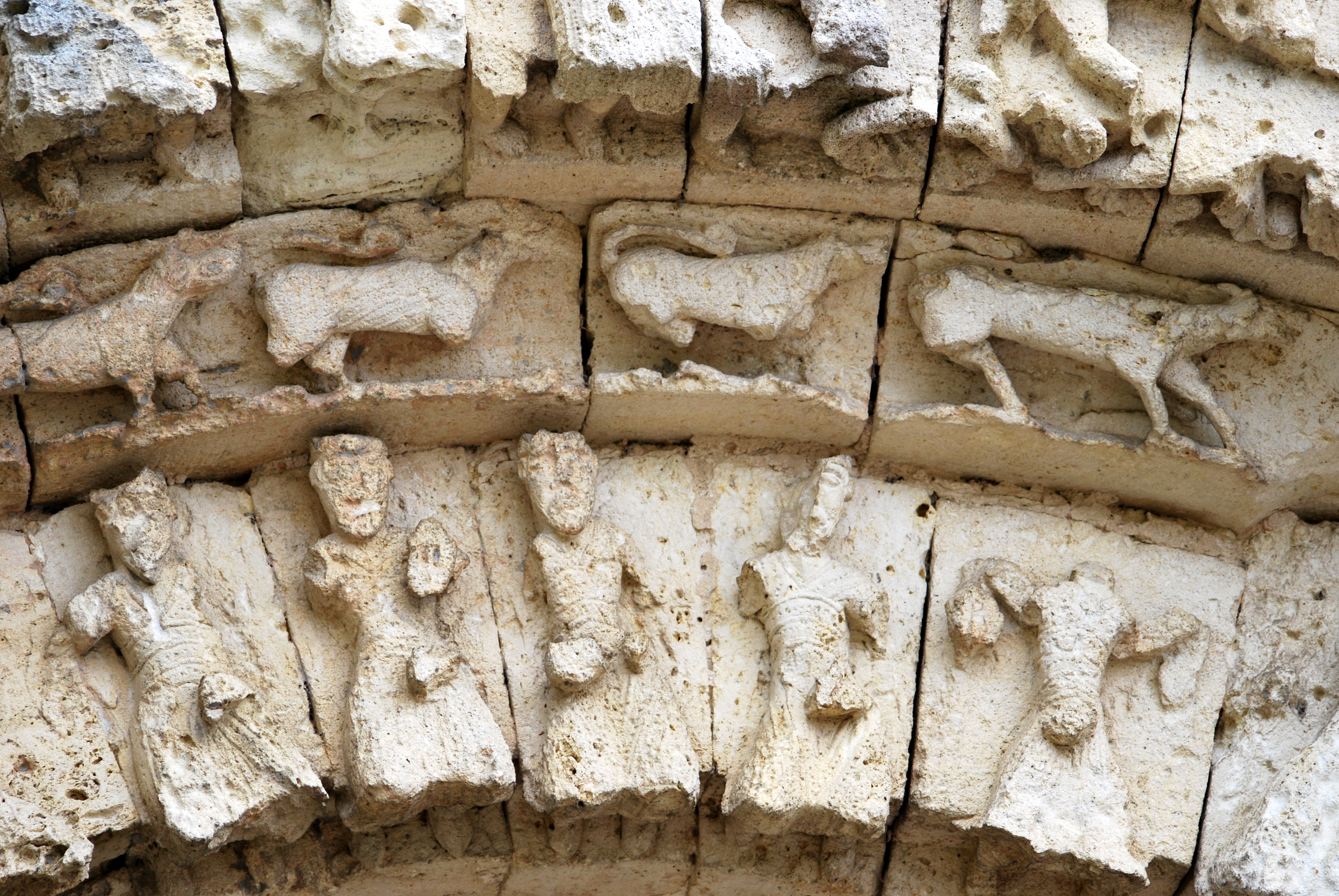

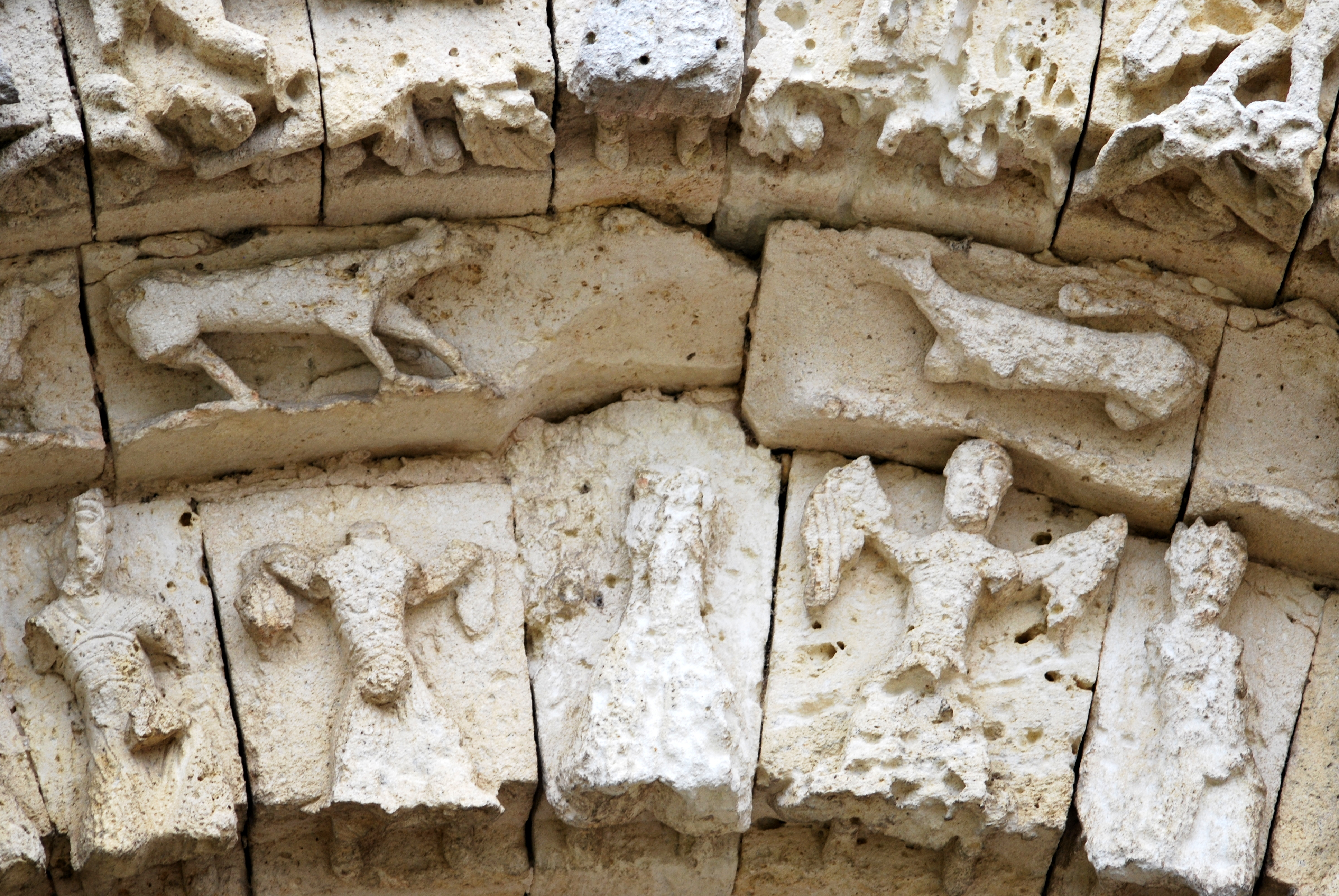
Christ encadré par deux anges

Voussure IV et l'archivolte externe

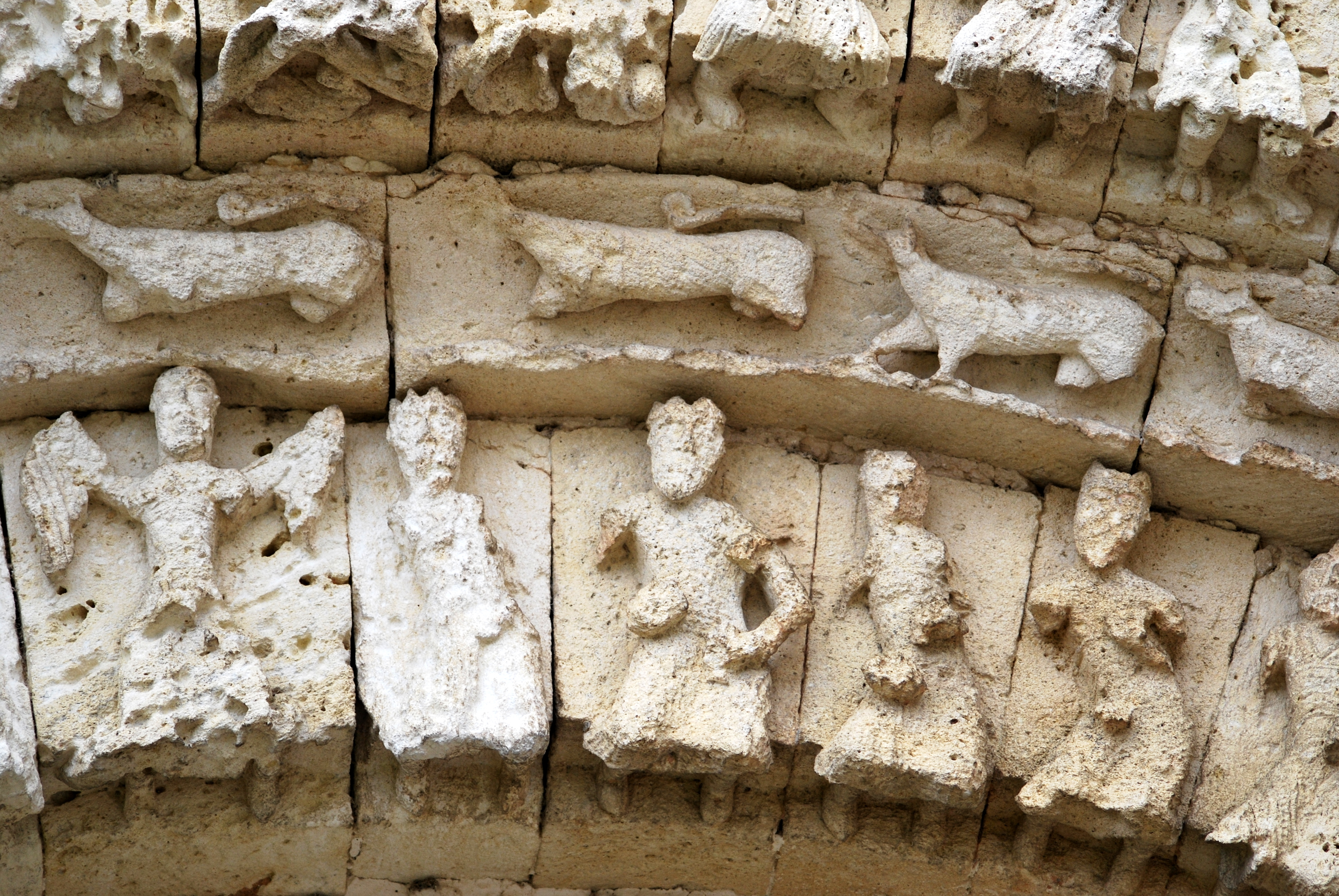
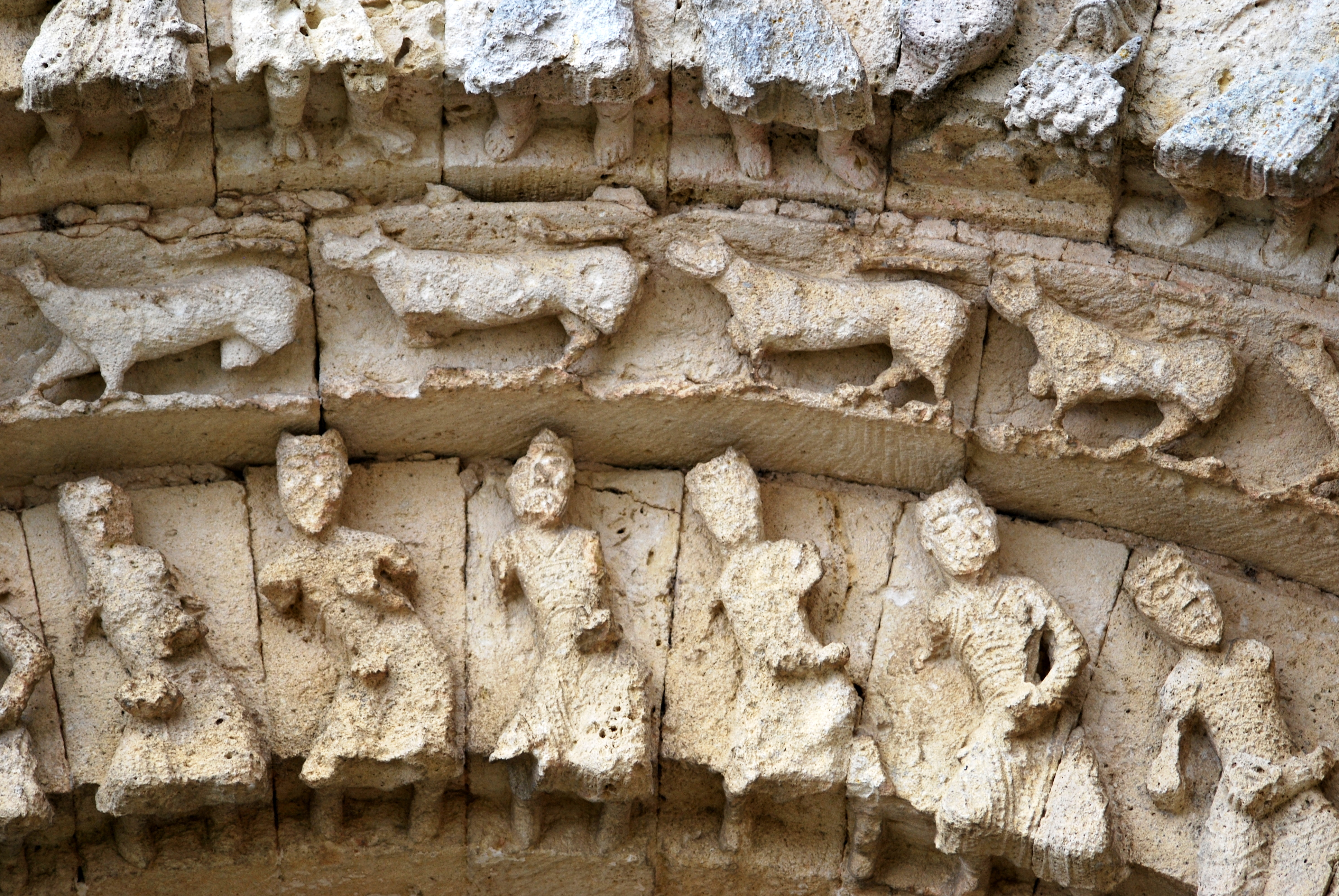
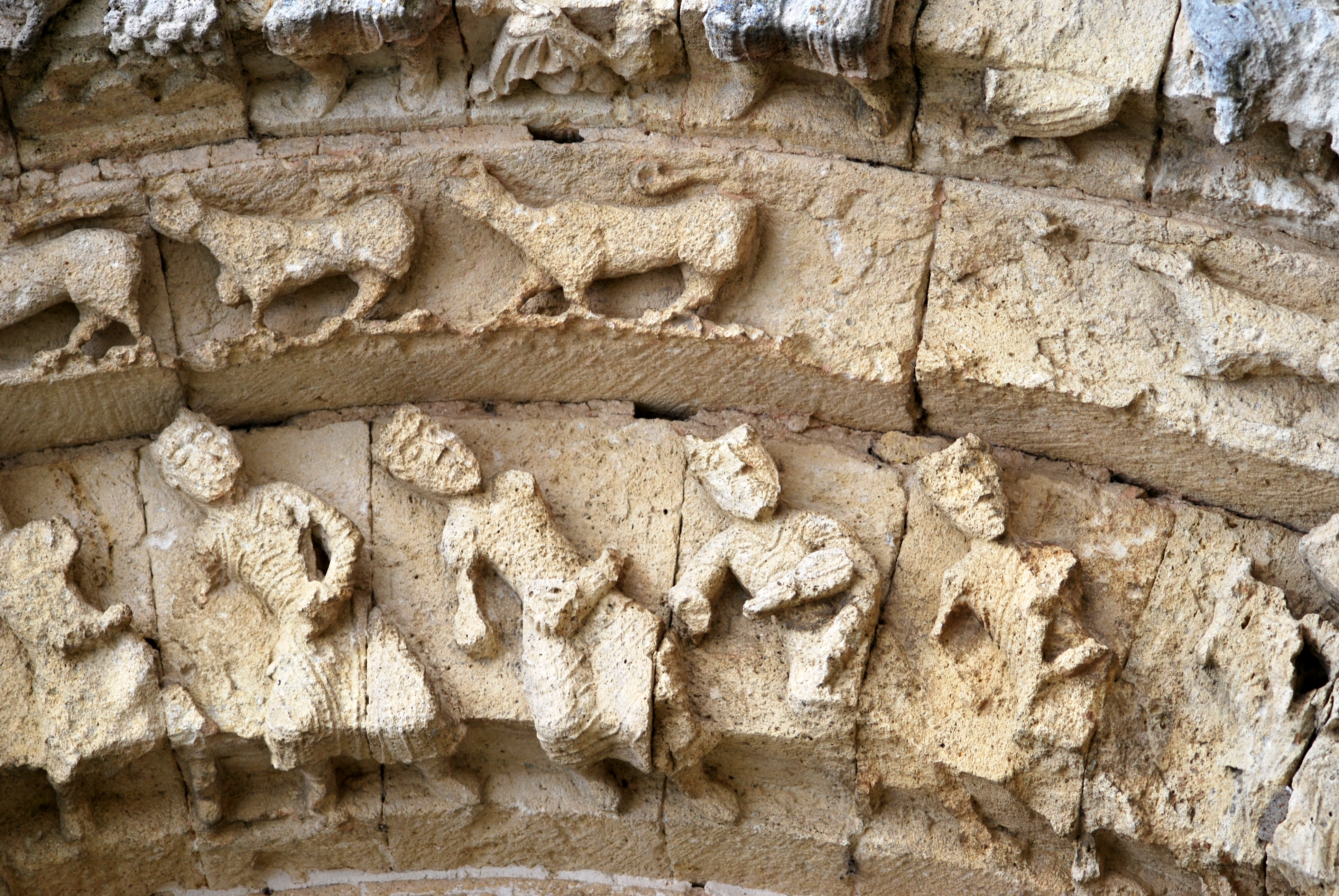
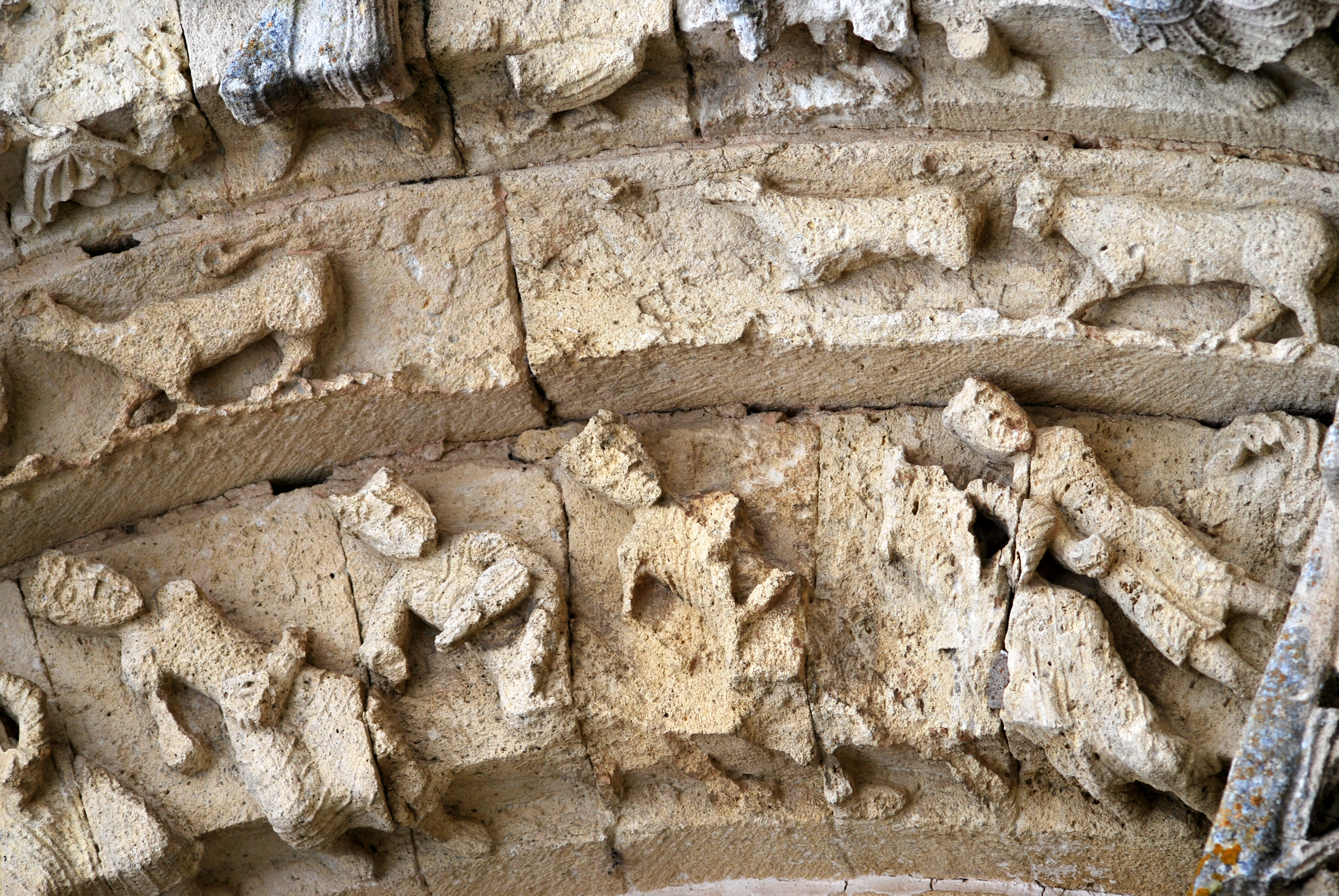

Quand elle existait, la grande voussure externe permettait de loger une multitude de sujets : les signes du Zodiaque, des travaux agricoles des mois, les galeries de monstres, etc. À Haux, le choix s'est porté sur les occupations agricoles. Une particularité de ce portail est que la voussure et l'archivolte externe se prolongent autour des fausses portes latérales, qui sont, maintenant, en partie cachées.
L'érosion est assez important et il est difficile d'identifier toutes les activités. On voit 28 personnages se livrant à des occupations agricoles, parfois accompagnées d'animaux. Sur la clef de l'arc on trouve une représentation des quatre évangélistes (le Tétramorphe). L'archivolte externe contient deux files de personnages convergentes, qui se tiennent par les mains.
Les mêmes thèmes animent les voussures des deux arcades aveugles au nord et au sud.

Quadrant nord
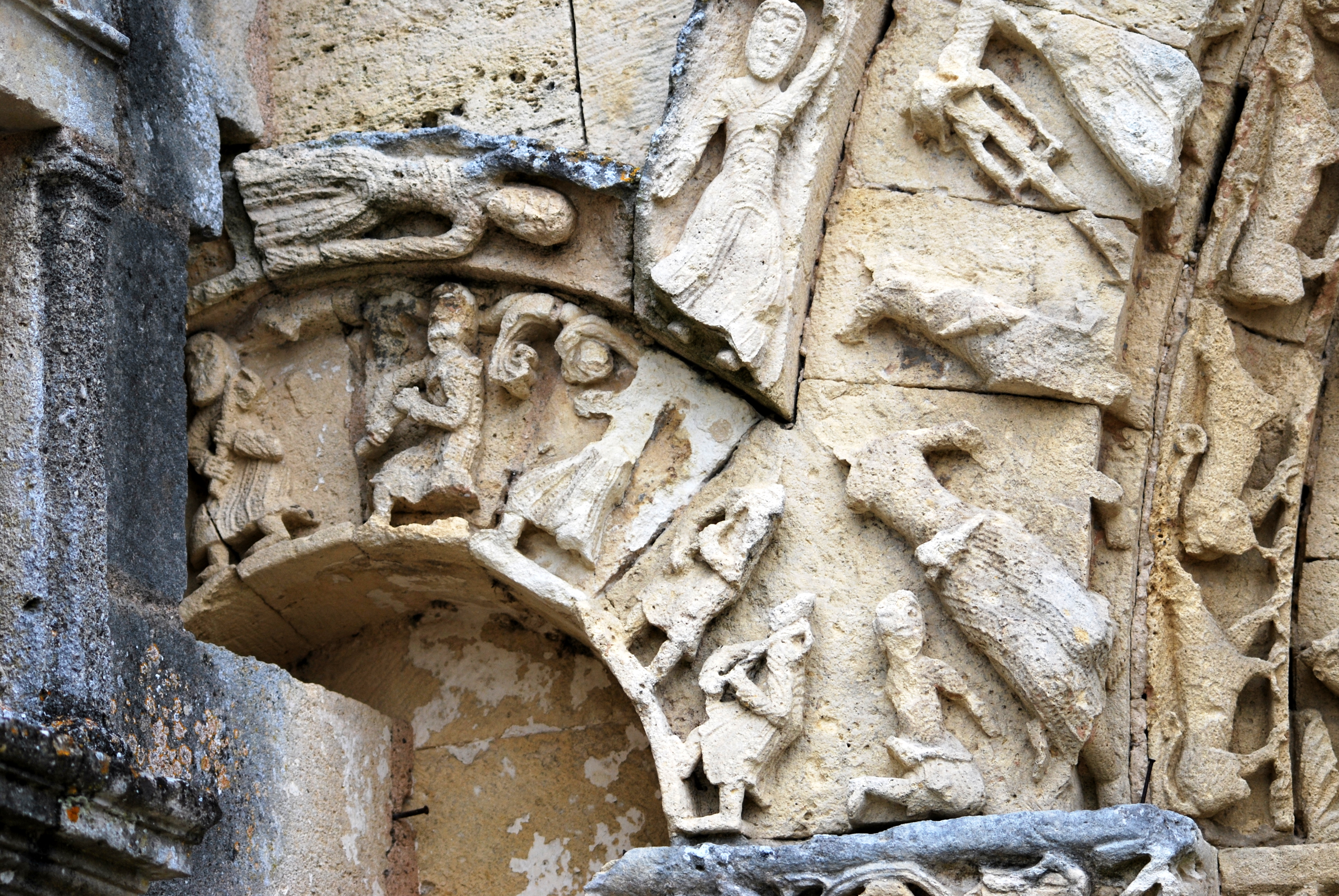
Arc aveugle nord
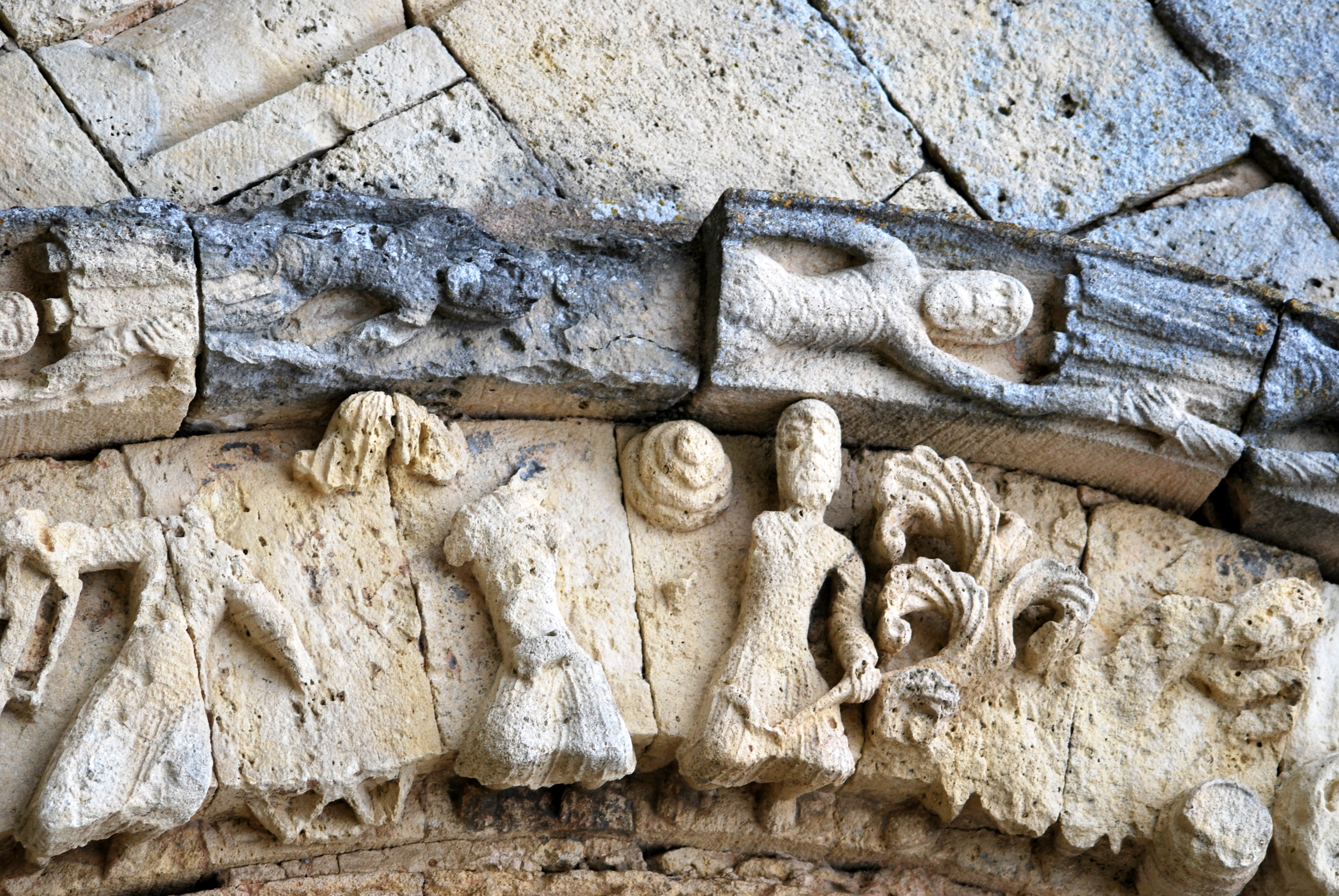
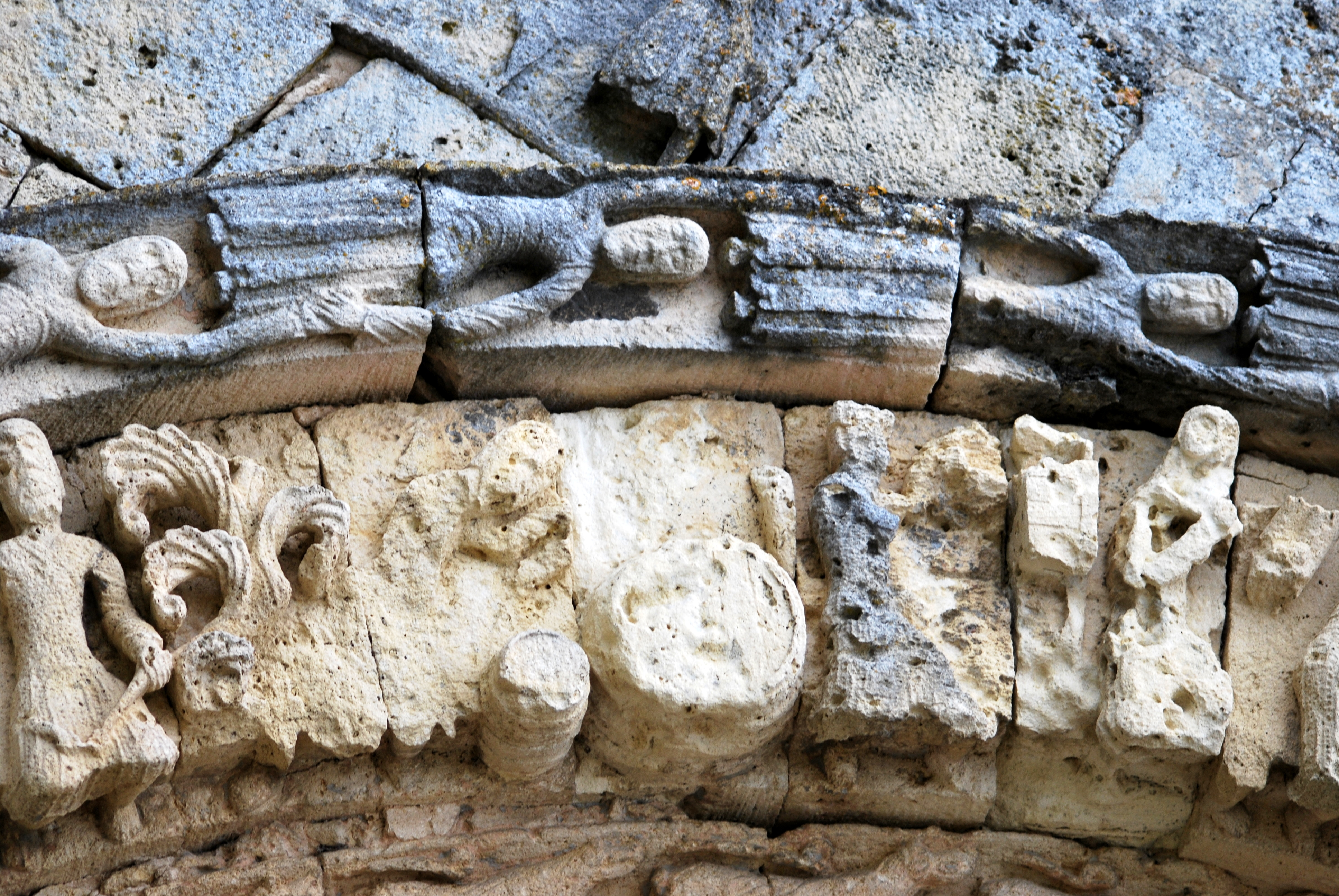
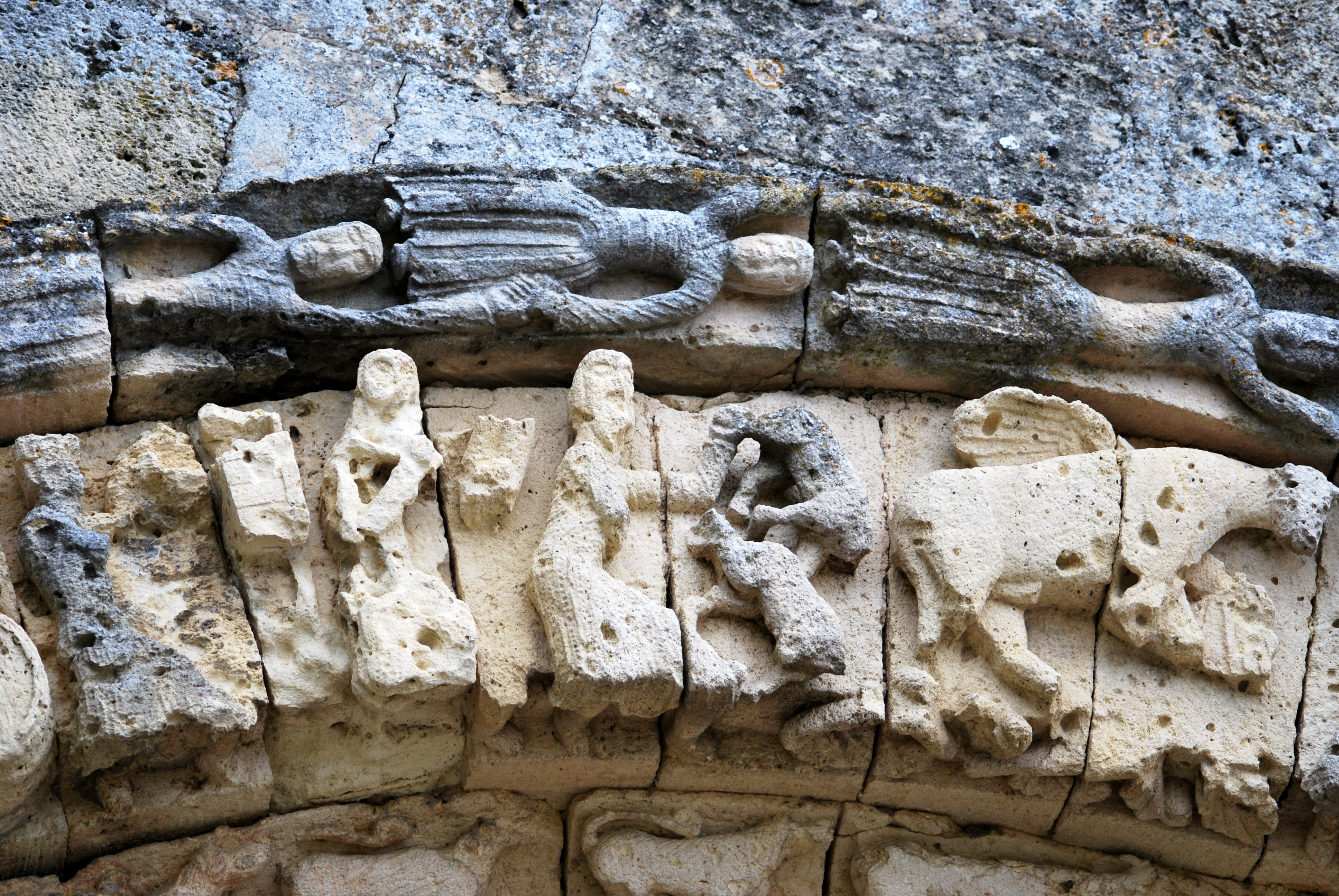
Tondre un mouton

- Le Tétramorphe

Quadrant sud
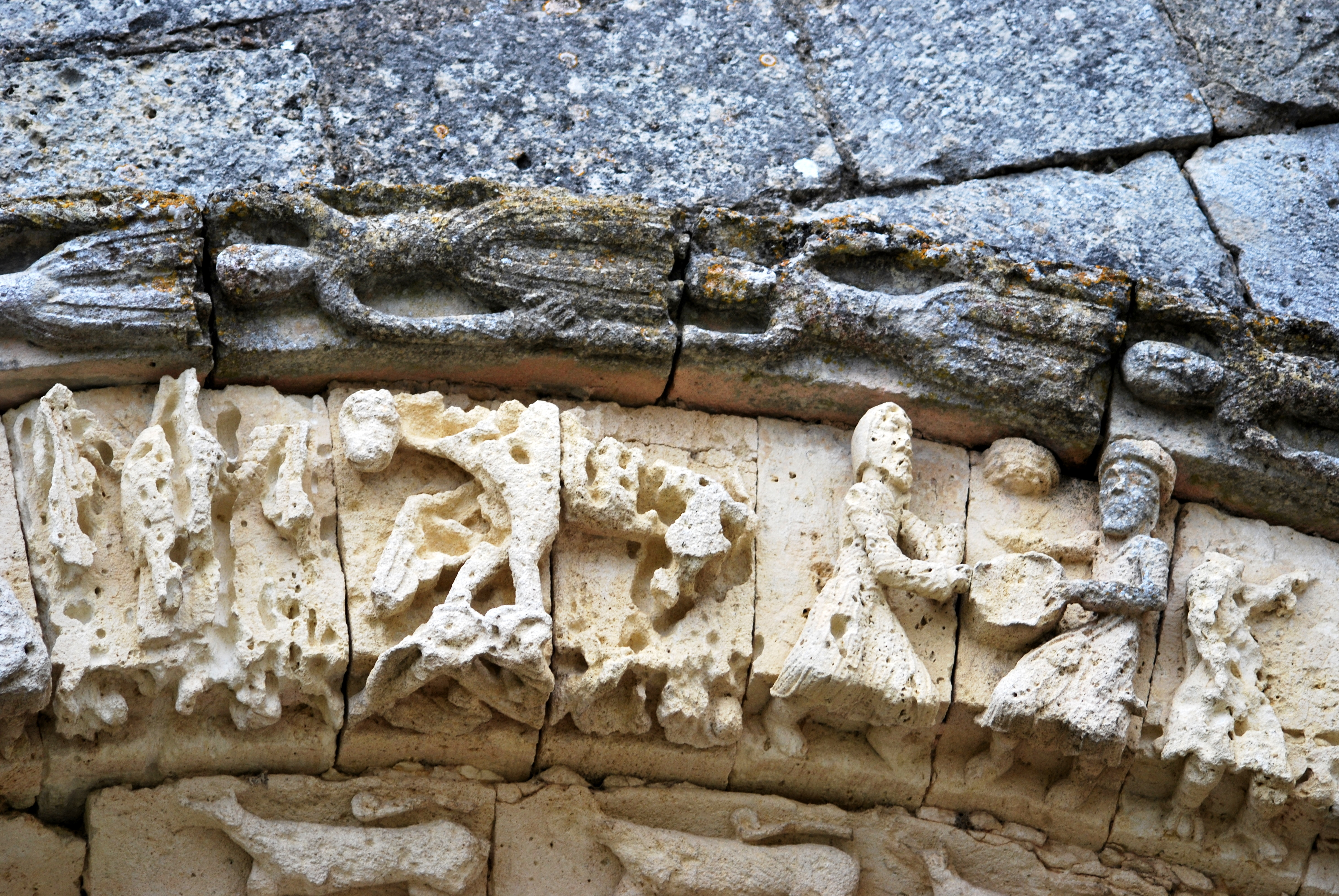
Passer le blé au van
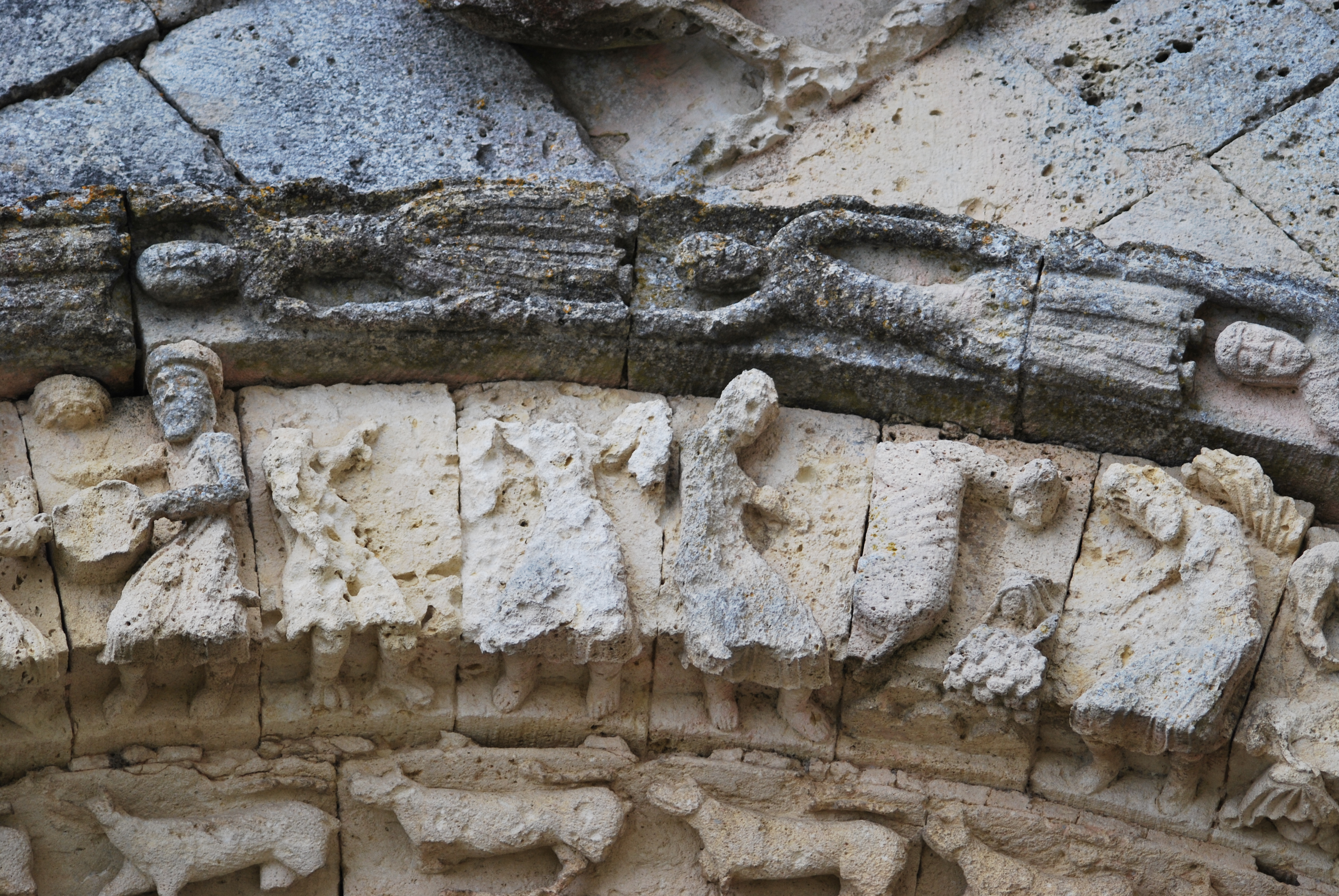
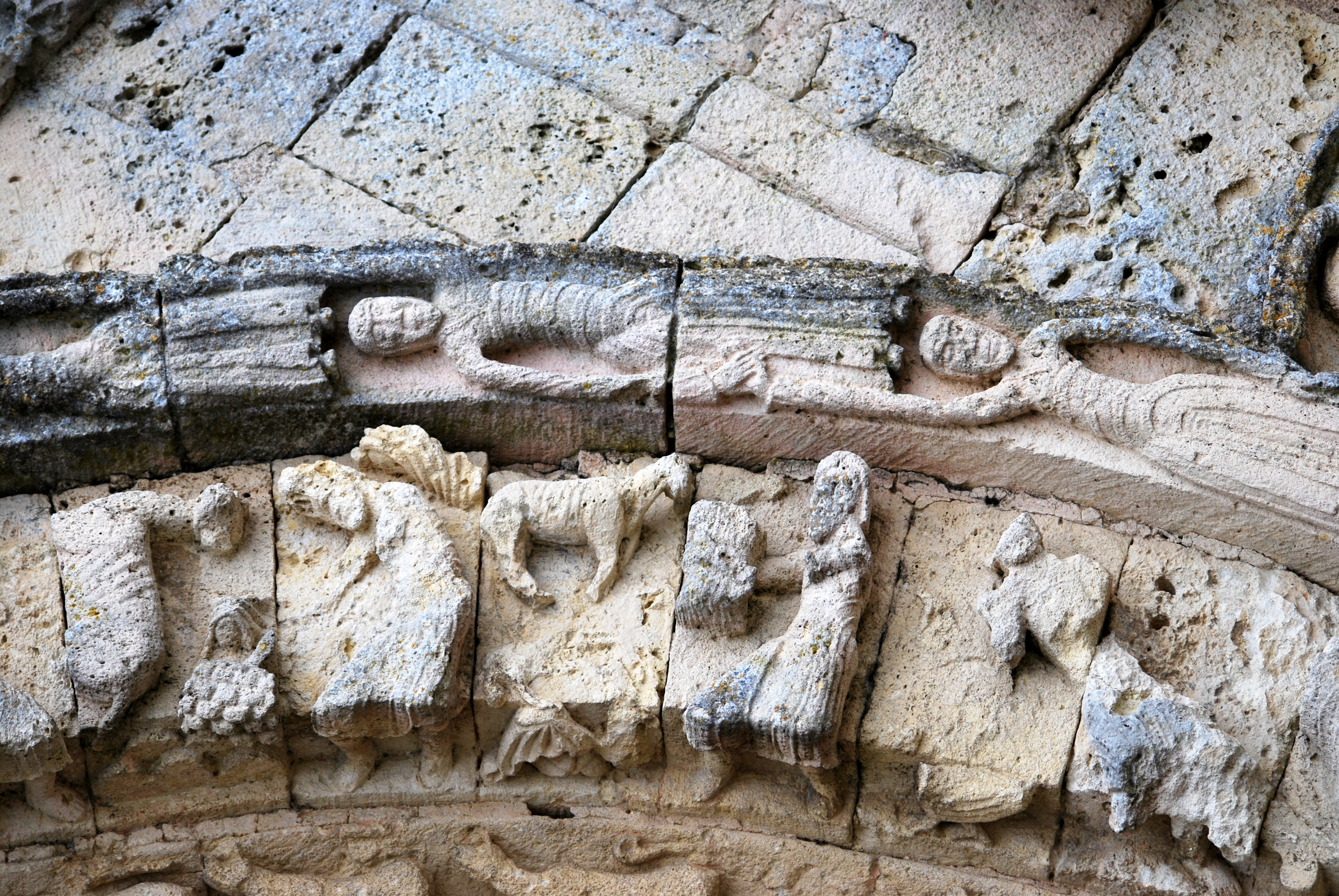
Remplir un panier et donner du fourrage au mouton
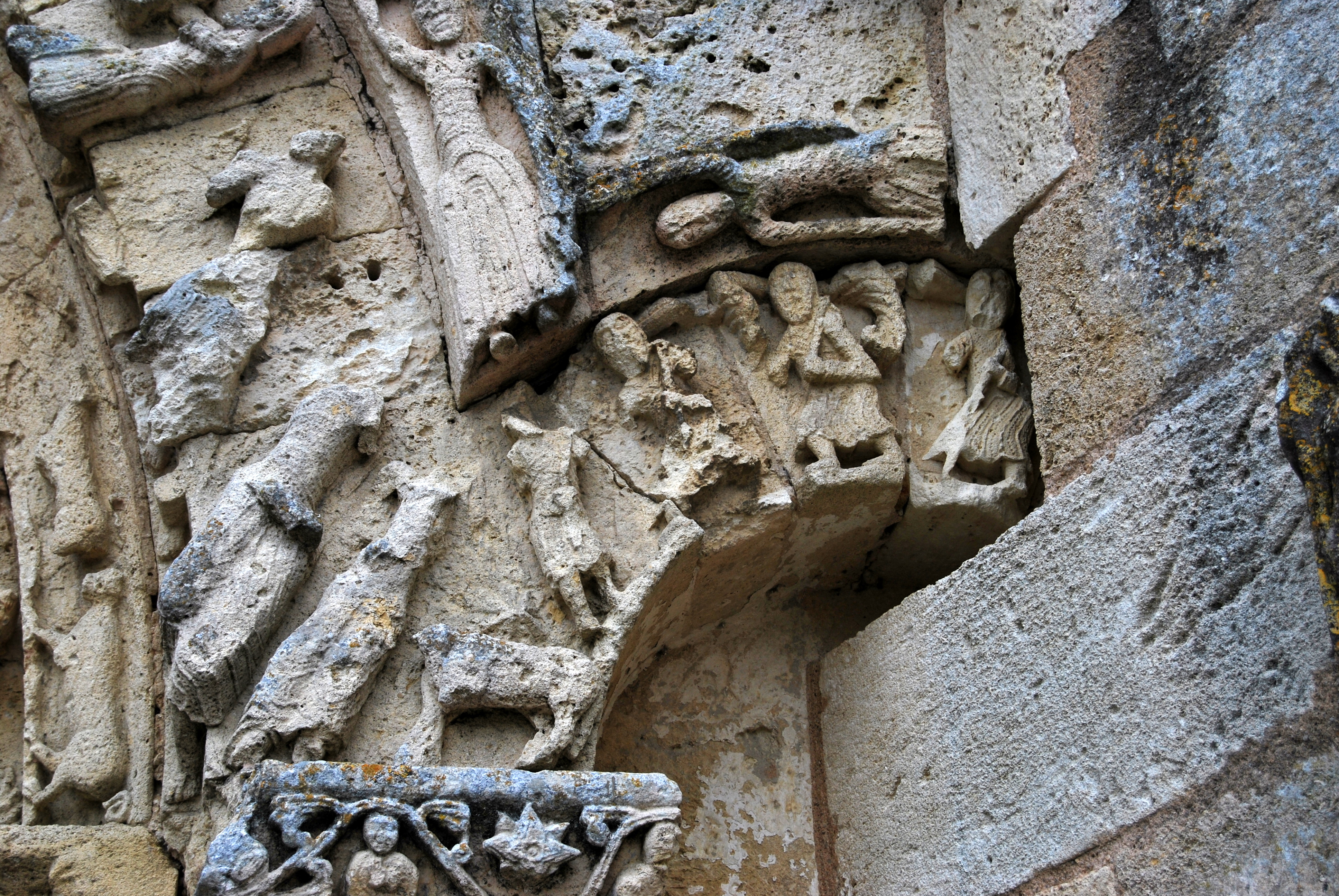
Arc aveugle sud

Les occupations agricoles facilement identifiables sont : un homme qui tond un mouton ; deux hommes passant du blé au van ; un homme remplissant un panier et un homme donnant du fourrage à son mouton.
Sur la clef de l'arc : l'effigie de l'Homme (saint Matthieu) est positionnée directement au-dessus du Christ. À gauche, le Taureau ailé tenant son livre (saint Luc), à droite l'Aigle de saint Jean, puis le Lion de saint Marc.
L'archivolte externe : Dans certains guides (comme par exemple celui de l'abbé Brun) l'interprétation de l'archivolte externe a reçu des explications fantaisistes : des guerriers allongés.
Un regard attentif à ces personnages déhanchés suggère qu'ils sont des danseurs exécutant une carole, la danse la plus populaire de l'époque.

### Les sculptures incrustées à la façade
On trouve, incrustées sur les deux contreforts et la façade, quatre clefs de voûte datant du XIIIe siècle, venus d'ailleurs, et qui représentent :
- La Nativité
- Adoration des rois Mages
- La Fuite en Égypte
- Présentation au Temple

Le premier curé constitutionnel de Haux, Jean-Baptiste Castel, faisait partie des derniers moines que la Terreur avait expulsés de l'abbaye de La Sauve-Majeure. Il est probable que ce curé a fait venir les clefs de voûte des ruines de son ancienne abbaye, qui se trouvait à seulement quelques kilomètres de son église. Les sculptures sont abîmées, mais parfaitement reconnaissables. En 1875, E. Piganeau les a dessinés.

Clefs de voûte en provenance de La Sauve-Majeure
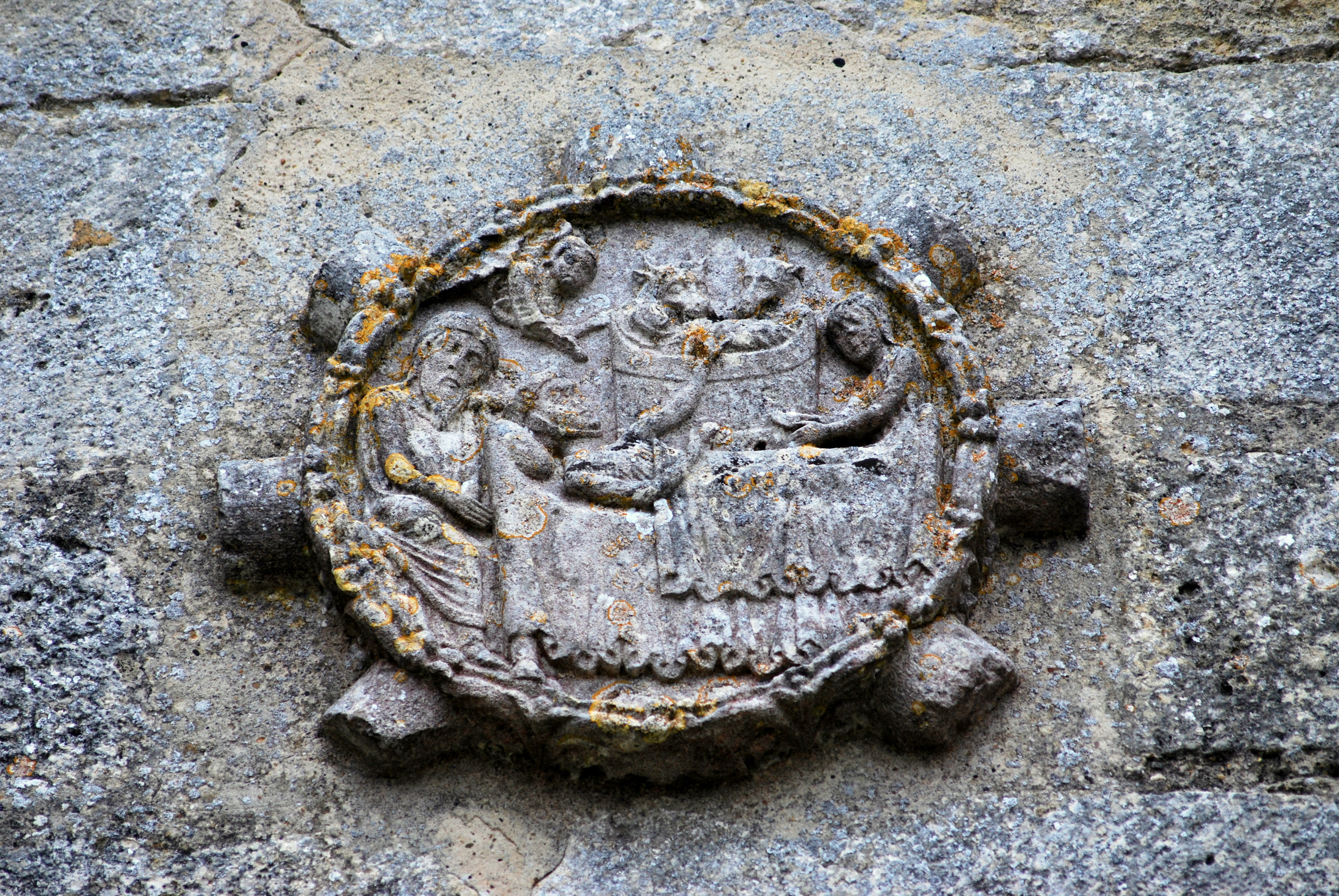
La Nativité
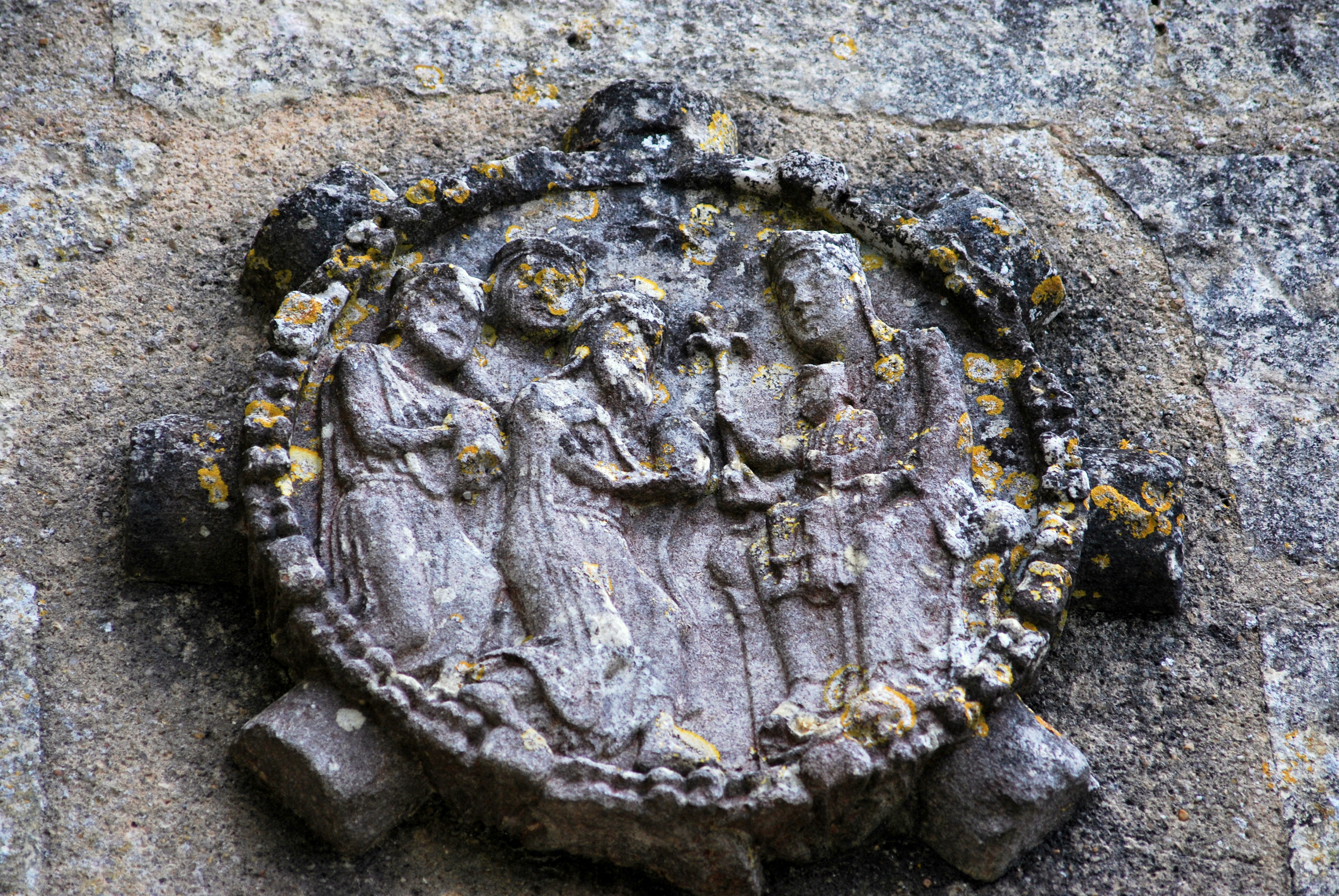
Adoration des Mages
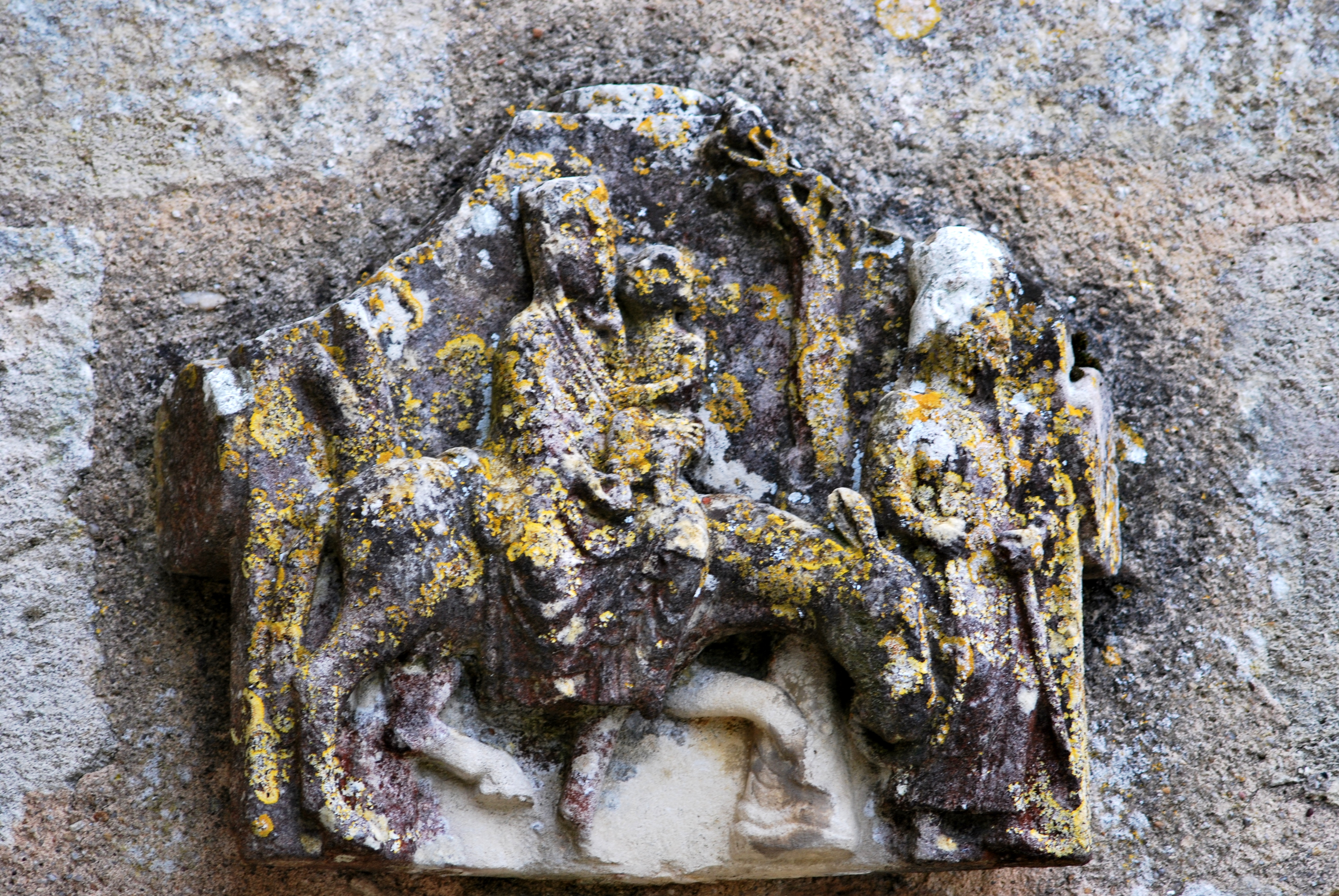
La fuite en Égypte
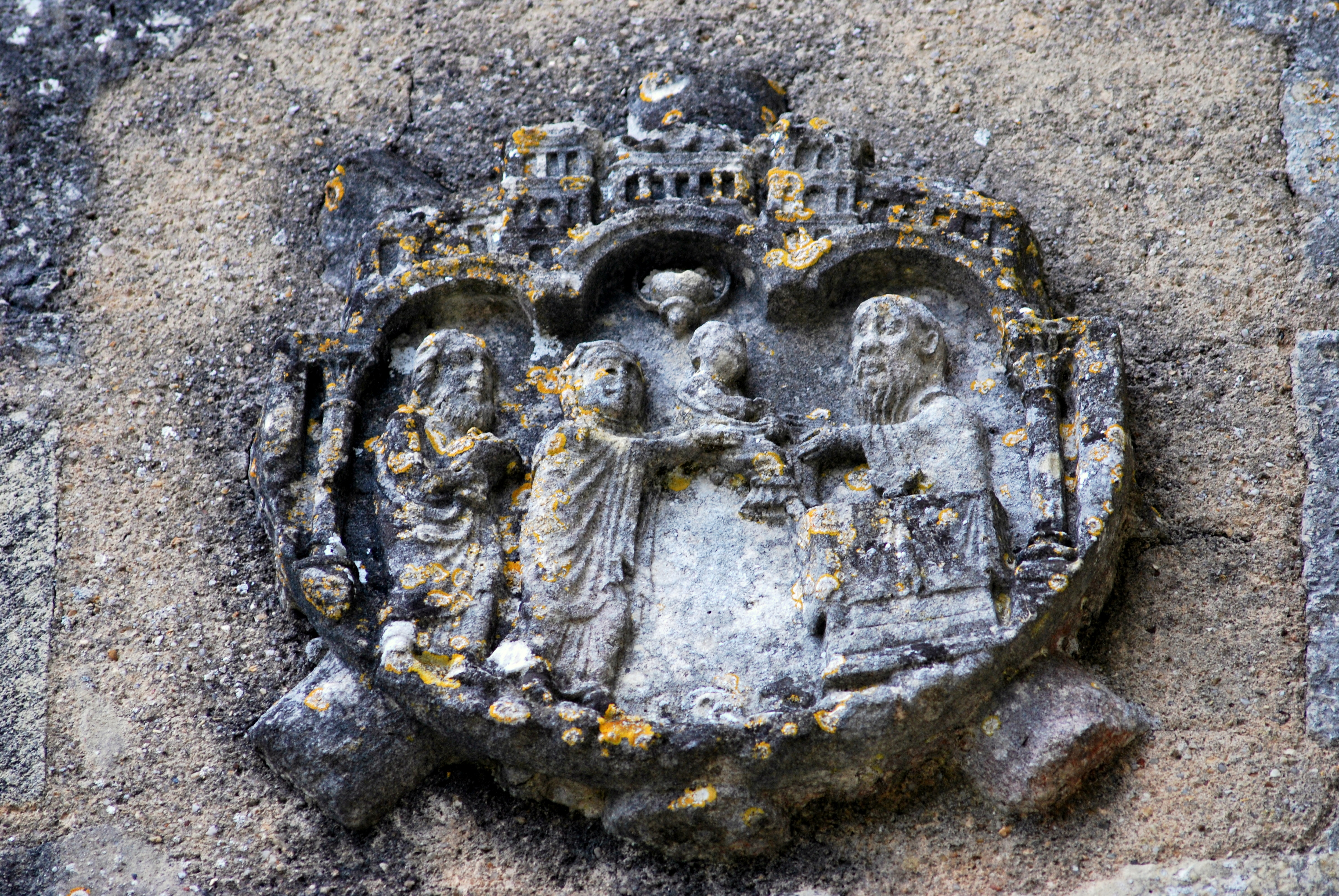
Présentation de Jésus au Temple

Dessins de E. Piganeau (1876)
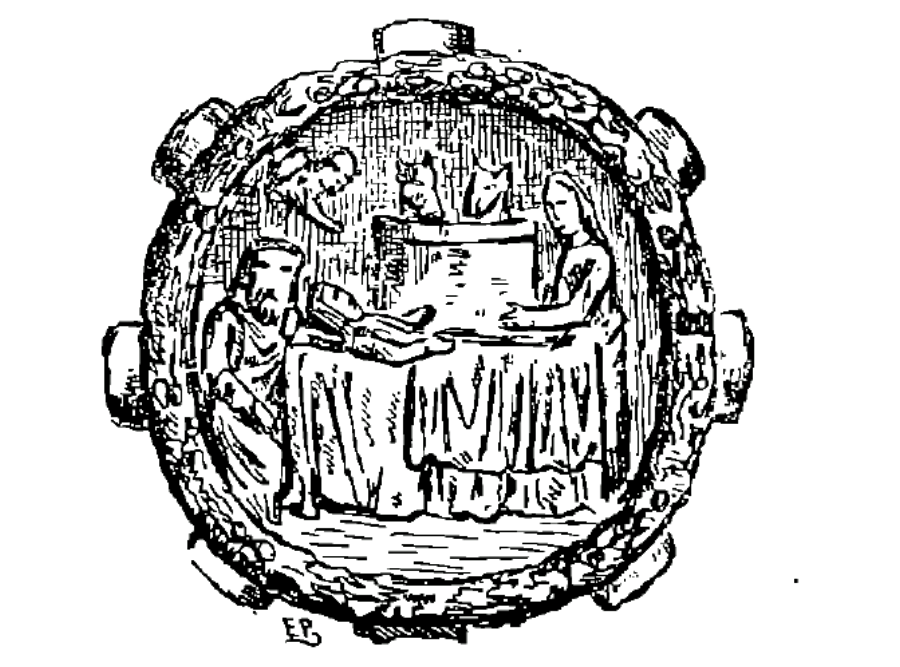
La Nativité
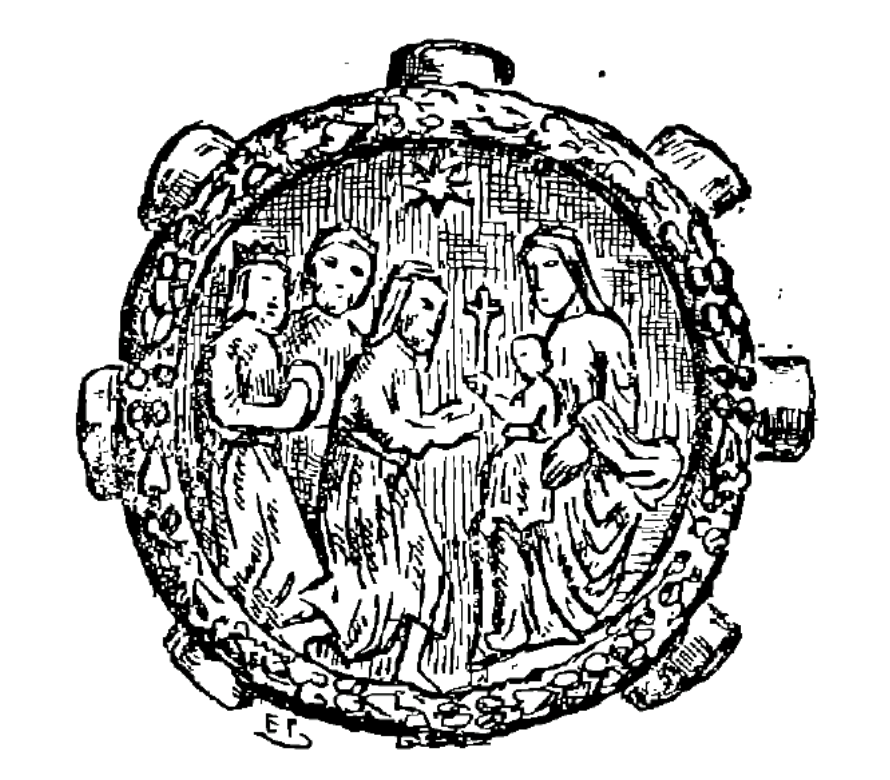
Adoration des Mages
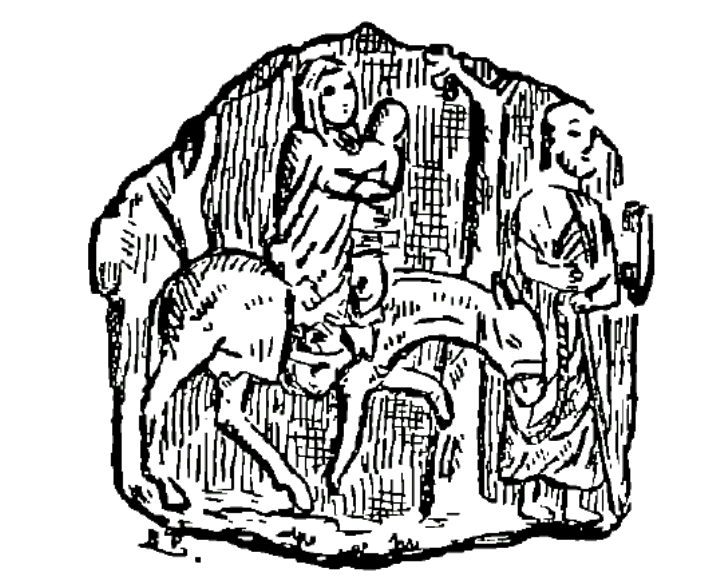
La fuite en Égypte
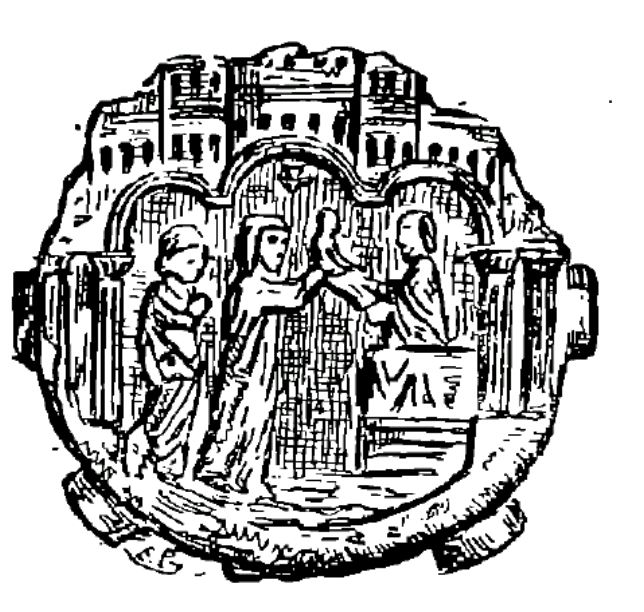
Présentation de Jésus au Temple

La Piéta polychrome, du XVIe siècle, est une production 'semi-industrielle', tout à fait conforme à celles que l'on diffusait en Gironde à l'époque.
On trouve deux anges, de style gothique, incrustés dans chacun des contreforts.

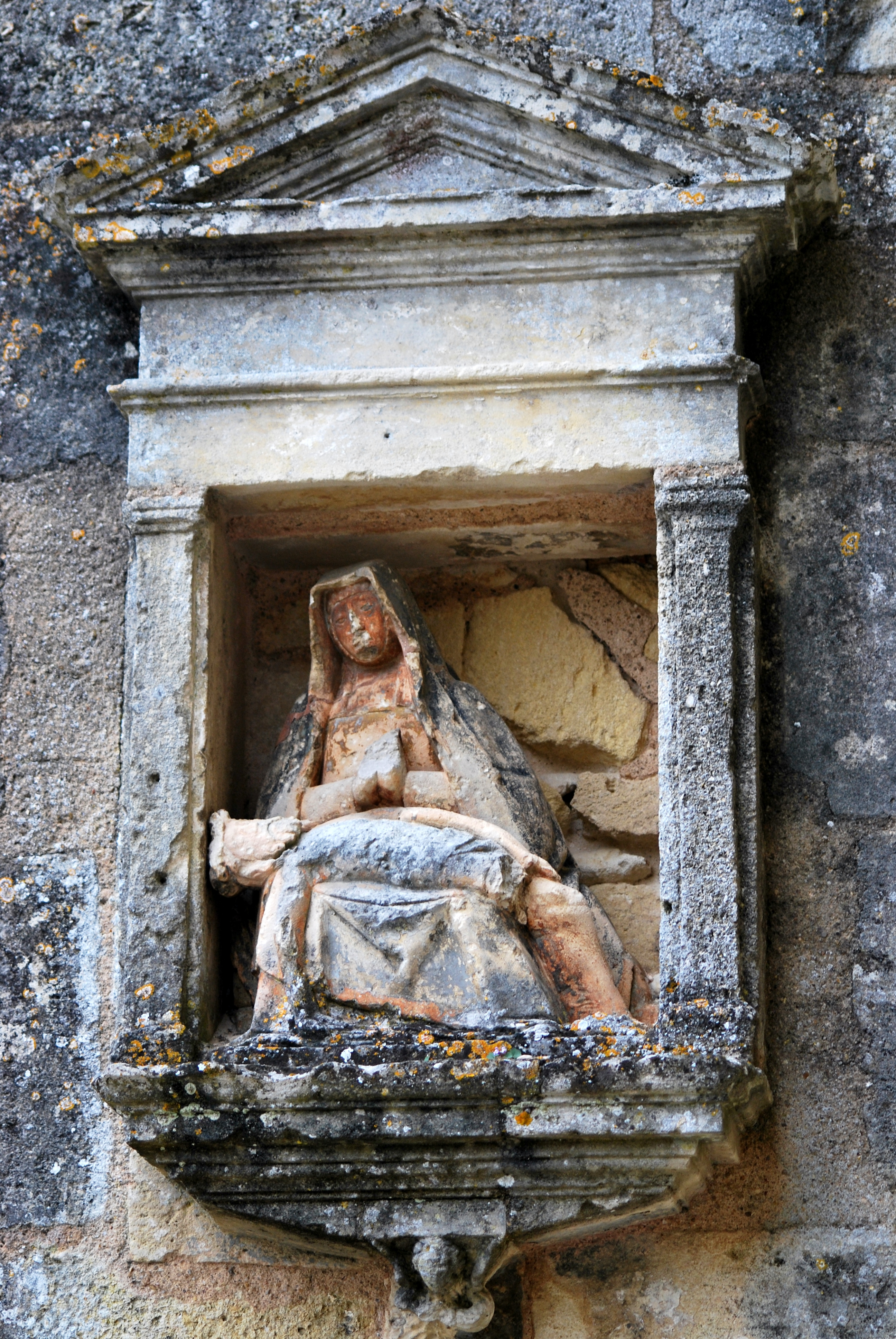
La Piéta
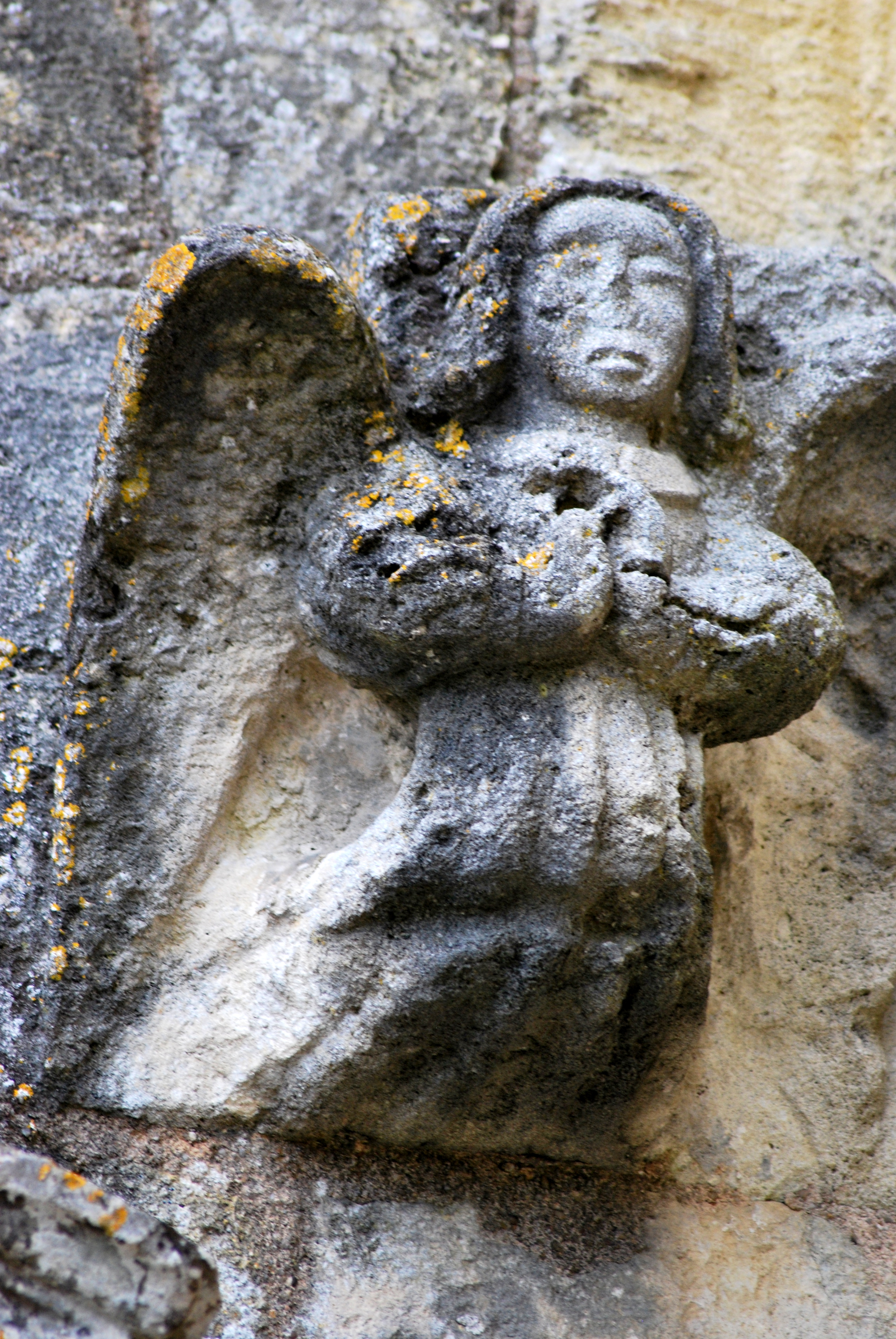
Ange (nord)
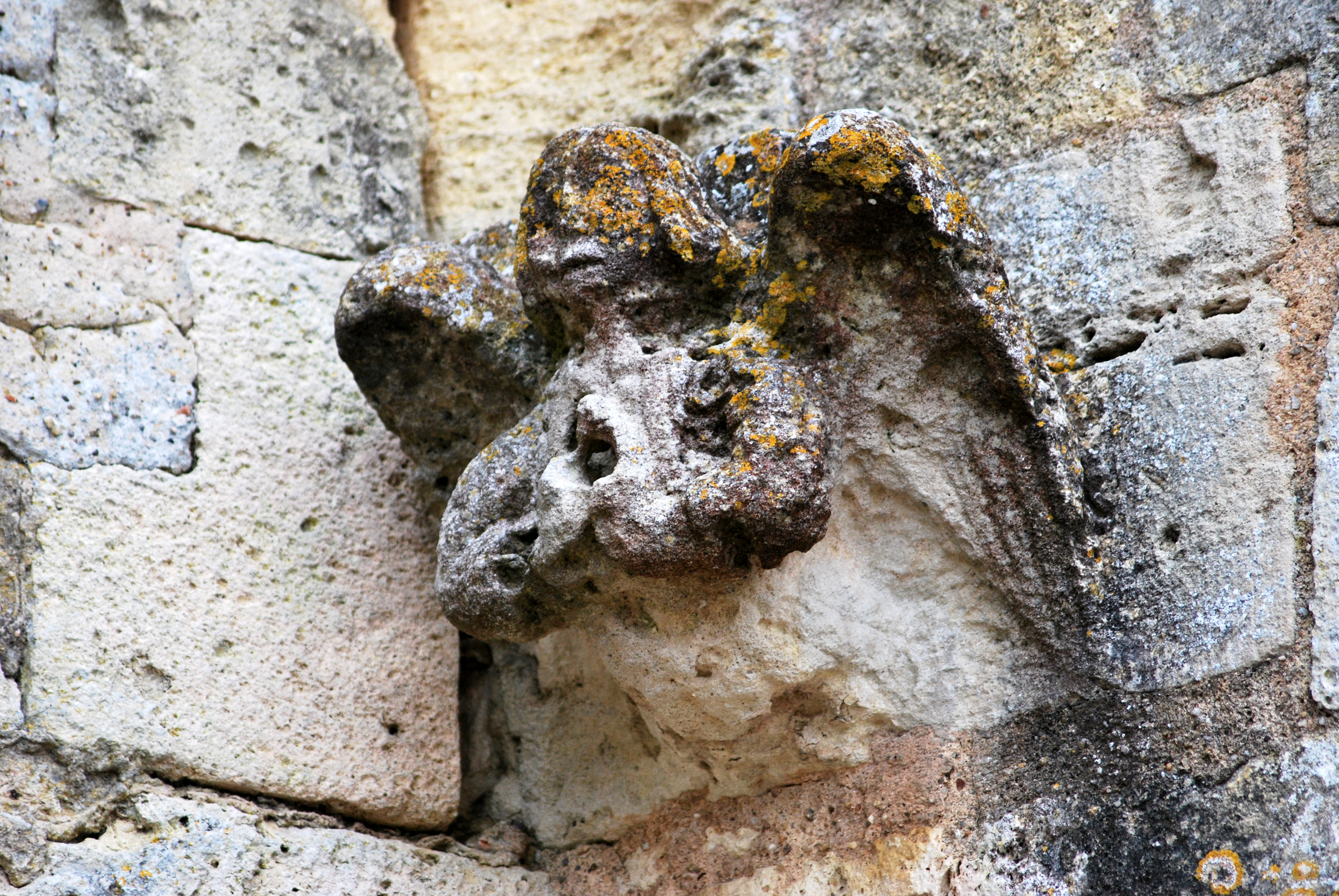
Ange (sud)

Les deux hauts-reliefs : deux grandes plaques rectangulaires sont encastrées en façade. Ils sont très érodés et difficiles à interpréter.

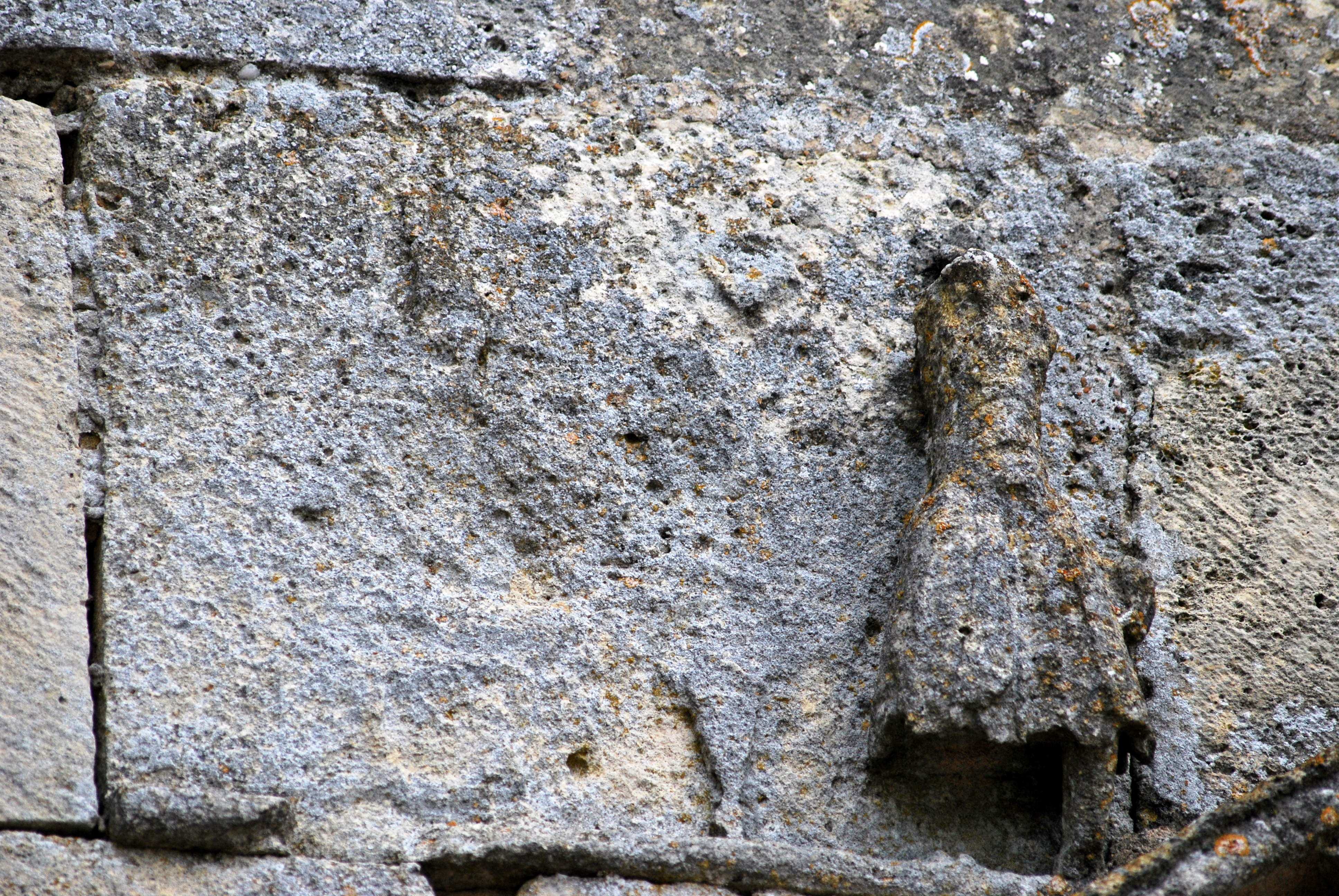
La femme et le cavalier

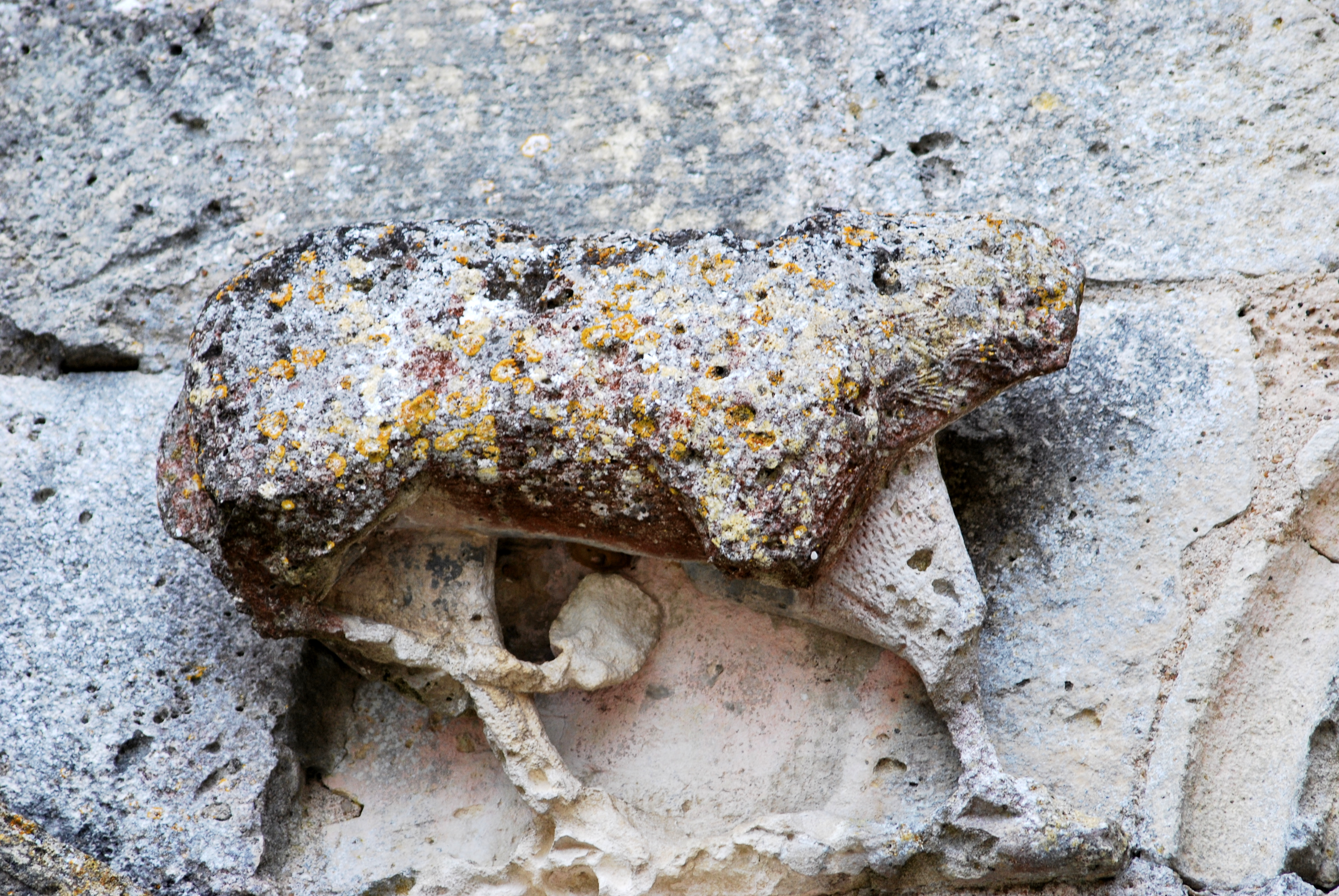
Le lion

Au nord, on voit les restes d'une femme, tournée vers la gauche. Elle porte une robe plissée, mais elle n'a plus ni bras ni tête. Sur la gauche on devine l'empreinte du cheval à l'arrêt qui lui faisait face. (l'articulation canon-sabot des membres antérieurs est visible). La disposition suggère l'existence d'un cavalier. Il y a une plaque analogue à l'abbaye Sainte-Croix de Bordeaux.
Au sud, on voit les restes d'un animal tourné vers la droite. Il semble être un lion, dont la queue passée entre les jambes est terminée par une pointe de flèche.
En Aquitaine, il était commun de retrouver de telles plaques sous arcade. À l'abbaye de Sainte-Croix il existe un cavalier en face d'une jeune et élégante femme, qui est sous arcade. Il est probable que ces deux plaques se trouvaient sous les arcades des fausses portes et, quand les contreforts étaient confectionnés, on les a déplacées sur la façade.

### Les modillons du chevet
La construction du chevet était antérieure à celle de la façade ouest et la facture est plus primitive. Les chapiteaux soutenant la corniche sont très rustiques à décor gravé. Les modillons de la corniche sont de qualité ordinaire, avec des simples représentations de figures géométriques, des animaux comme cochon, rapace, des hommes ithyphalliques et un tonnelet de vin, pour rappeler des péchés de chair.

Modillons de l'abside
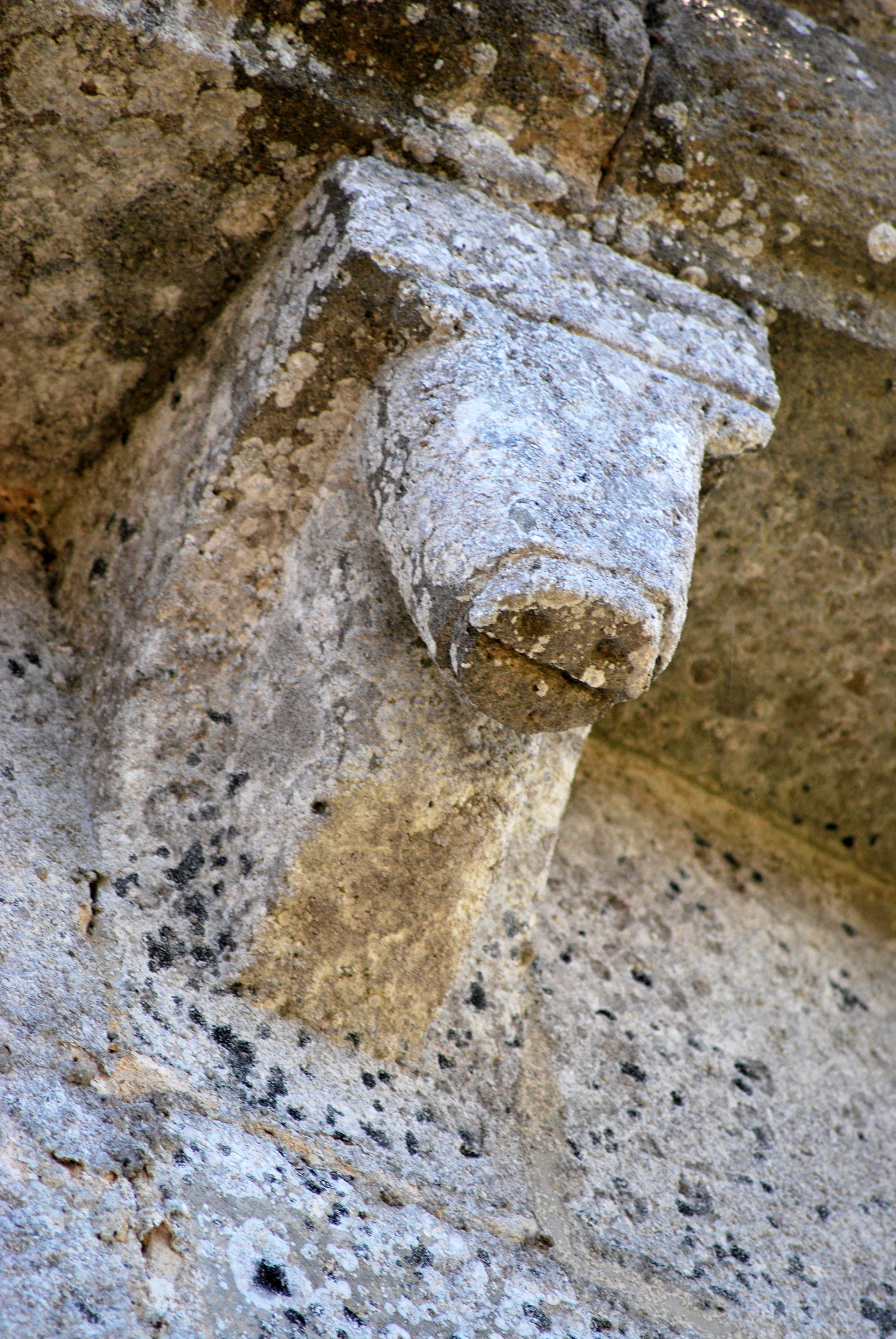
Cochon
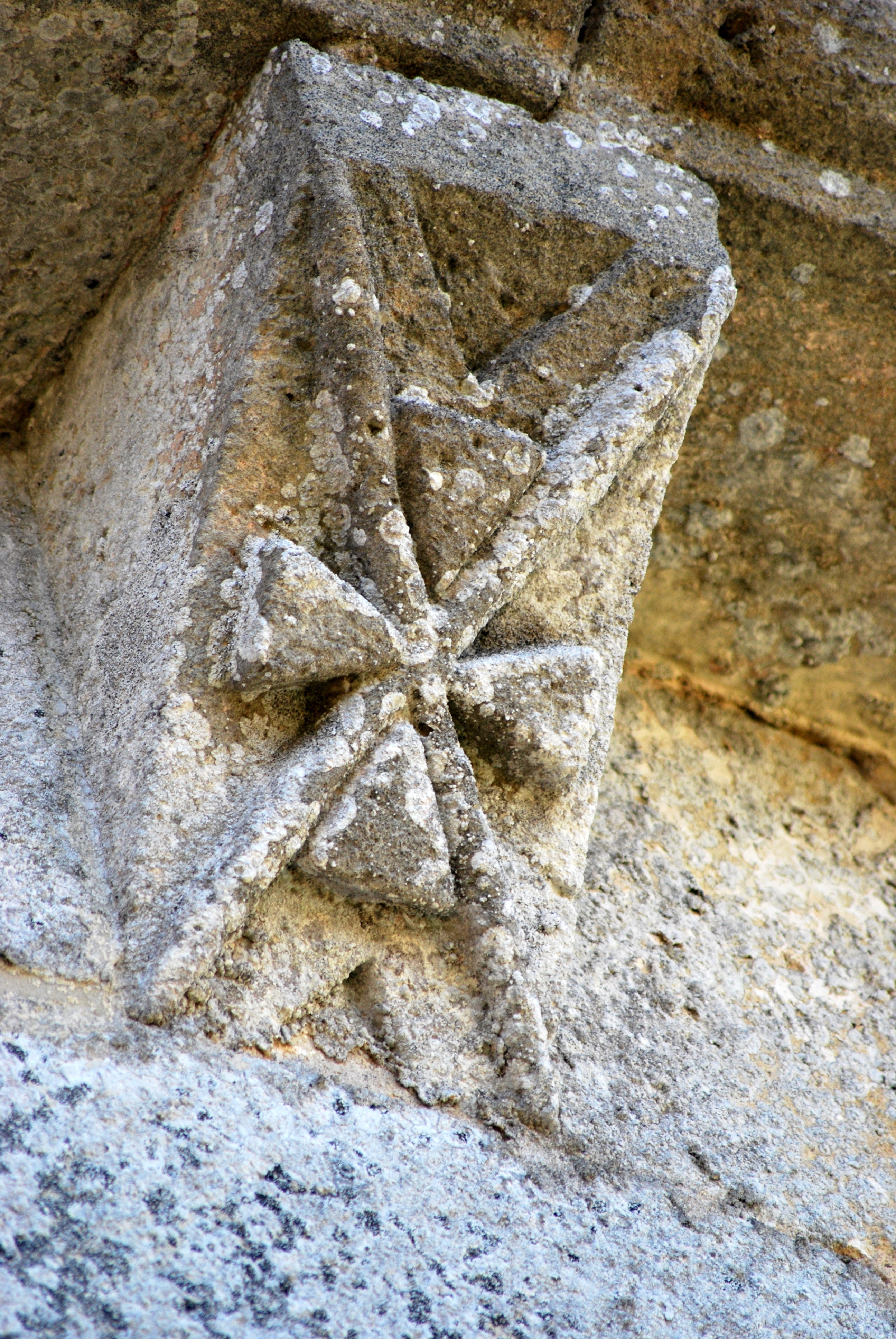
Croix de Malte
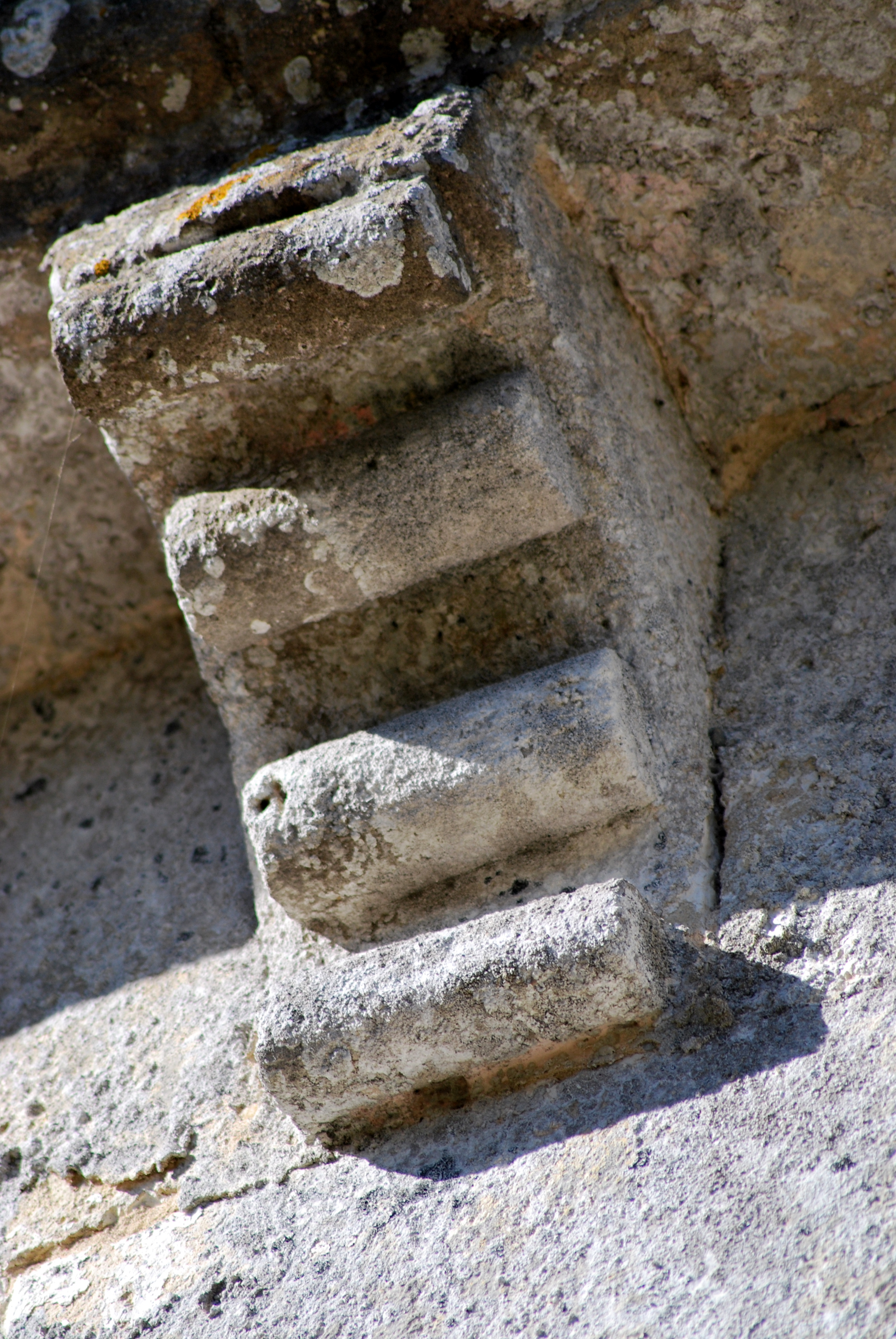
Quatre rouleaux
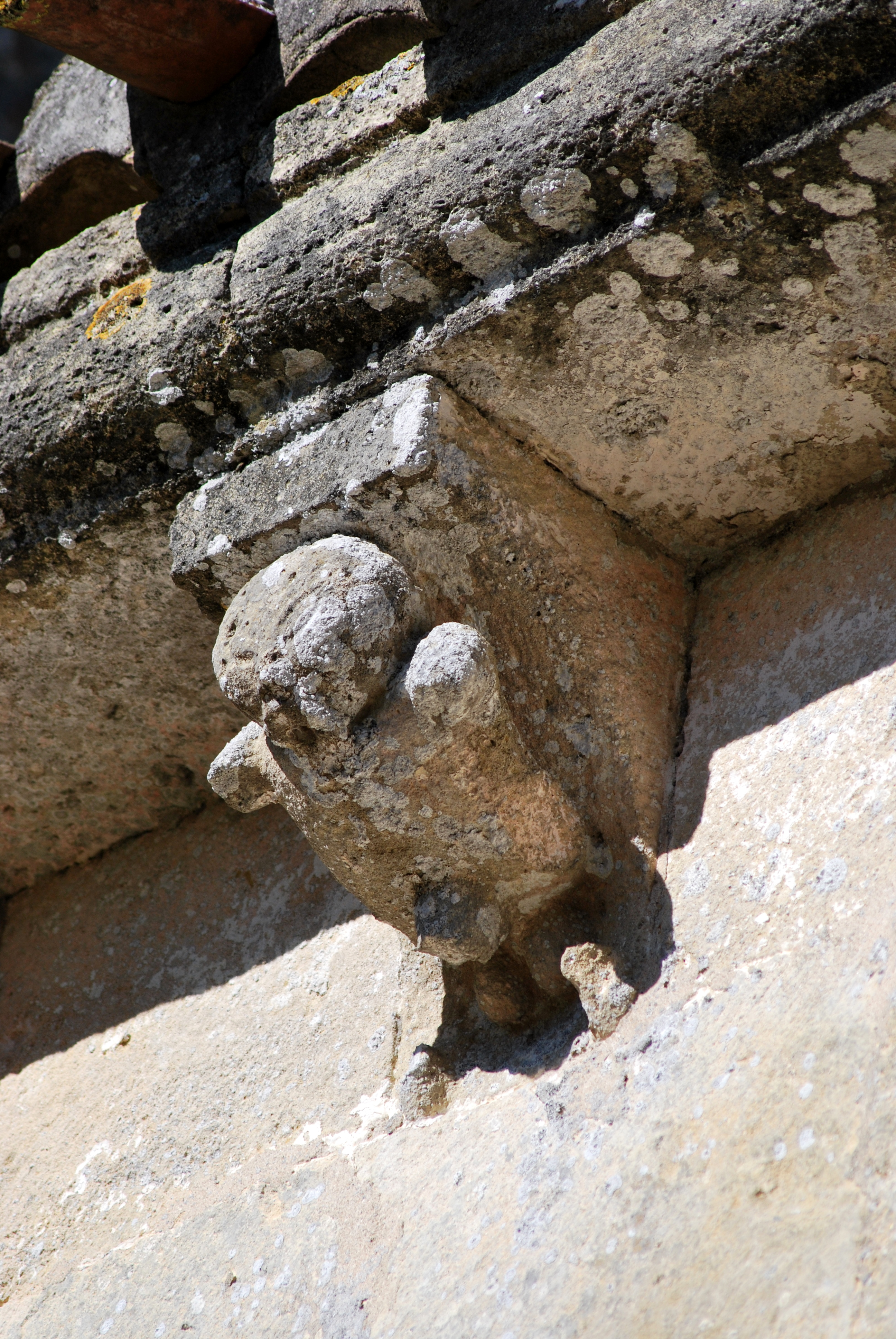
Homme ithyphallique
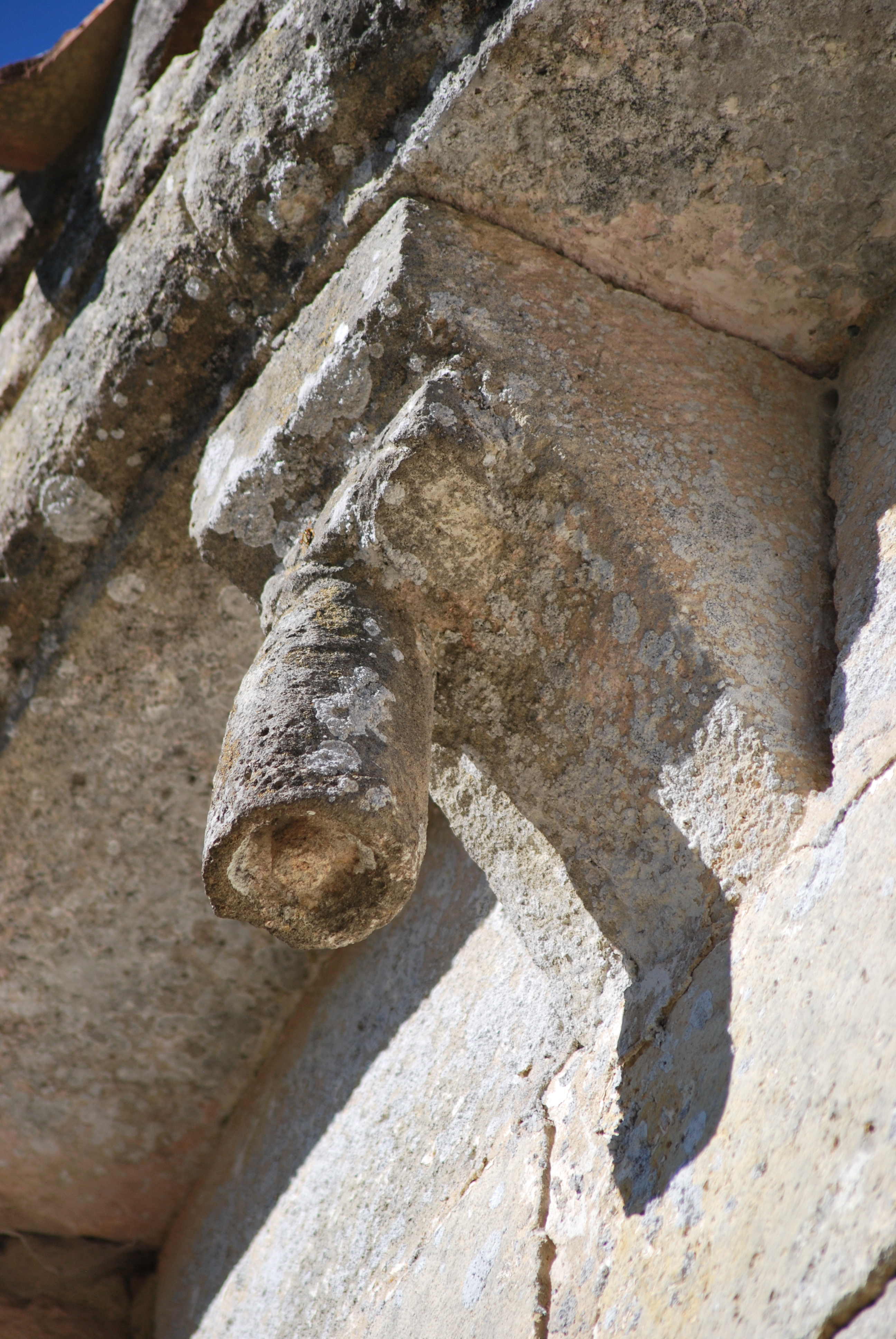
Clochette
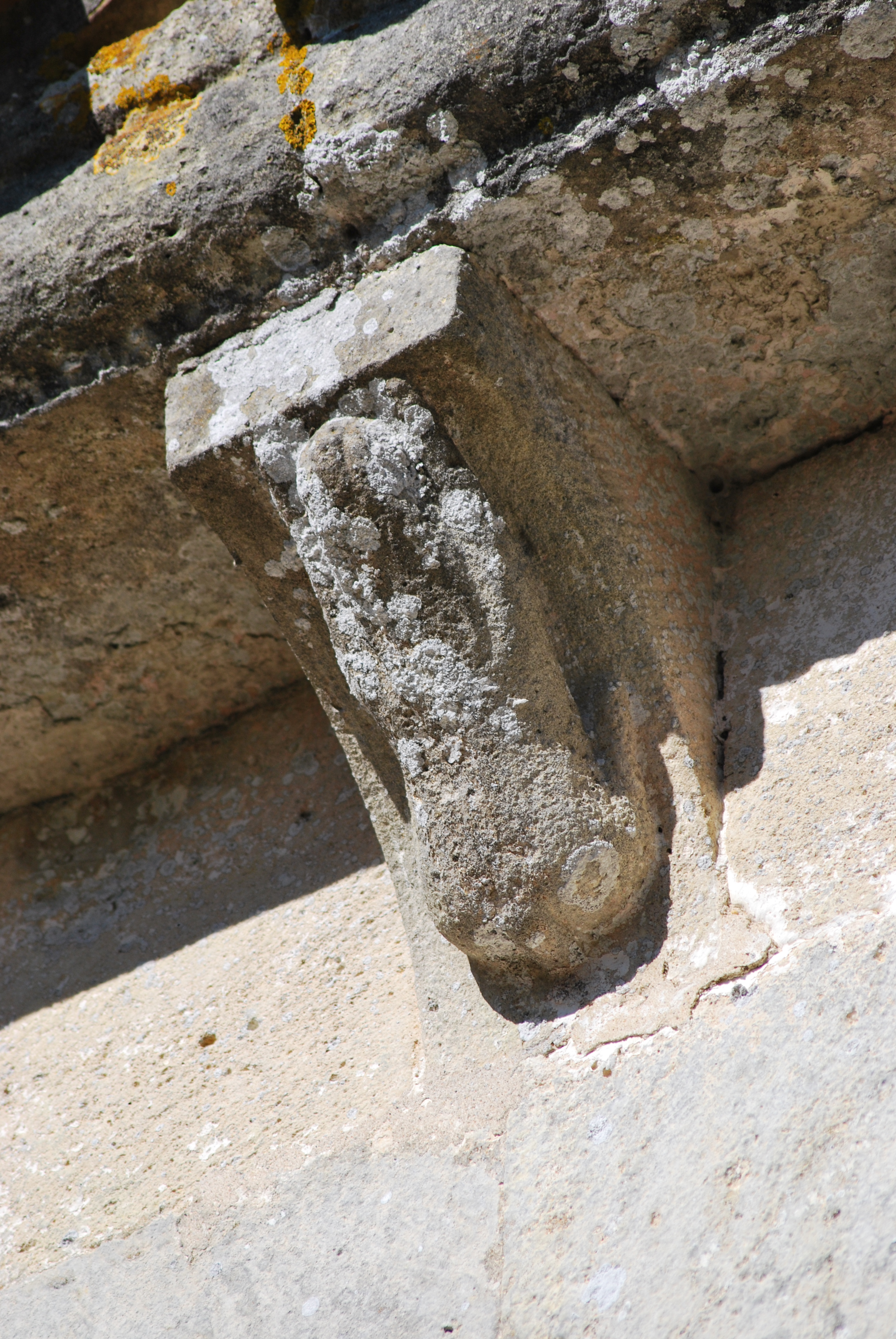
Lapin
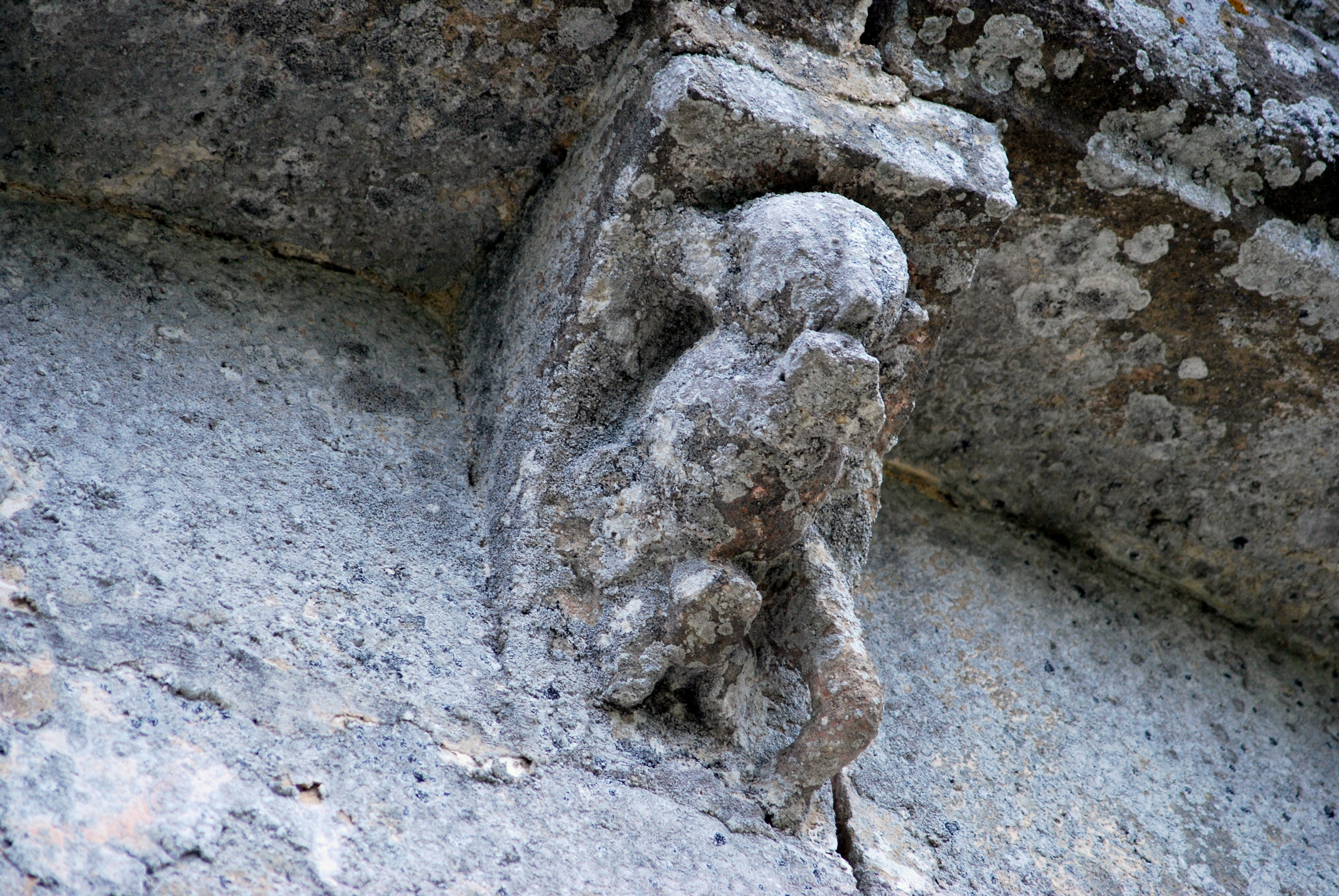
Homme ithyphallique
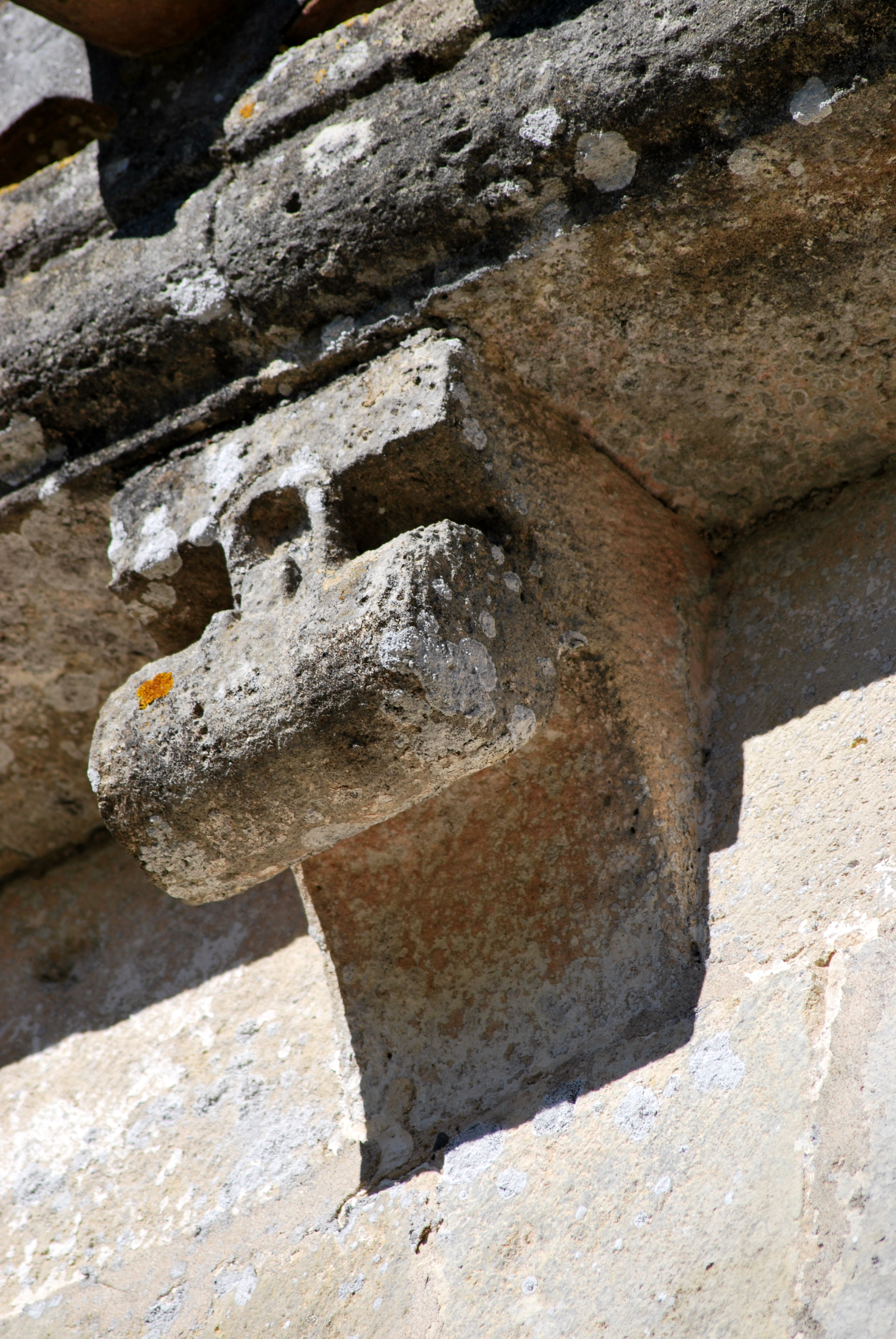
Tonnelet
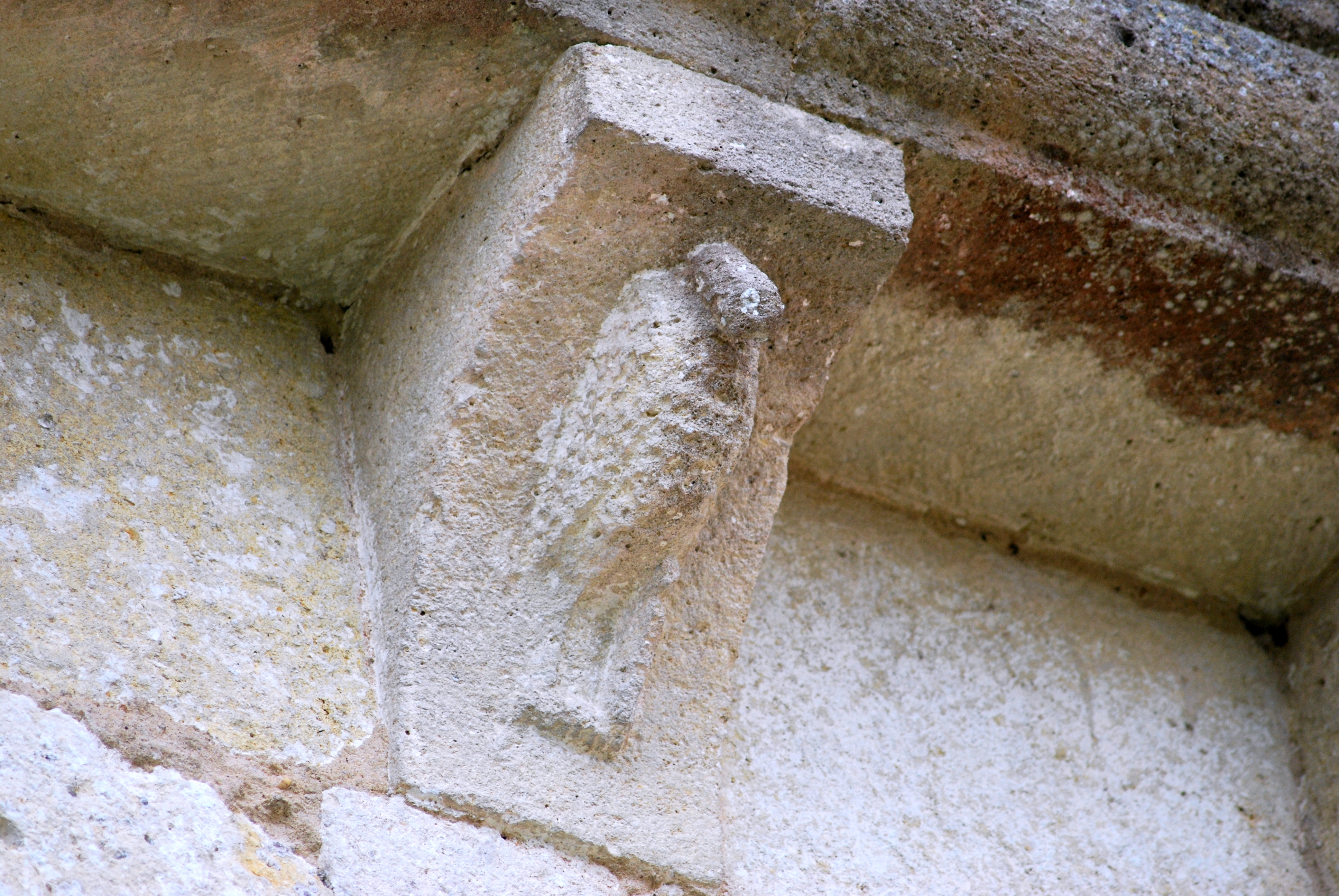
Rapace
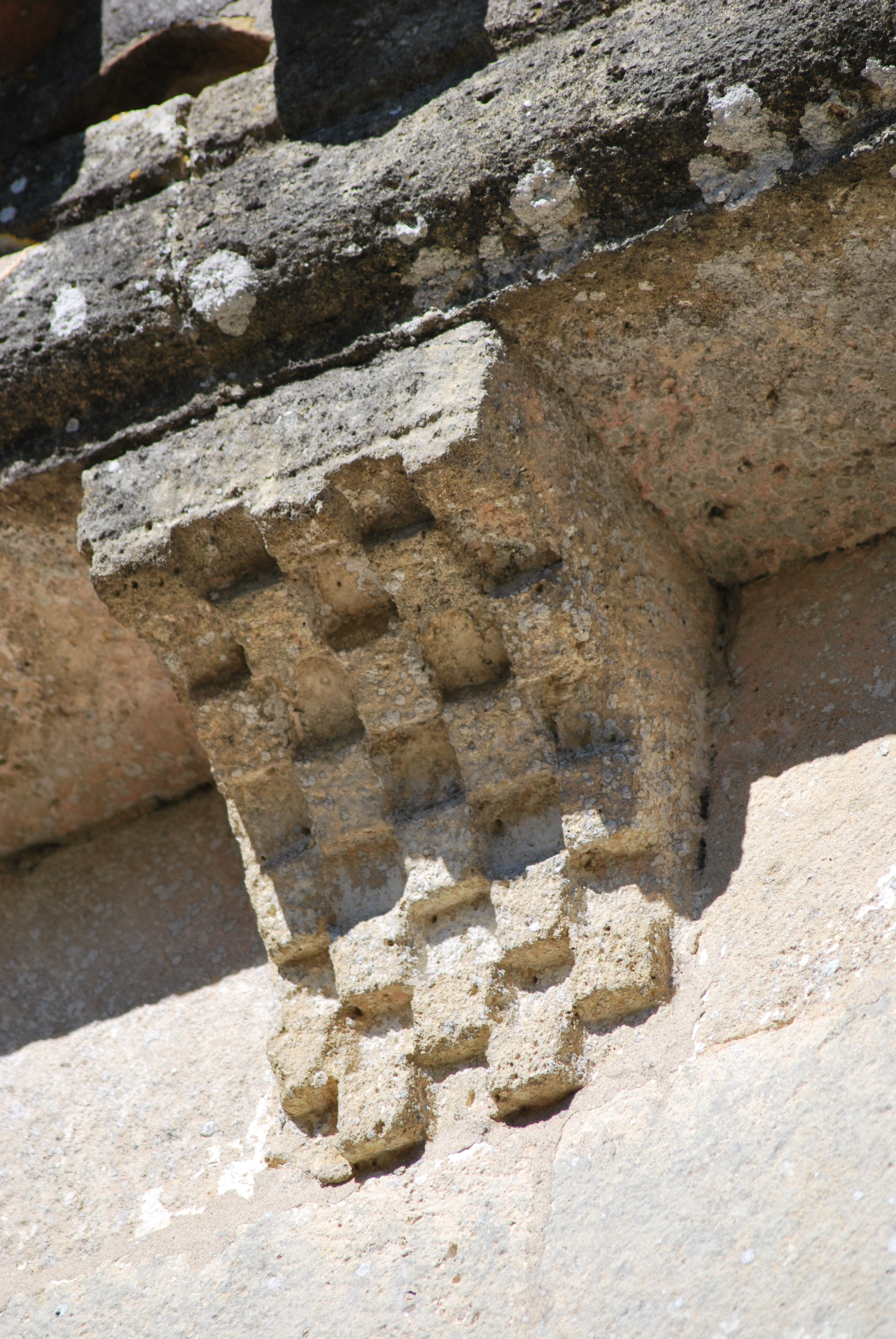
Damier

## Iconographie romane intérieure
On trouve quatre chapiteaux romans à l'entrée du sanctuaire et deux chapiteaux autour la fenêtre axiale de l'abside.
Le sanctuaire
Chapiteau N 1 : Scènes animalières
Le décor de la corbeille, sur les trois faces, consiste en deux scènes animalières, séparées par une cloison située au milieu de la face principale :
- Un félin et un oiseau sont sur le point de consommer ensemble un fruit qui a la forme d'un pigne de pin.
- Deux oiseau symétriquement placés et chacun porte un oisillon sur le dos.
- À la cloison centrale, côté félin/oiseau se trouve une tête humaine chargée d'angoisse.

La séparation centrale est l'indice d'une double voie s'ouvrant à l'homme au milieu. Le choix opposant la mixité contre-nature du chat et l'oiseau aux plaisirs d'un couple parental naturel.
 Chapiteau N2 : Luxuria-Libido
Les trois faces de la corbeille sont surchargées d'épaisses volutes spiralées. Sur la face gauche, une femme, représentant la tentation charnelle féminine : ses cuisses sont écartées et ses jambes relevées à la manière des sirènes bicaudales. Elle retient sa jambe gauche de la main et, en même temps, l'homme à sa droite a saisi l'autre cuisse. Sa chemise est dégrafée et deux serpents lui sucent les seins.
La deuxième partie de la scène est articulée par le serpent au sein gauche. Il se trouve à côté d'un couple d'hommes se tenant par l'épaule. L'un est nu-pieds, l'autre est chaussé, c'est lui qui caresse le corps du serpent. Son compagnon n'est pas un être pur, car un monstre félin est en traîne d'engouler son bras gauche.
L'exposition des deux formes de tentation sexuelle était fréquent dans les églises romanes. Les hommes représentés sont probablement des clercs et ce chapiteau, situé au presbyterium était une mise en garde à leur intention.
Chapiteau Sud 1 : Chiens opposés
Deux chiens qui détournent la tête sont accostés à une plaque verticale. Le chien de gauche tient dans sa gueule un disque, qui a la forme d'une hostie. Tous les deux ont la queue retournée, sexualisée et qui se termine en tête de serpent. Sur leurs corps, il y a traces de polychrome rouge et bleu. Le thème des animaux impurs, sauvages ou domestiques, avalant une hostie était un rappel des risques de communion sacrilège.
Chapiteau Sud 2 : Feuillages : Ce chapiteau est couvert par des feuilles.
Fenêtre axiale de l'abside
Chapiteau Nord : Sirènes-poissons
Sur chaque face on trouve une sirène uni-caudale. La queue d'une des sirènes a été irrémédiablement martelée. Les deux bustes se rejoignent sur l'angle alors que les nageoires caudales sont relevées dans les coins. Le tailloir est à palmettes entrelacées.
Il est assez fréquent de trouver cette tentatrice sur les chapiteaux des fenêtres axiales, par exemple à l'église Notre-Dame de Lestiac-sur-Garonne.
Le chapiteau du sud est trop érodé pour être identifié.

## L'intérieur

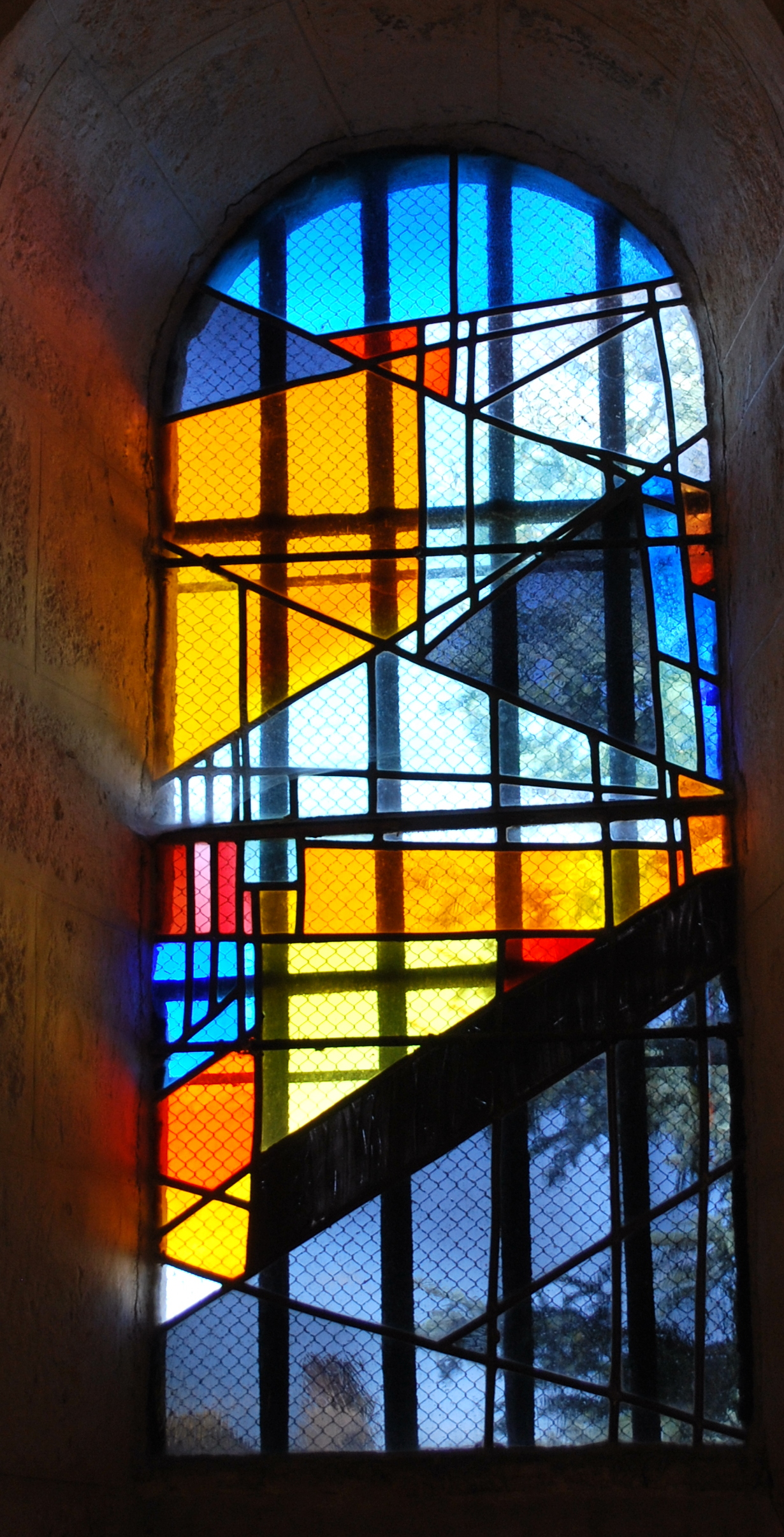
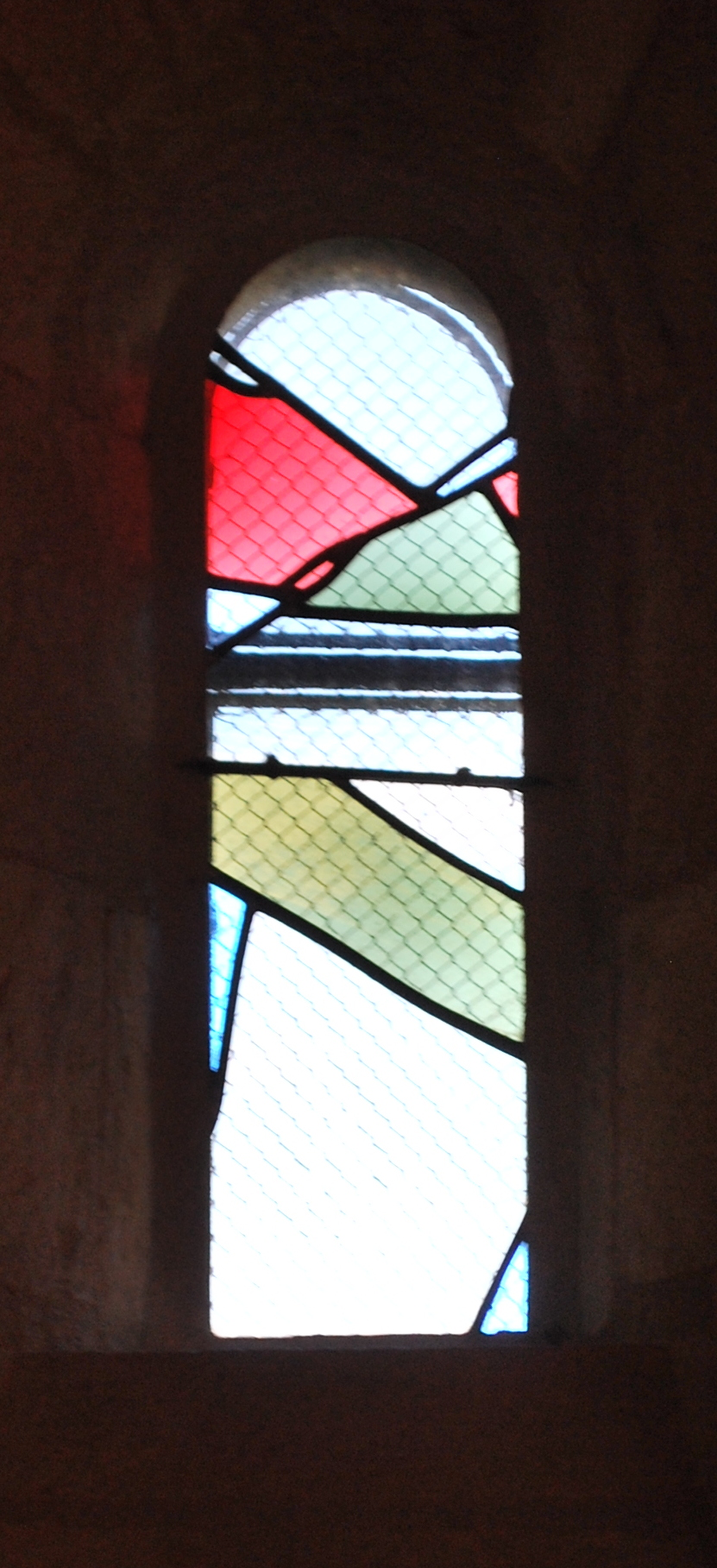
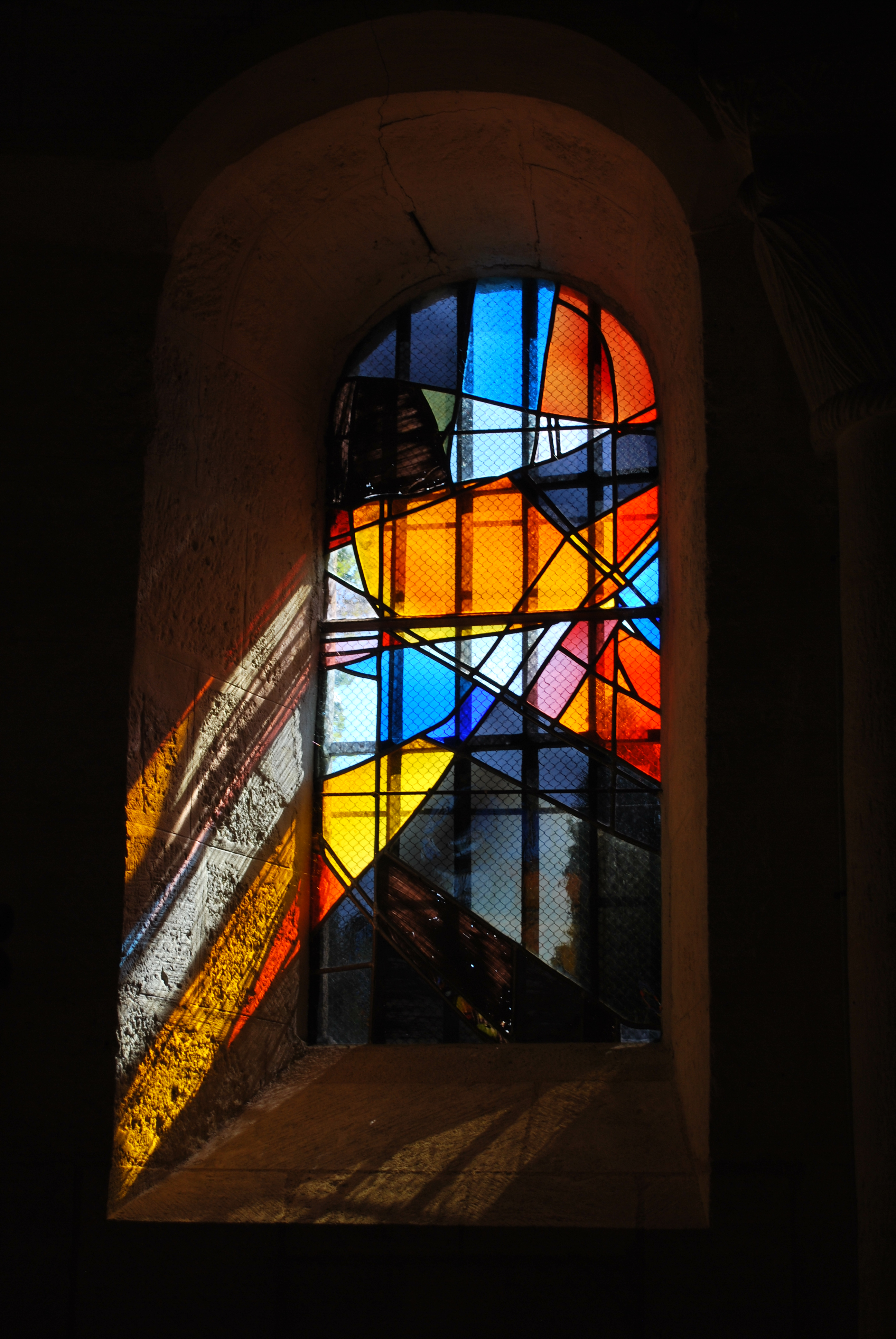
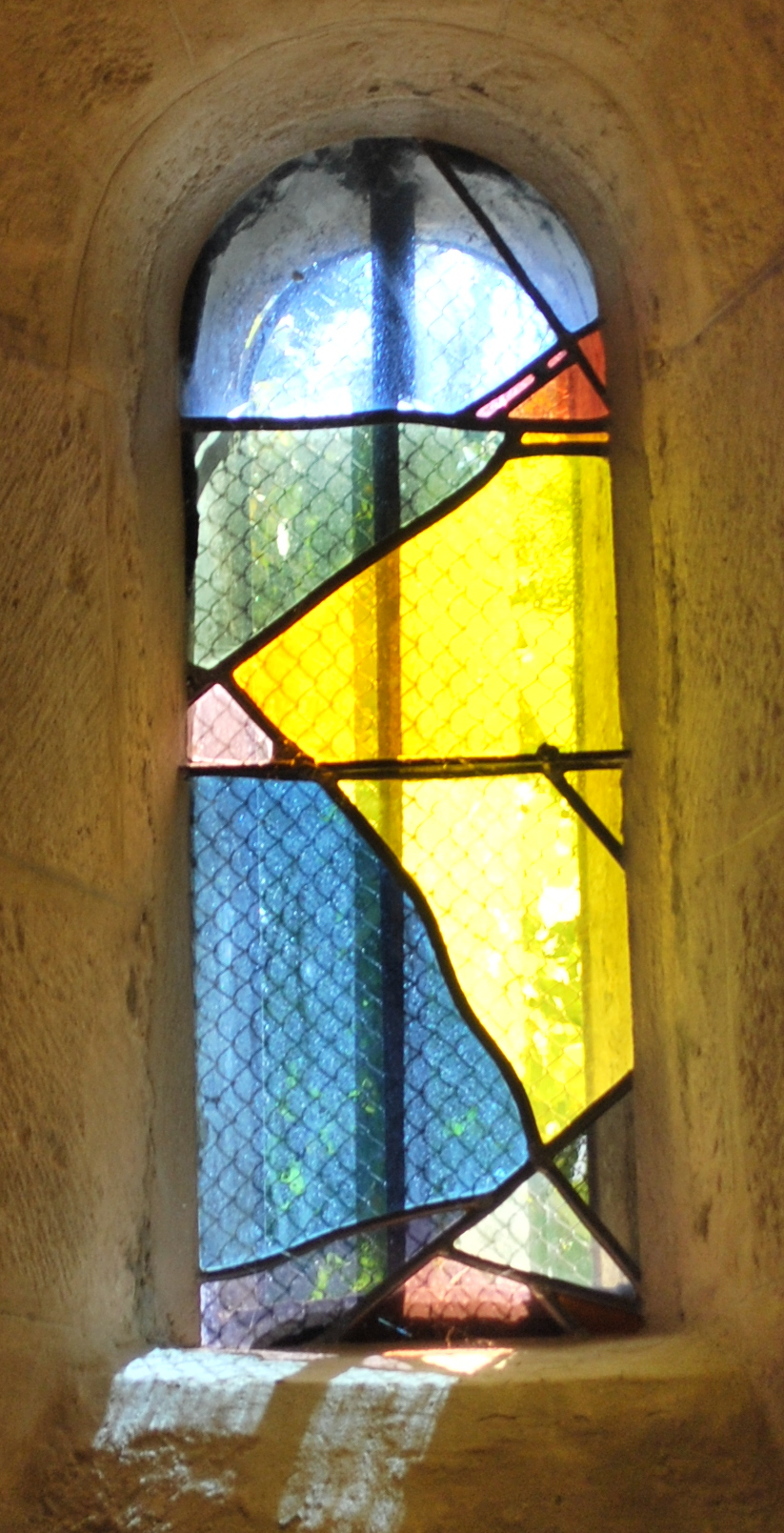
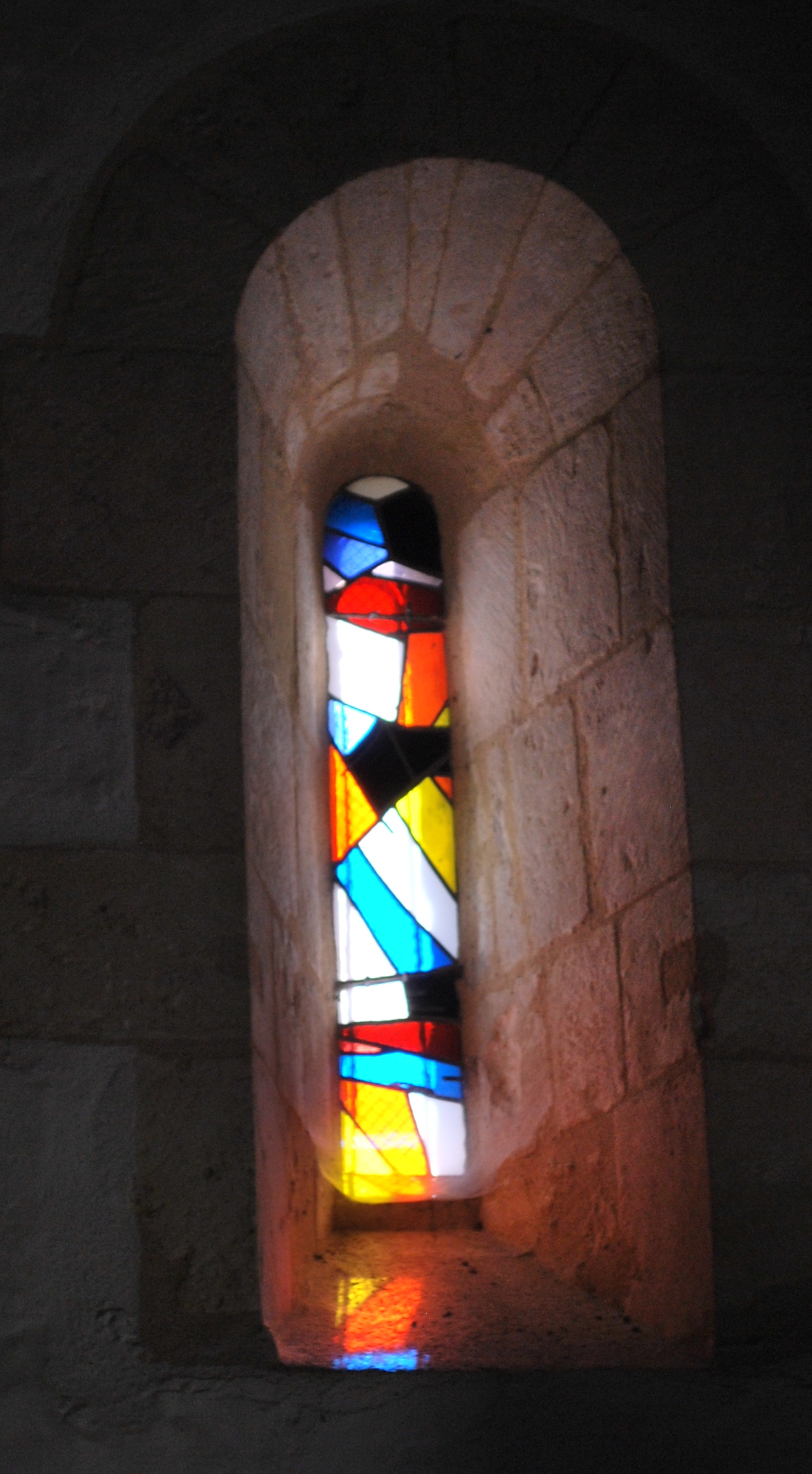

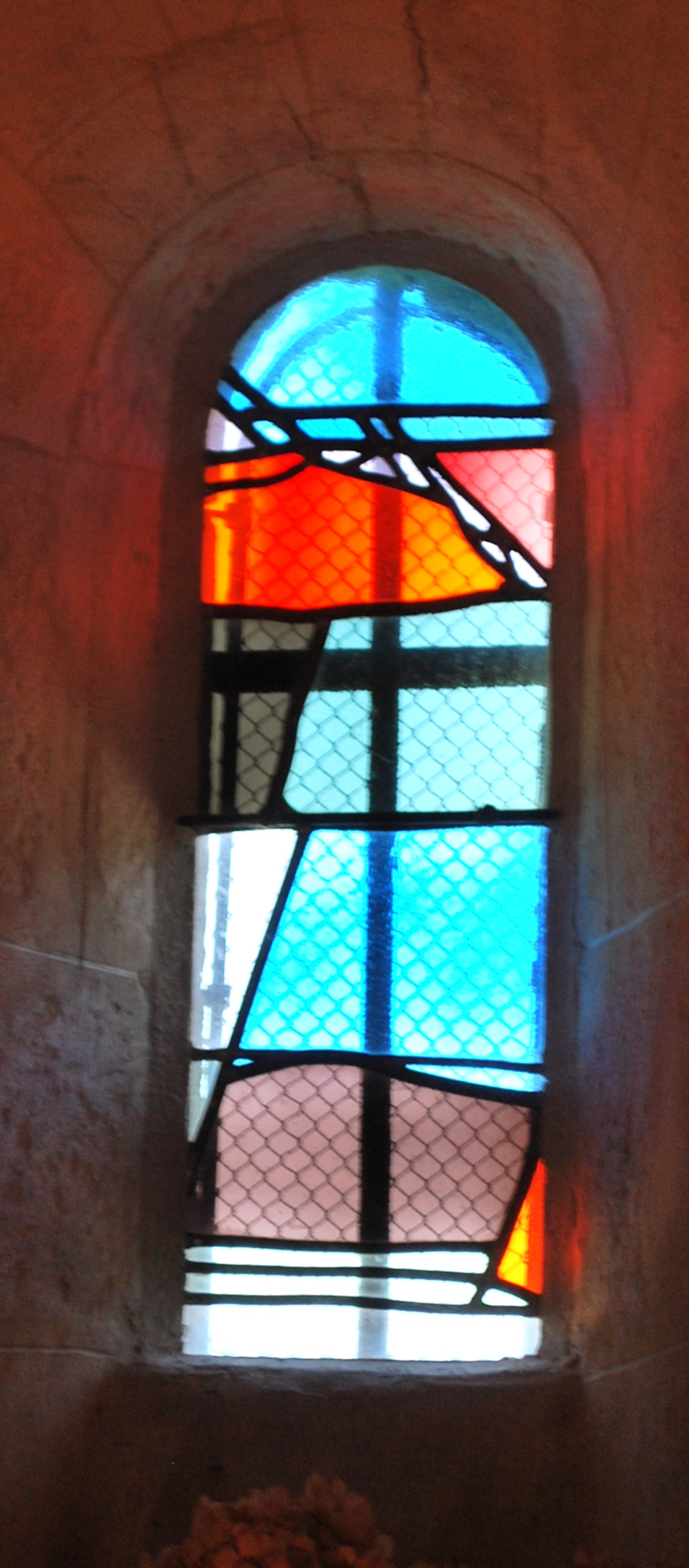
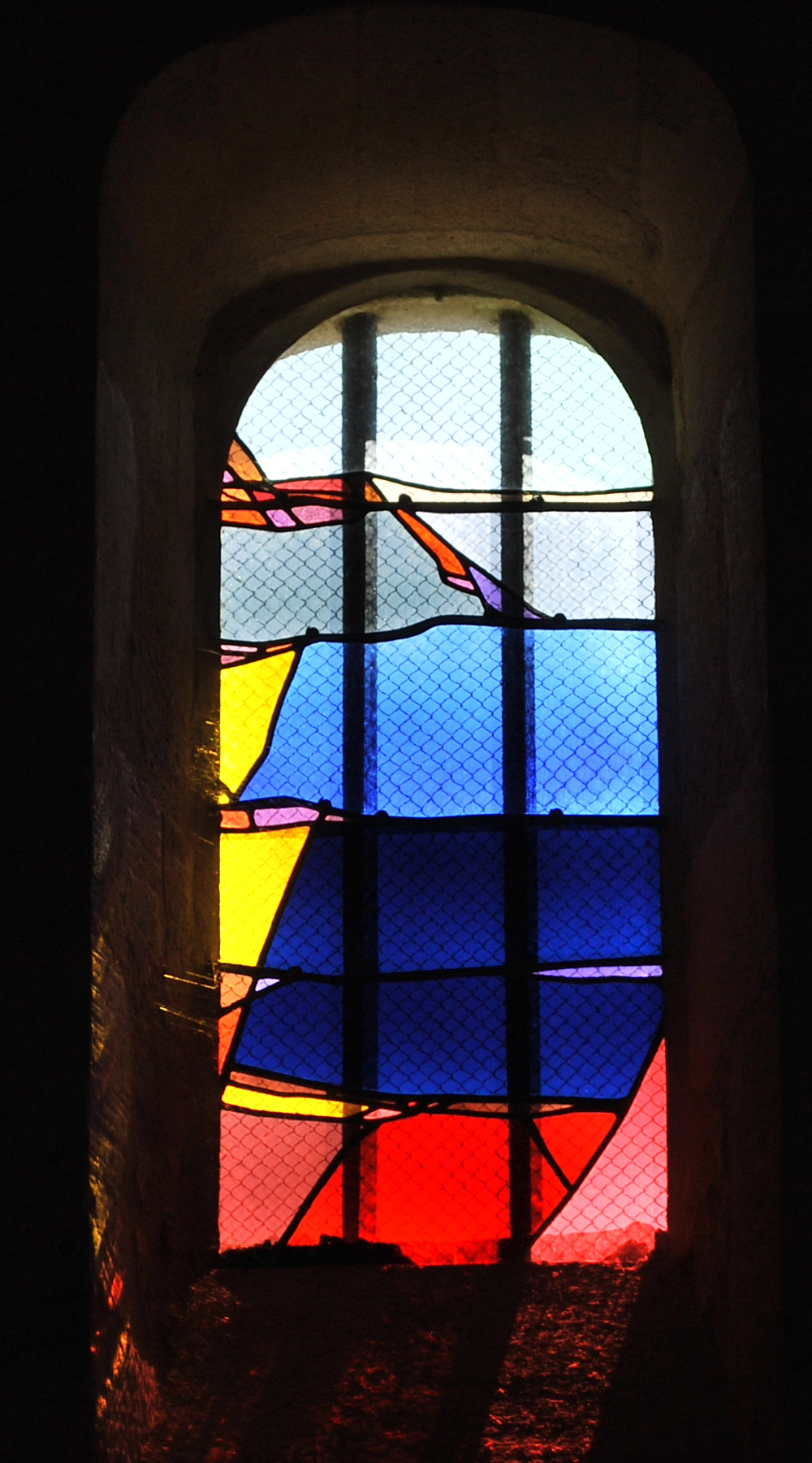
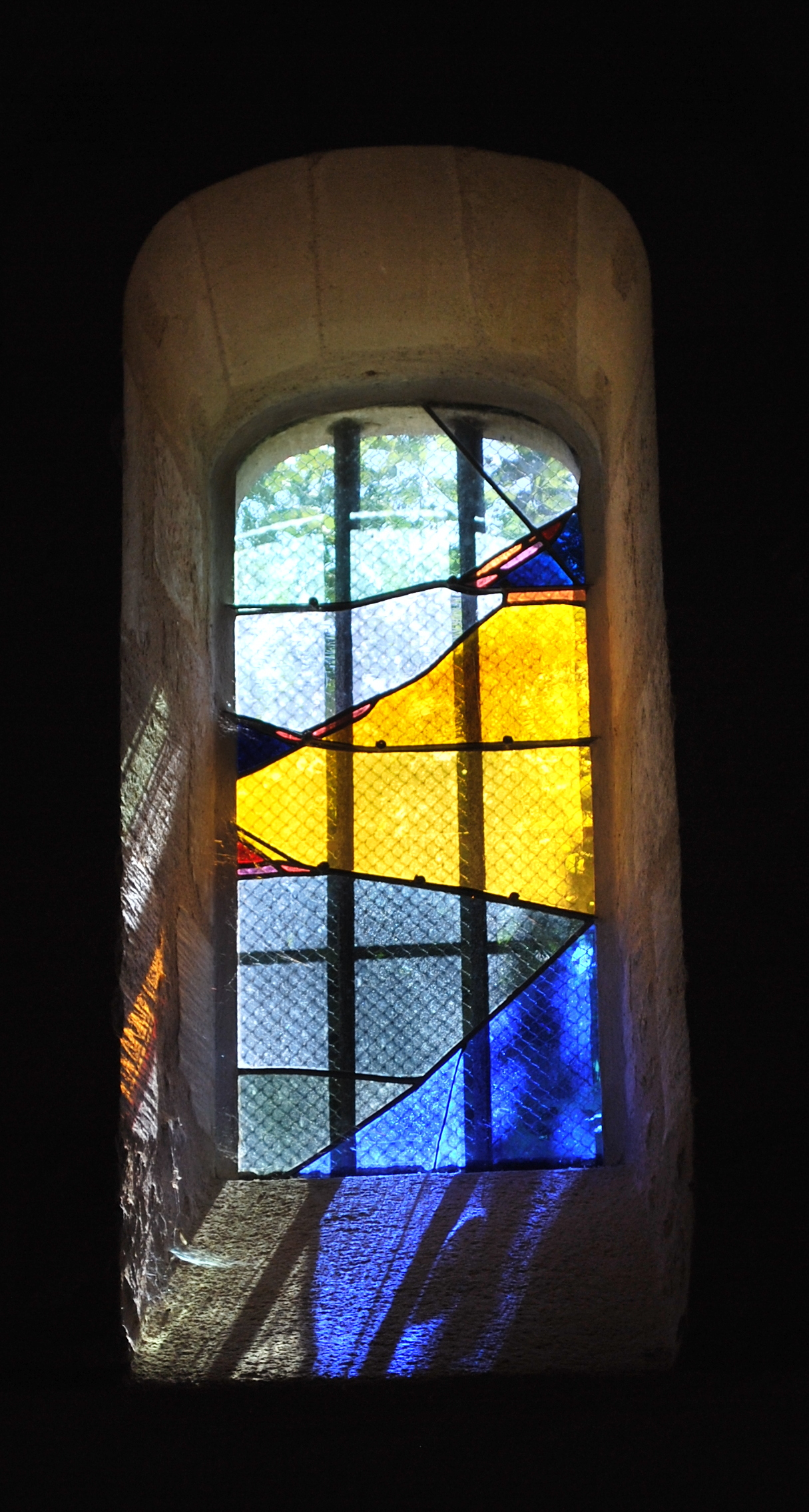
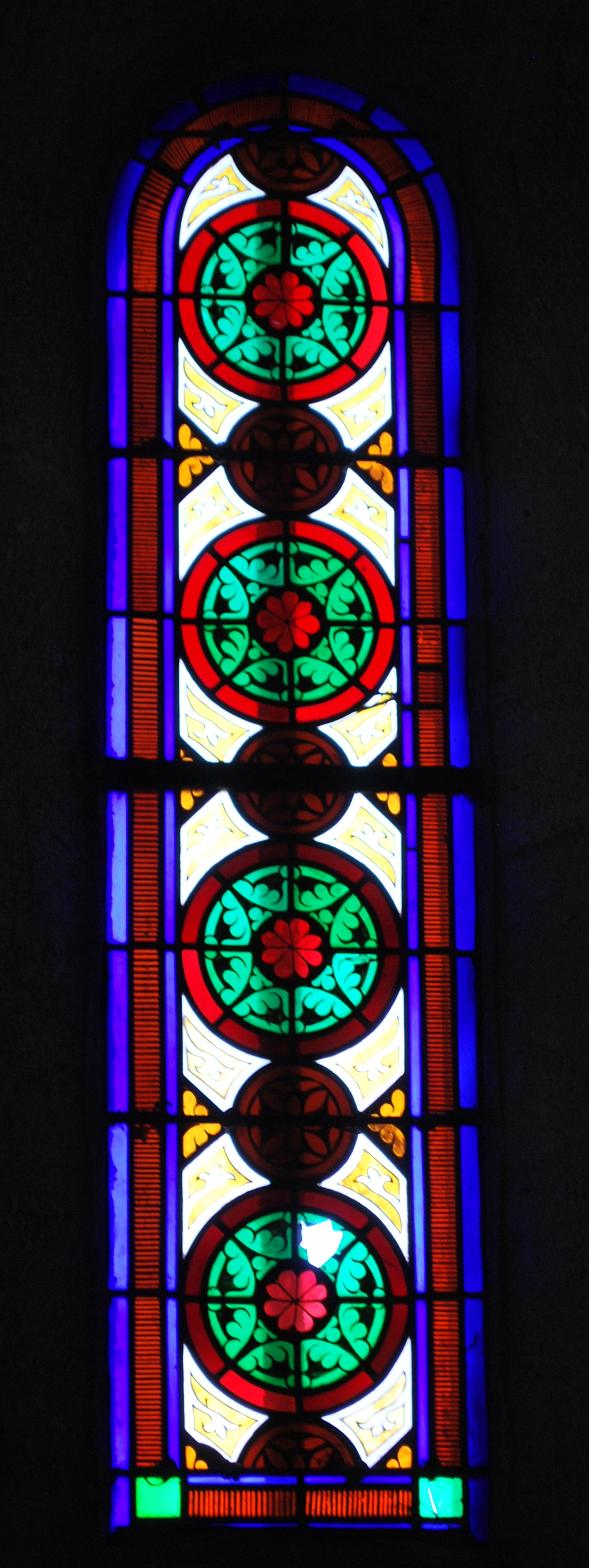
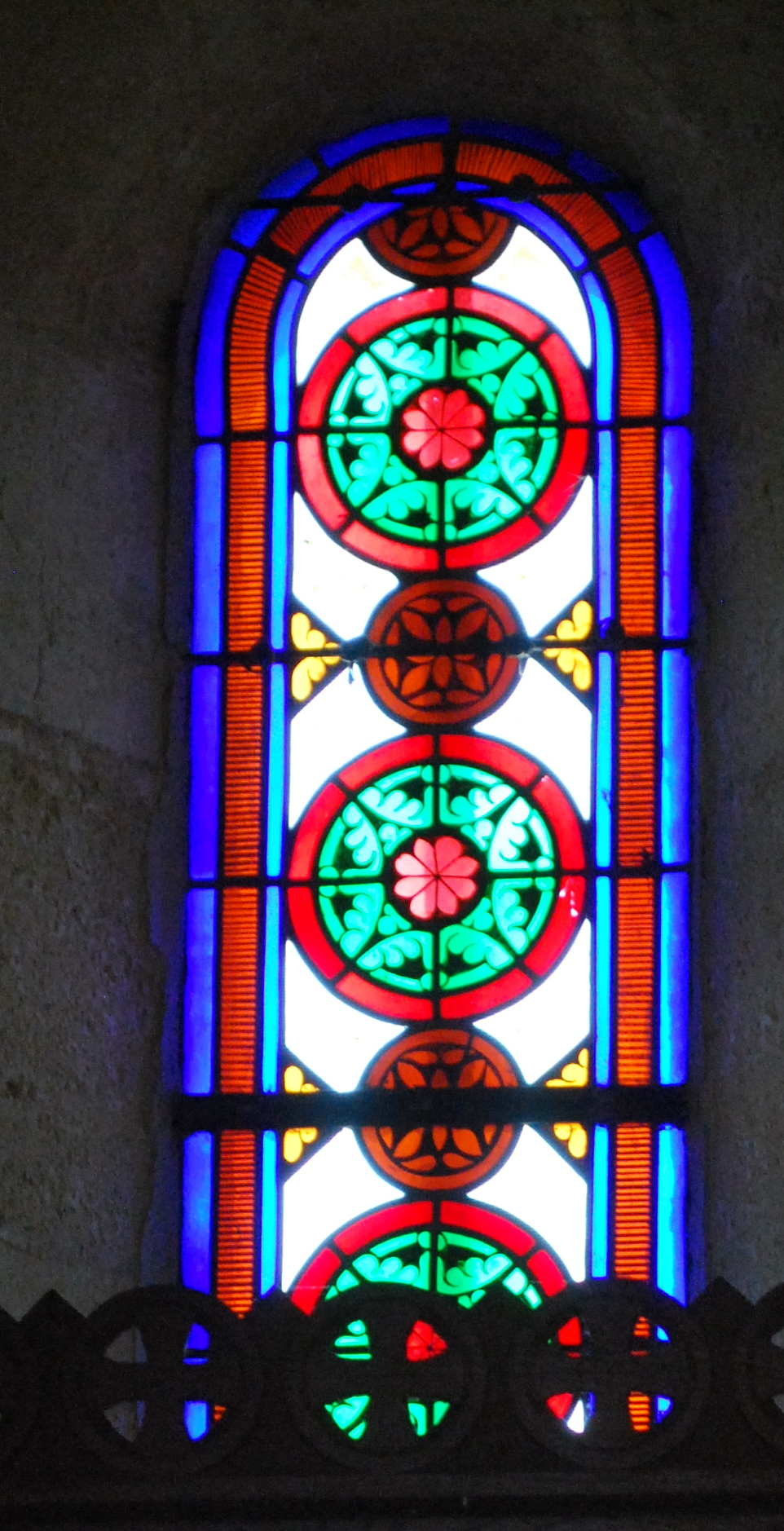
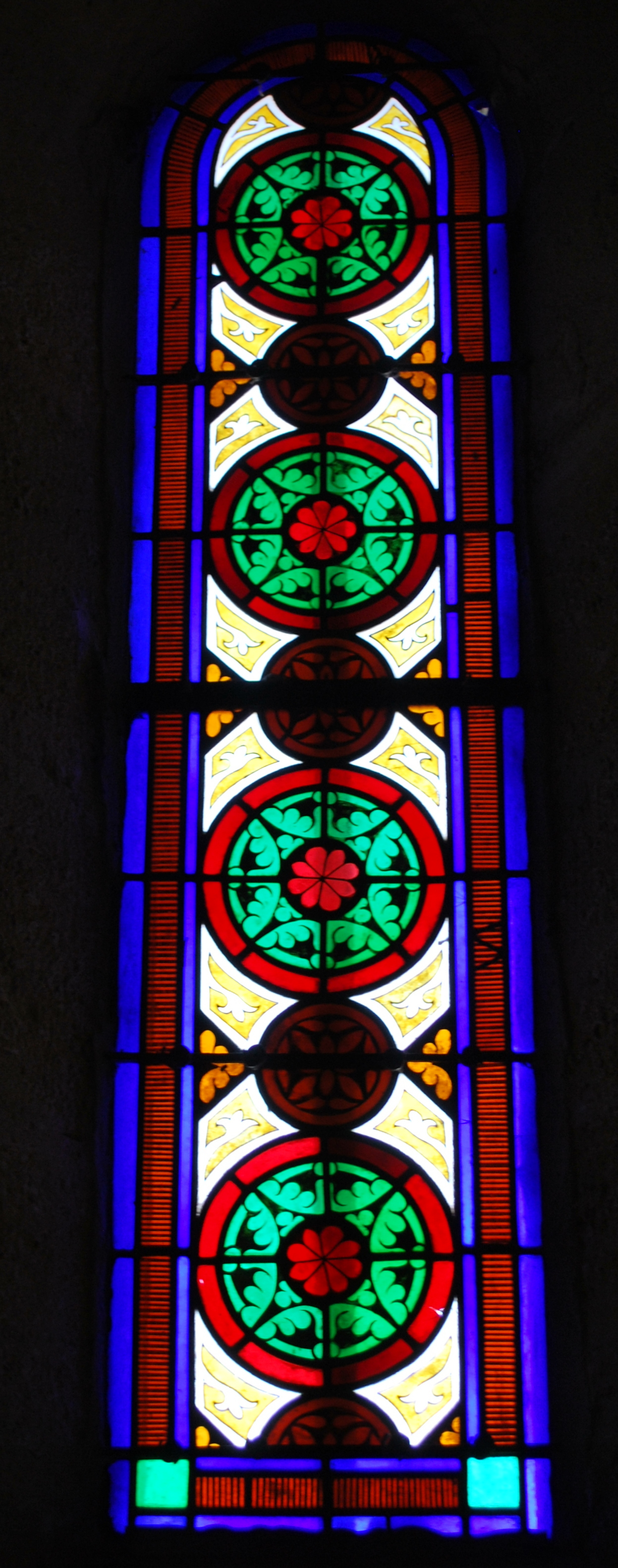

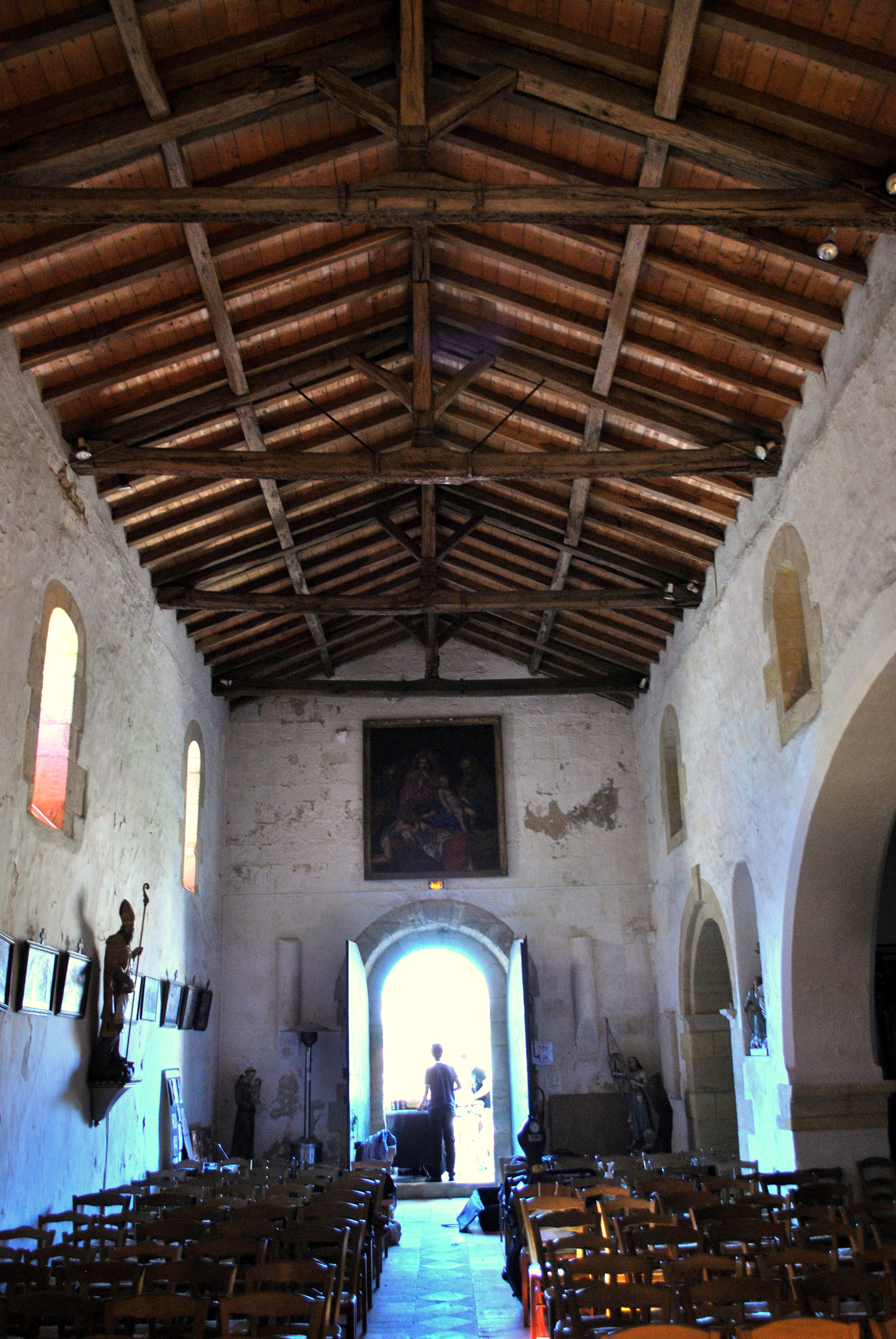
La nef
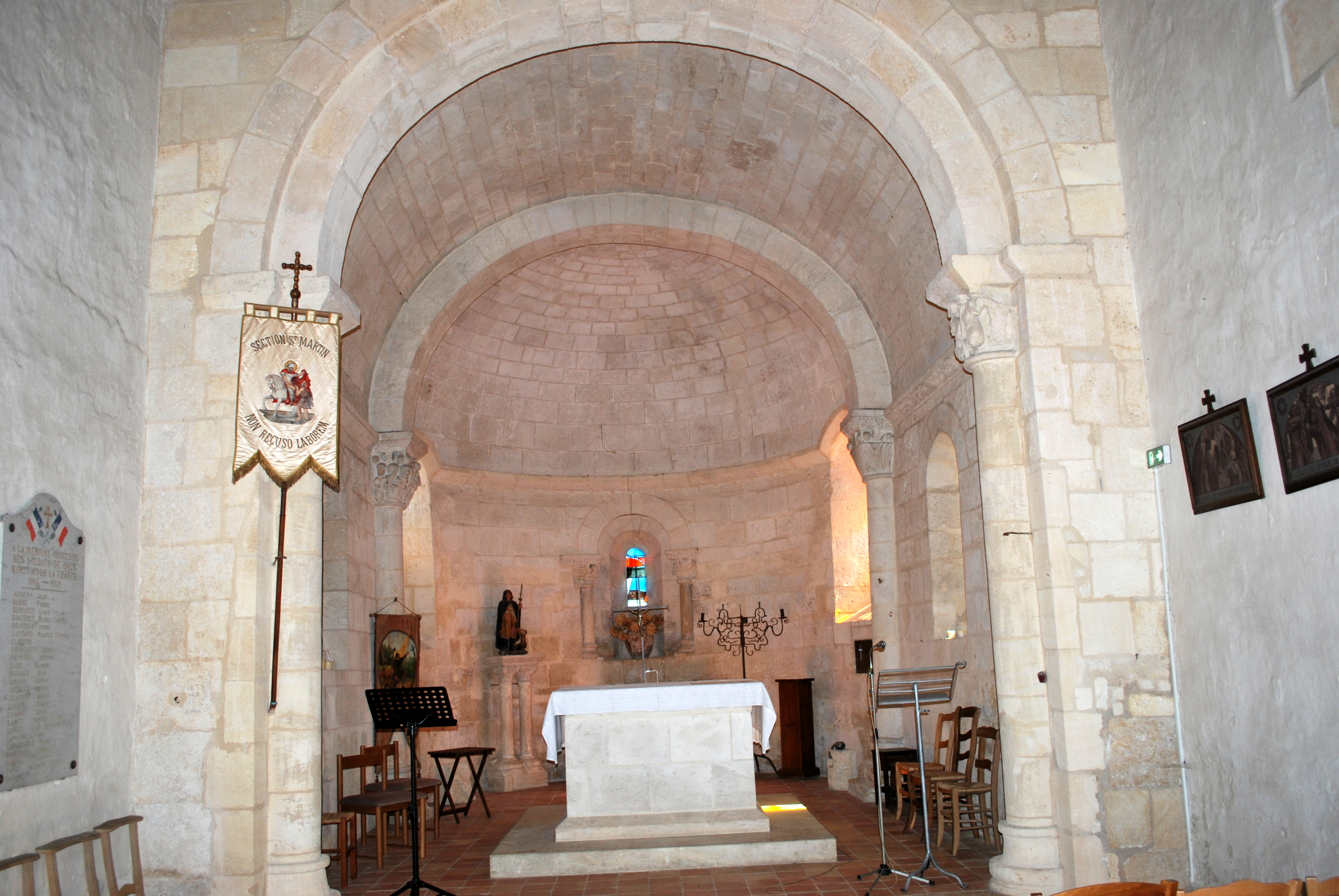
Le sanctuaire
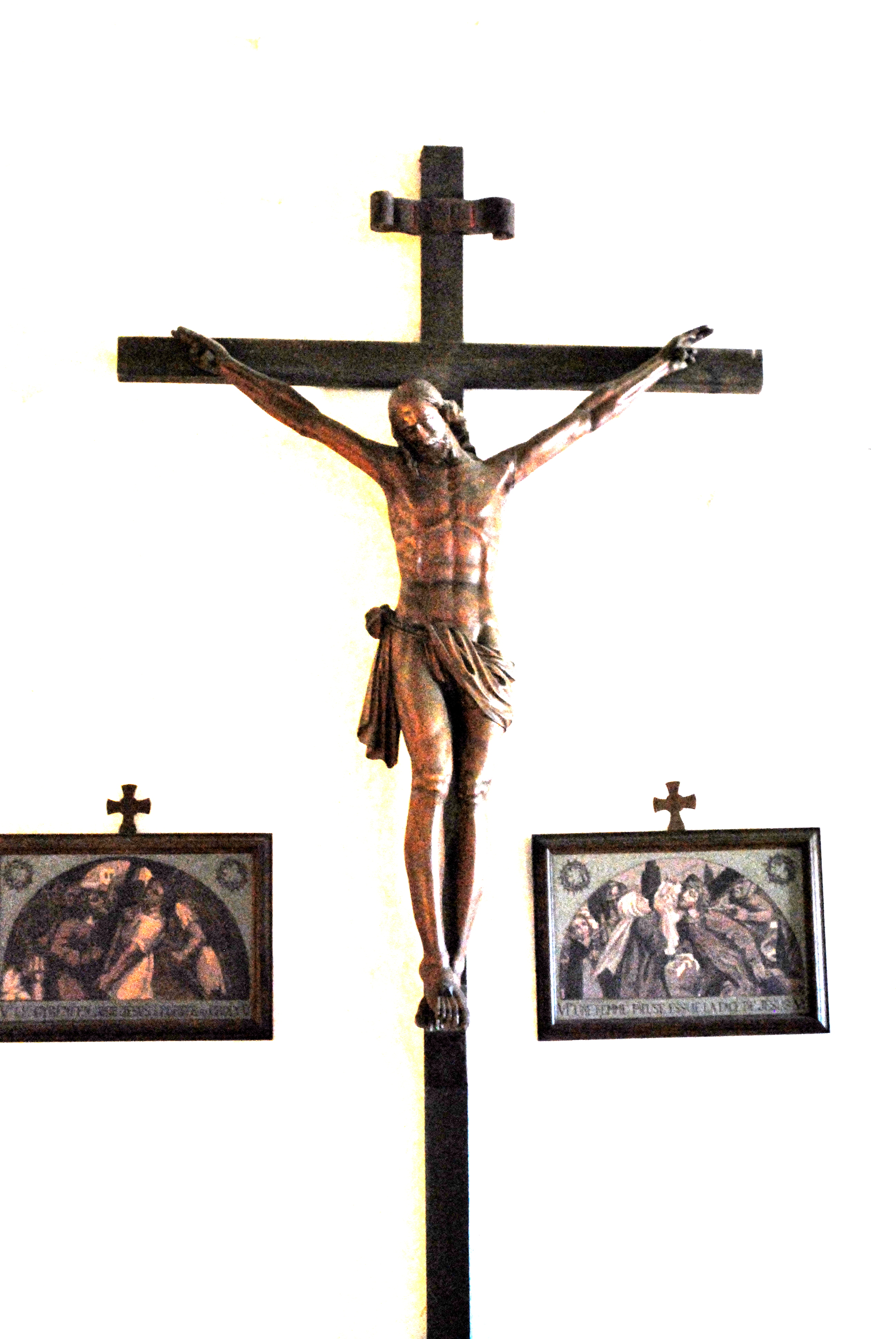
Crucifix
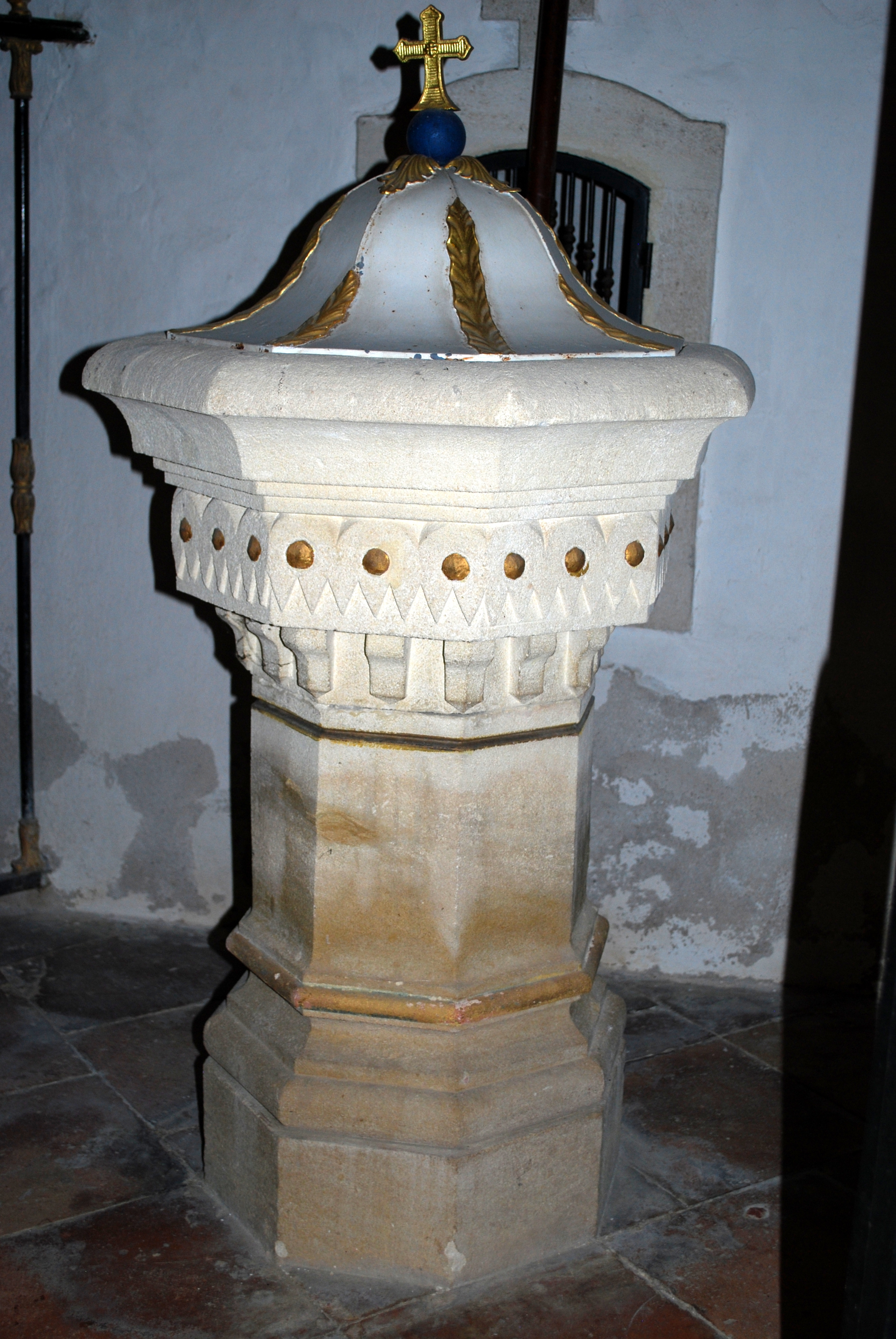
Fonts baptismaux
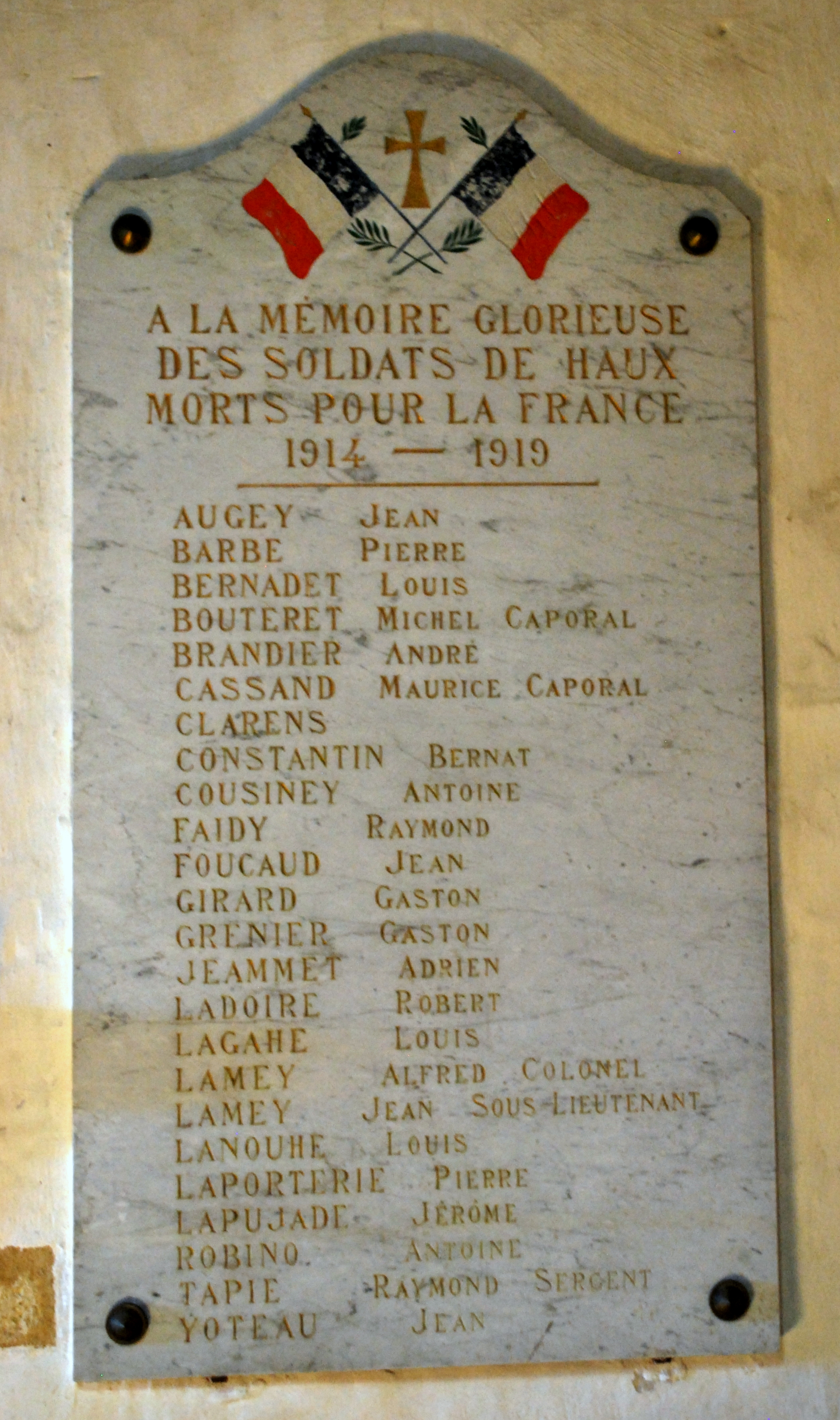
Monument aux morts

Double chapiteau 'à têtes'
La double corbeille et les arrachements de colonnettes sont ceux d'un chapiteau de cloître. Le tailloir est d'allure romane. Une tête sculptée décore chacun des angles. L’œuvre se place dans la production régionale des environs de l'an 1200. Elle est comparable aux meilleurs chapiteaux de cette catégorie de Saint-Pierre de La Réole ou de Notre-Dame-du-Bourg de Langon, dont certains sculptures sont conservées au Cloister Museum de New-York.

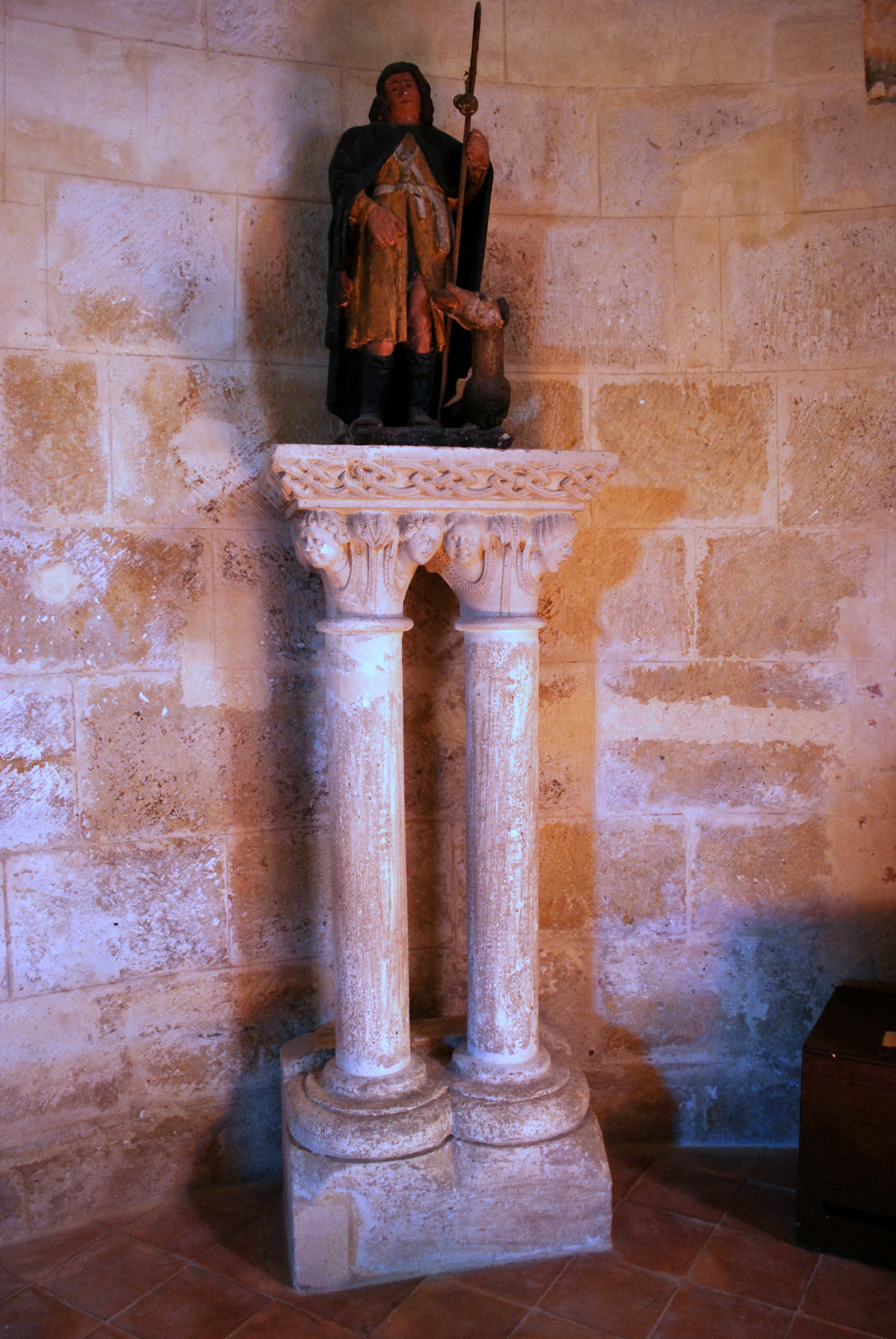
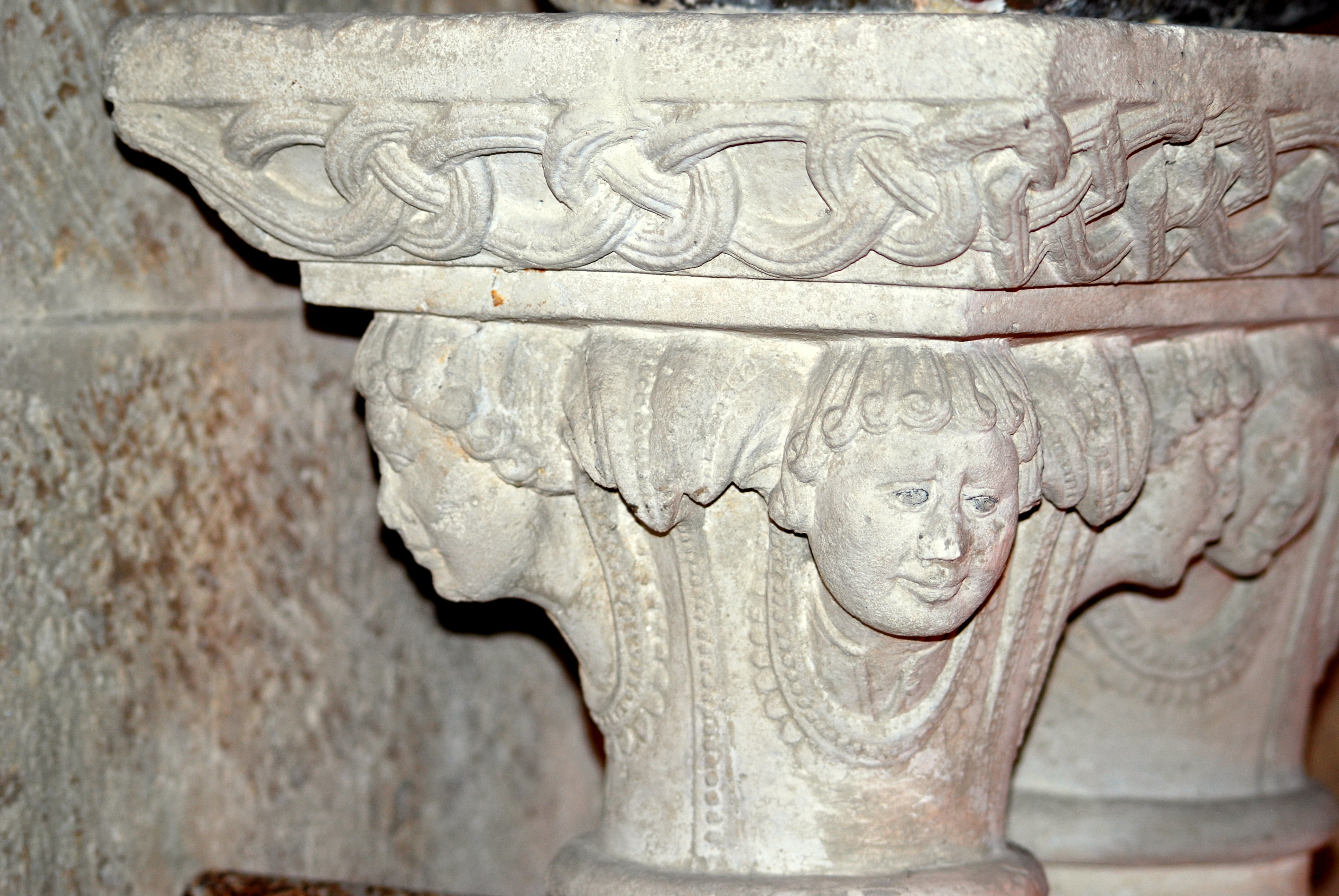
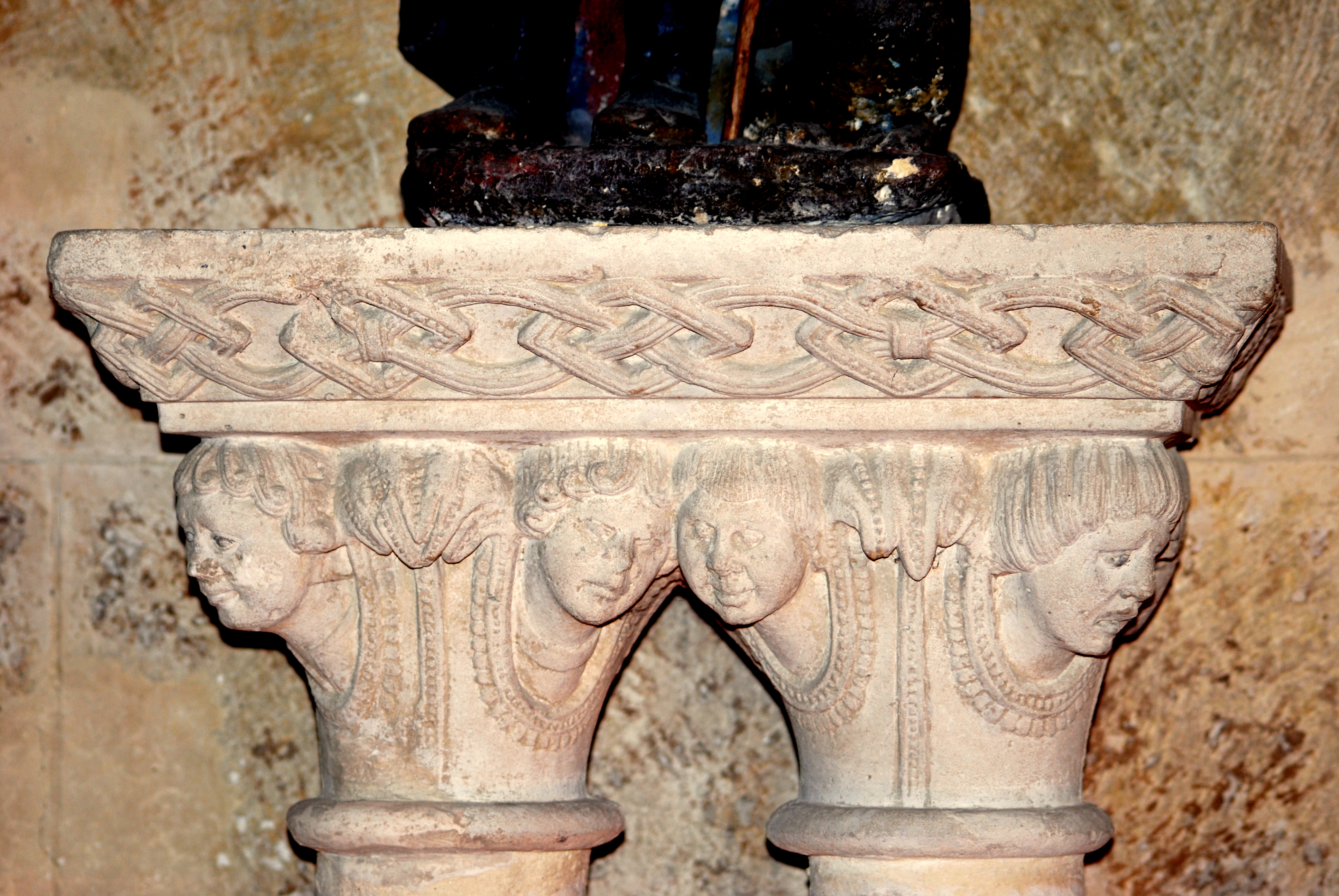
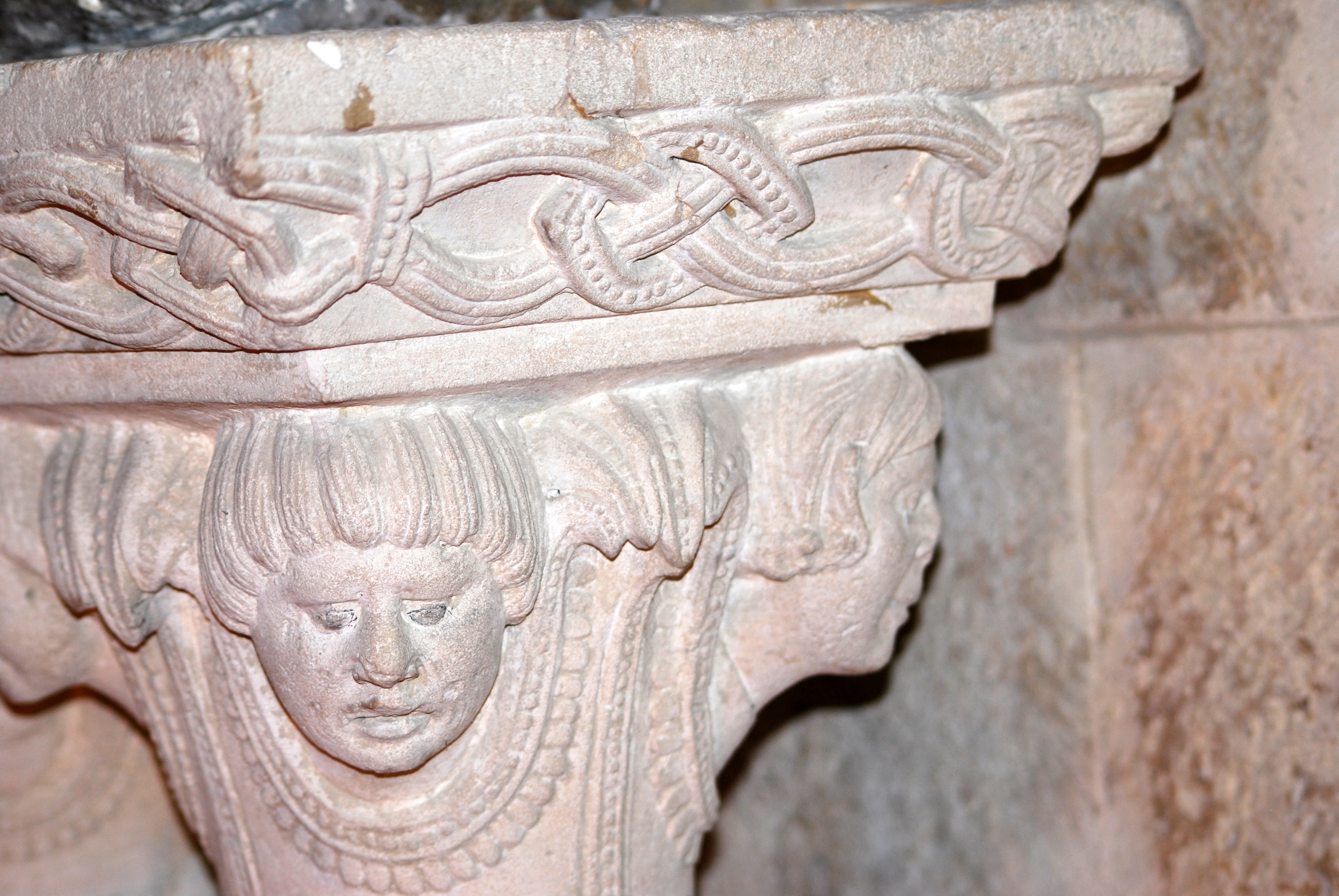

Les vitraux